# Allianz Parque
Allianz Parque, conhecido popularmente em seus primórdios como Arena Palestra Itália ou Arena Palmeiras, é uma arena multiuso construída para receber espetáculos, concertos, eventos corporativos e, principalmente, partidas de futebol do Palmeiras, seu proprietário, que fez um contrato de construção, exploração e gestão inovador com a WTorre para renovar completamente seu antigo estádio. A nova arena foi construída pela empresa WTorre Properties/Arenas, do Grupo WTorre, onde se localizava o tradicional Estádio Palestra Itália, também conhecido popularmente como Parque Antarctica.
A arena conta com um dos mais modernos espaços multiuso do país, e o seu estádio atende às normas da Fifa, se credenciando para receber os torneios esportivos mais relevantes. Com construção iniciada em 2010, foi finalizada em novembro de 2014. Em fevereiro de 2015, o estádio foi eleito, por voto popular, o "estádio do ano de 2014" pelo site inglês “Stadium DataBase”.
O primeiro jogo oficial do Allianz Parque foi realizado no dia 19 de novembro de 2014 entre Palmeiras e Sport, pelo Campeonato Brasileiro de Futebol, com o placar de 0 a 2 para o Sport e presença de 35.939 torcedores. O local já foi palco de oito grandes conquistas do Palmeiras. No Allianz Parque, a equipe foi campeã dos Campeonatos Paulistas de 2020, de 2022, de 2023 e de 2024, da Copa do Brasil de Futebol nas edições de 2015 e de 2020, além dos Campeonatos Brasileiros de  2016 e de 2022 e da Recopa Sul-Americana de 2022. A arena alviverde também já recebeu a Seleção Brasileira em duas oportunidades, uma delas em um amistoso contra a Seleção Mexicana de Futebol em 2015, e a Seleção Chilena de Futebol pelas Eliminatórias da Copa do Mundo FIFA de 2018 - América do Sul, em 2017.
Os primeiros espetáculos realizados no local foram os de Paul McCartney, que se apresentou nos dias 25 e 26 de novembro de 2014. Além dos shows do ex-beatle, a arena já recebeu outros grandes nomes da música internacional.

## Histórico

### Antecedentes

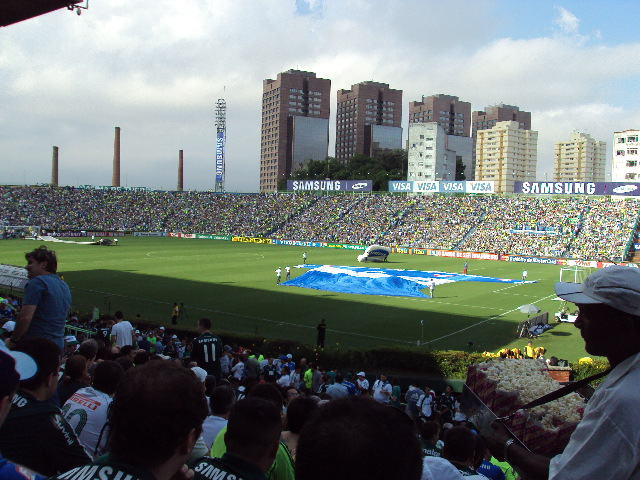
Vista do Estádio Palestra Itália em 2009.

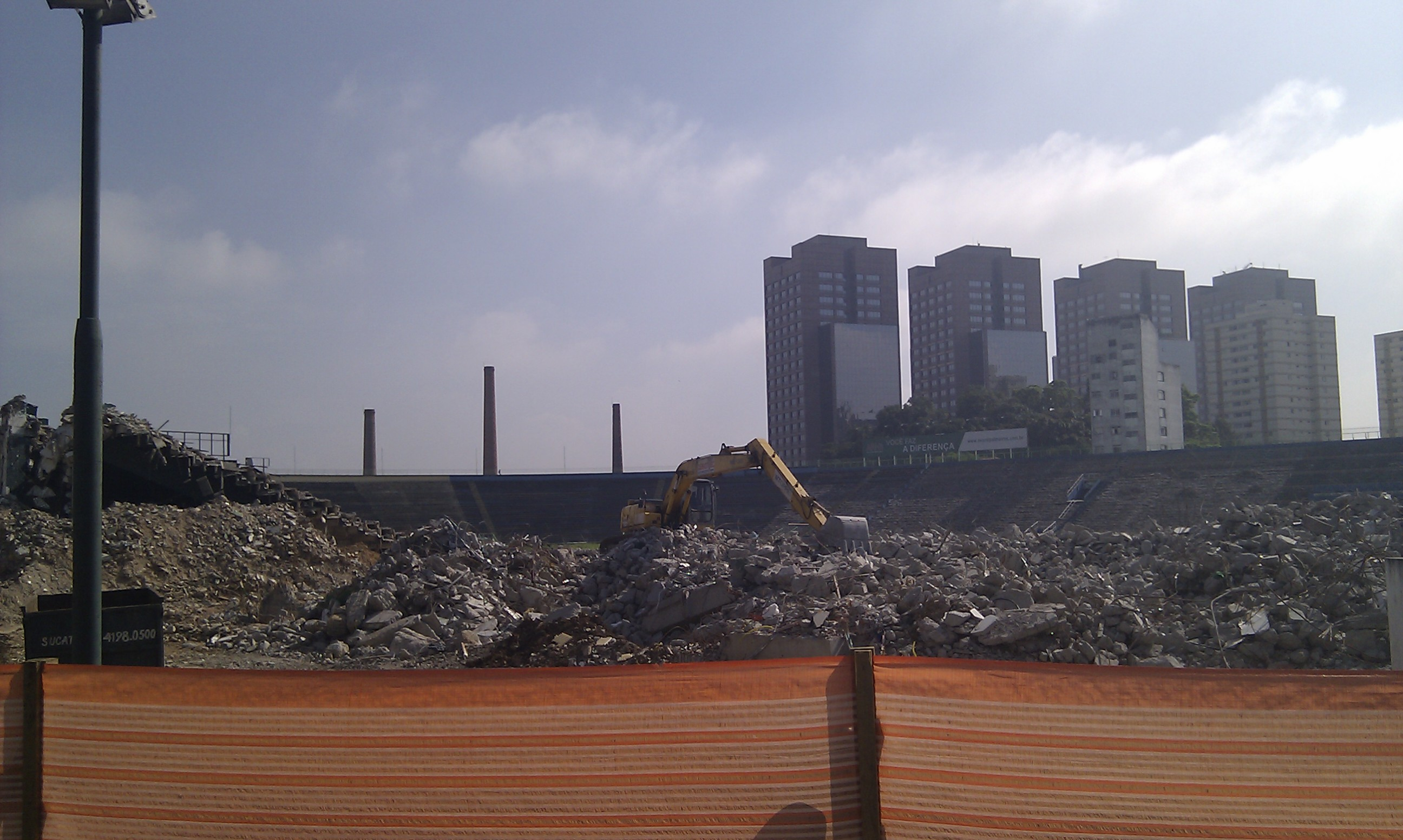
Demolição das numeradas cobertas e descobertas do Estádio Palestra Itália em fevereiro de 2011

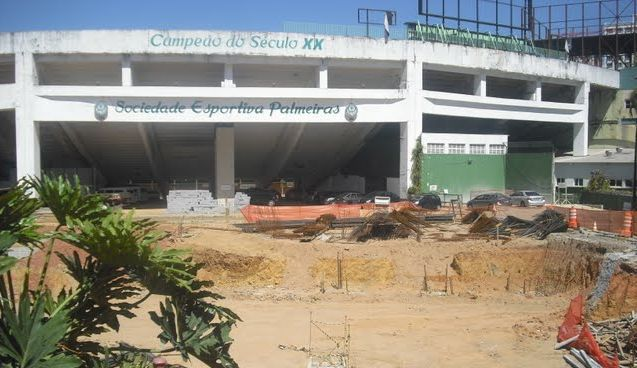
Canteiro de obras da transformação do Estádio Palestra Itália em Arena em outubro de 2011

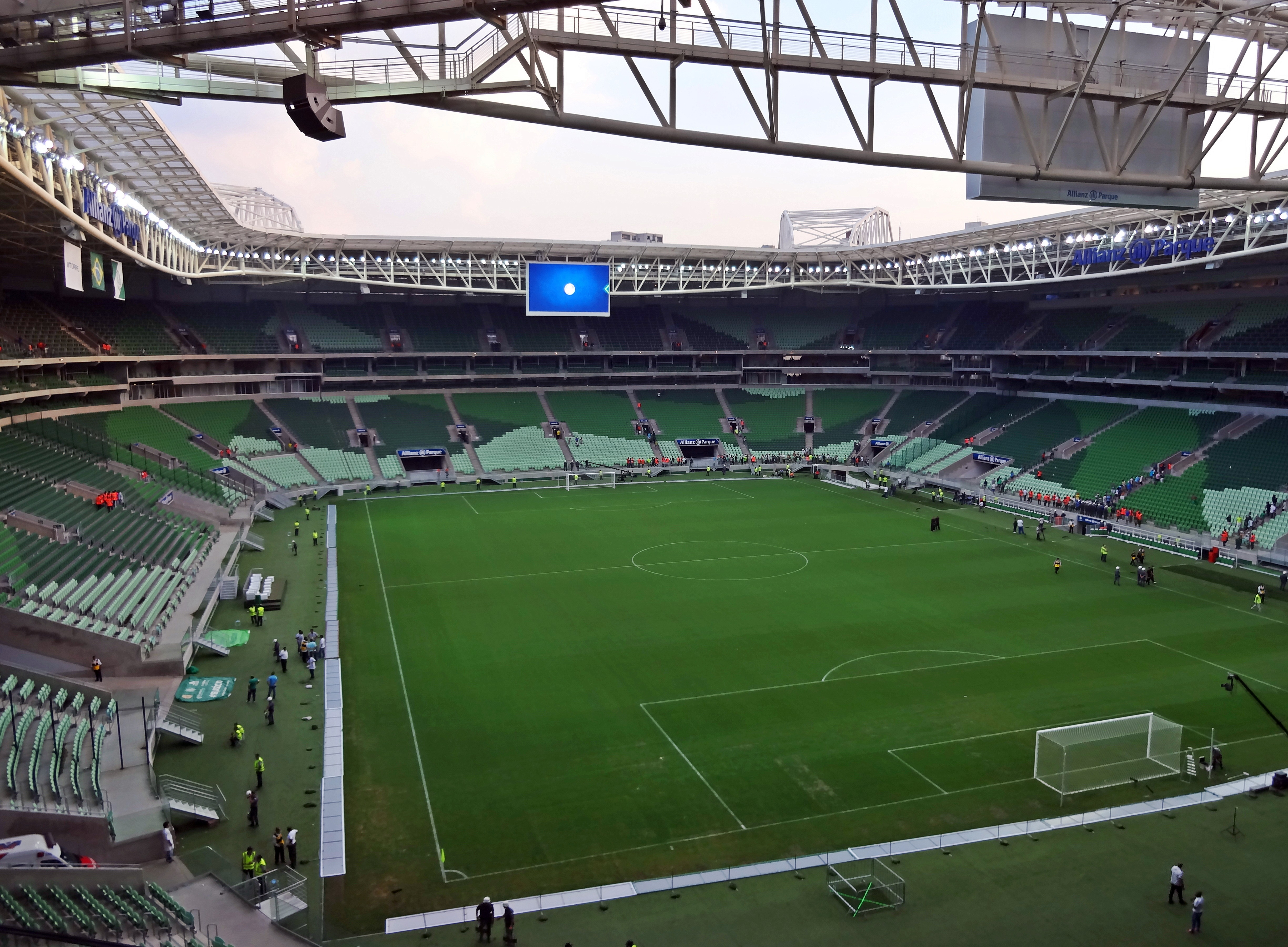
Vista interna da arena

A transformação do antigo Estádio Palestra Itália em arena é fruto de um acordo assinado entre o Palmeiras e a empresa WTorre Properties/Arenas, do Grupo WTorre. A WTorre administrará o local durante 30 anos, sendo que o Palmeiras terá participação integral nas receitas de partidas de futebol durante o período. De acordo com o contrato firmado entre Palmeiras e WTorre, todas as despesas para a utilização da arena, como as de água, luz, segurança, limpeza, seguros, manutenções do gramado, ficarão a cargo da empreendedora. Com a contratação de uma empresa especialista para gerir o complexo, será repassado ao clube um percentual crescente das receitas com patrocínios, camarotes e shows, entre outros. Ao final desse período de 30 anos, o Palmeiras integralizará todo o empreendimento, encerrando-se o acordo com a construtora.
No dia 30 de setembro de 2009, a WTorre concretizou a parceria com a Traffic para comercialização de propriedades na arena, tais como direitos de nome, camarotes, cadeiras especiais, restaurantes, lanchonetes e lojas, entre outros. A empresa de mídia esportiva comercializará os espaços utilizados em eventos esportivos, musicais, sociais e corporativos.
No dia 6 de outubro de 2011, Palmeiras e WTorre anunciaram o acordo com a Anschutz Entertainment Group (AEG), considerada a maior administradora de arenas do mundo, para a gestão de eventos na arena do clube paulistano. A AEG, por sua vez, revelou a parceria com a empresa Blue Box, que prestará consultorias para a companhia norte-americana dos melhores serviços disponíveis em território nacional.
Em 24 de abril de 2013, a WTorre anunciou a venda dos "naming rights" da arena para a Allianz, detentora dos direitos de nome de outras cinco arenas esportivas: a Allianz Arena, na Alemanha; o Allianz Stadium, na Austrália; a Allianz Park, na Inglaterra; a Allianz Riviera, na França; e a Allianz Stadion, na Áustria. O acordo da WTorre com a seguradora tem duração de 20 anos, com opção de renovação por mais 10 ao fim do período. O valor do negócio é estimado em 300 milhões de reais. Em 29 de abril de 2013, a seguradora anunciou três opções de nomes para a arena: Allianz Parque, Allianz Center e Allianz 360º. Em 6 de junho de 2013, com 89% dos mais de 620 mil votos registrados no site oficial do empreendimento, foi anunciado o nome "Allianz Parque". As duas outras opções obtiveram 7% e 4% dos votos, respectivamente.
Em 13 de março de 2014, WTorre e AEG anunciaram o acordo com a empresa Gourmet Sports Hospitality, pertencente ao grupo Kofler & Kompanie (K&K), de origem alemã. O acordo prevê serviços de gastronomia em dias de jogos e buffets realizados em eventos corporativos, congressos, shows e demais eventos que ocorrerem no local. Na arena há uma cozinha central de 1.500 m² e dez cozinhas de apoio, três lounges e 46 lanchonetes e quiosques para atender ao público em dias de jogos e eventos corporativos. Até 500 pessoas podem trabalhar nesses locais em dias em que houver lotação máxima. A companhia também foi responsável por servir os públicos dos estádios da Copa do Mundo de 2006, realizada na Alemanha, da de 2010, na África do Sul, e da Copa das Confederações de 2013, realizada no Brasil, além de atuar nos Jogos Olímpicos de Inverno de 2014 em Sóchi, na Rússia, e em algumas etapas da Fórmula 1. O contrato da empresa com a WTorre é válido por 20 anos.[carece de fontes?]
A WTorre anunciou a parceria com a agência Works Brasil, subsidiária da companhia Works UK, para a realização da identidade visual da marca da arena. Em parceria com a Allianz, o projeto de branding foi desenvolvido a partir do seu logo principal. Todos os elementos de comunicação associados à marca “Allianz Parque”, incluindo banners, placas de sinalização, ingressos, merchandising e outras aplicações, foram elaborados para conteúdos impressos e digitais. Projetos semelhantes foram desenvolvidos pela empresa para corporações, associações nacionais e internacionais e federações esportivas internacionais, entre as quais destacam-se a IAAF, FIFA, FIVB, FIBA, FIH e NBA.
Com o foco na organização de eventos, desde pequenas conferências até grandes concertos musicais, a AEG contratou Susan Darrington, ex-vice-presidente de operações e serviços do CenturyLink Field, maior estádio da cidade de Seattle e sede dos jogos do Seahawks, na NFL, e do Sounders, na MLS, para ocupar o cargo de gerente geral da arena. Darrington será a principal responsável por angariar receitas para a Allianz Parque, com o objetivo inicial de atrair cerca de 300 eventos por ano.
Em março de 2015, O Banco do Brasil tornou-se patrocinador oficial do Allianz Parque. A parceria consiste entre outras coisas, oferecer descontos em visitas guiadas pela Futebol Tour. Esta não foi a primeira ação do referido banco com a arena, pois o mesmo financiou as obras de construção, tendo liberado aproximadamente 150 milhões d reais no ano de 2010.

### Eventos-teste e inauguração

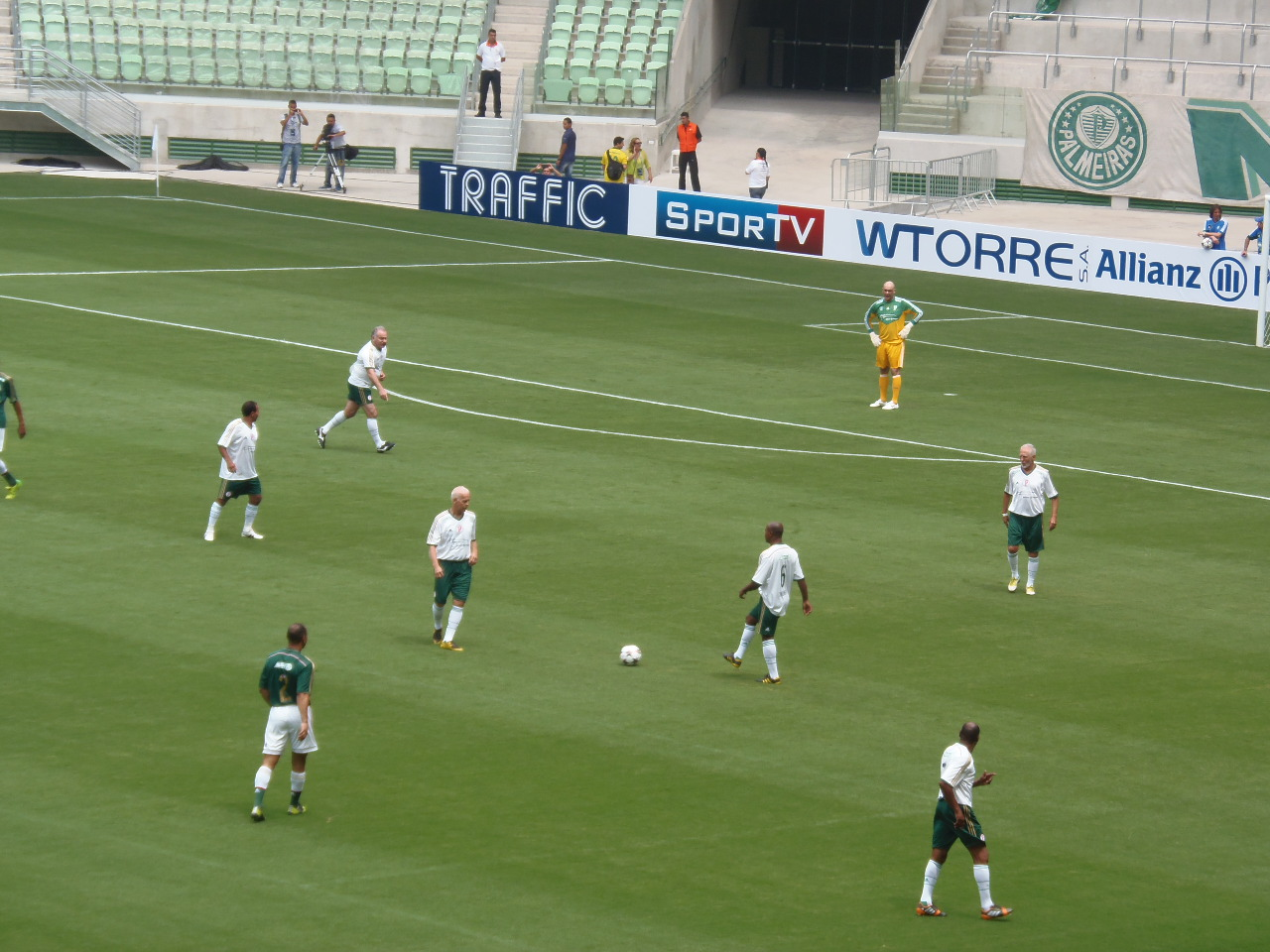
Evento-teste que homenageou Ademir da Guia no Allianz Parque

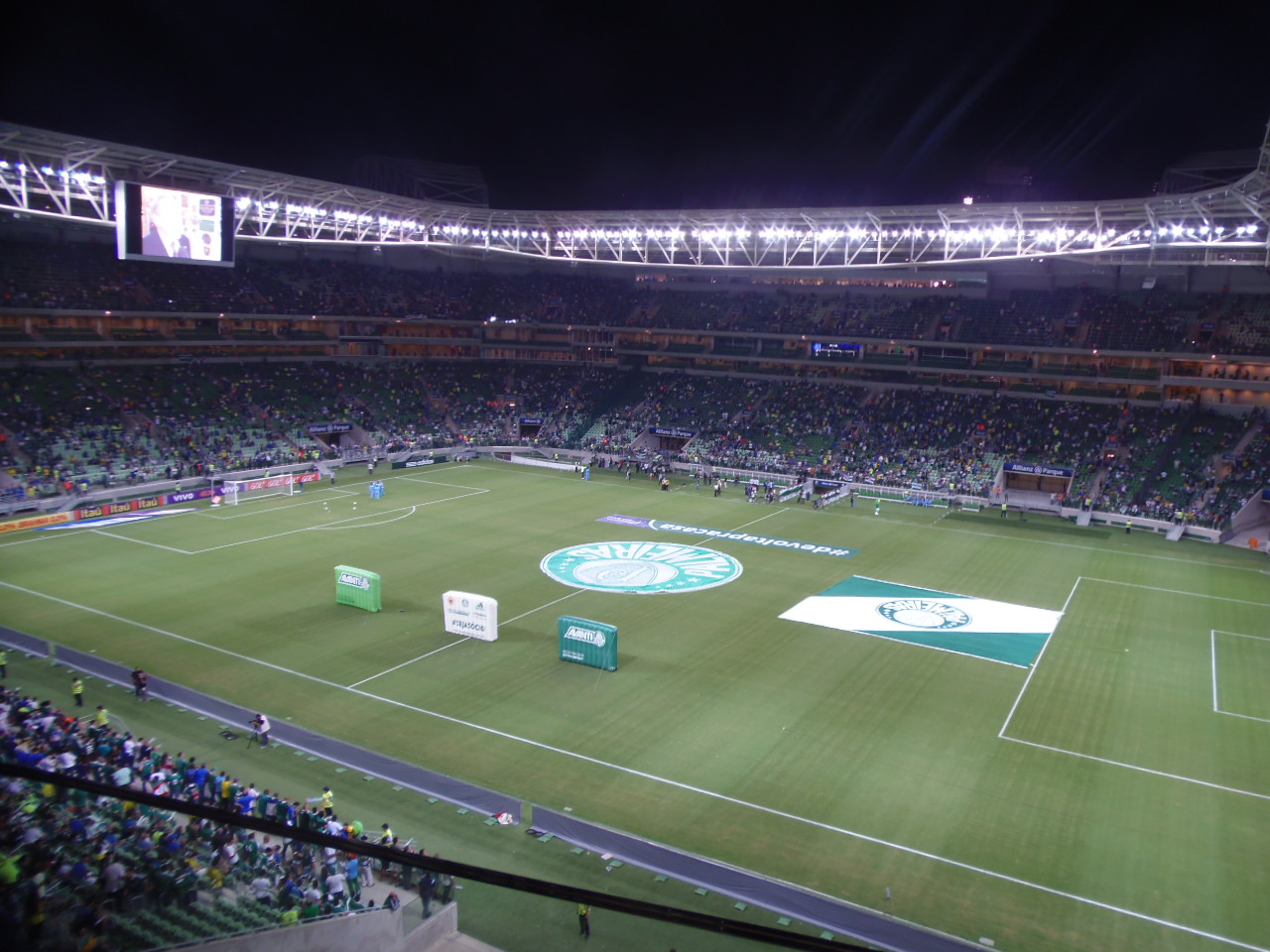
Allianz Parque no jogo de inauguração em novembro de 2014

No dia 27 de setembro de 2014, a arena realizou o seu primeiro evento-teste para cerca de 3 mil convidados com a exibição do filme "12 de Junho de 1993 – O Dia da Paixão Palmeirense", dirigido por Jaime Queiroz e Mauro Beting. Com as presenças dos representantes da WTorre, do Palmeiras e de alguns ídolos do clube - Evair, Marcos, Ademir da Guia e César Maluco -, o evento teve como principal objetivo testar os principais serviços oferecidos na Allianz Parque, como catering (comida e bebida), sinalização, prédio de estacionamento e marcação de assentos.
No dia 22 de outubro de 2014, o segundo evento-teste foi realizado para cerca de 1 mil convidados para a gravação do DVD com o samba-enredo da Escola de Samba Mancha Verde para o carnaval de 2015. O evento contou com a participação de alguns ídolos do clube, como César Maluco, Sérgio, Tonhão, Odair, Amaral e Flávio Guapira, além do guitarrista Marcos Kleine, que tocou o hino do Palmeiras.
No dia 25 de outubro de 2014, foi realizado um jogo festivo para 10 mil convidados em homenagem à Ademir da Guia, ex-jogador e ídolo do Palmeiras, que jogou no clube durante as décadas de 1960 e 1970, com passagem pela Seleção Brasileira de Futebol. Contando com a participação de vários ex-jogadores do clube, o evento foi considerado um sucesso, tendo a partida terminado empatada em 3 a 3, com um gol de pênalti de Ademir, o primeiro marcado no local.
A inauguração oficial do Allianz Parque foi realizada no dia 19 de novembro de 2014, no jogo entre Palmeiras e Sport, pela trigésima quinta rodada do Campeonato Brasileiro de 2014. A equipe paulistana foi derrotada por 2 a 0 pelo clube pernambucano. O primeiro gol oficial da arena foi marcado pelo atacante Ananias, do Sport, aos 31 minutos do segundo tempo.
A partida também entrou para a história do futebol paulista porque atingiu marcas expressivas relacionadas à renda do jogo. Além do maior volume de dinheiro arrecadado pelo Palmeiras em toda sua história num confronto de futebol, o evento teve a maior arrecadação de todos os tempos entre os jogos dos grandes times do estado de São Paulo realizados na capital paulista. Com o público de 35.939 pagantes, o alviverde obteve renda bruta de 4.915.885,00 de reais e receita líquida de 3.623.234,67 de reais.

### Consolidação

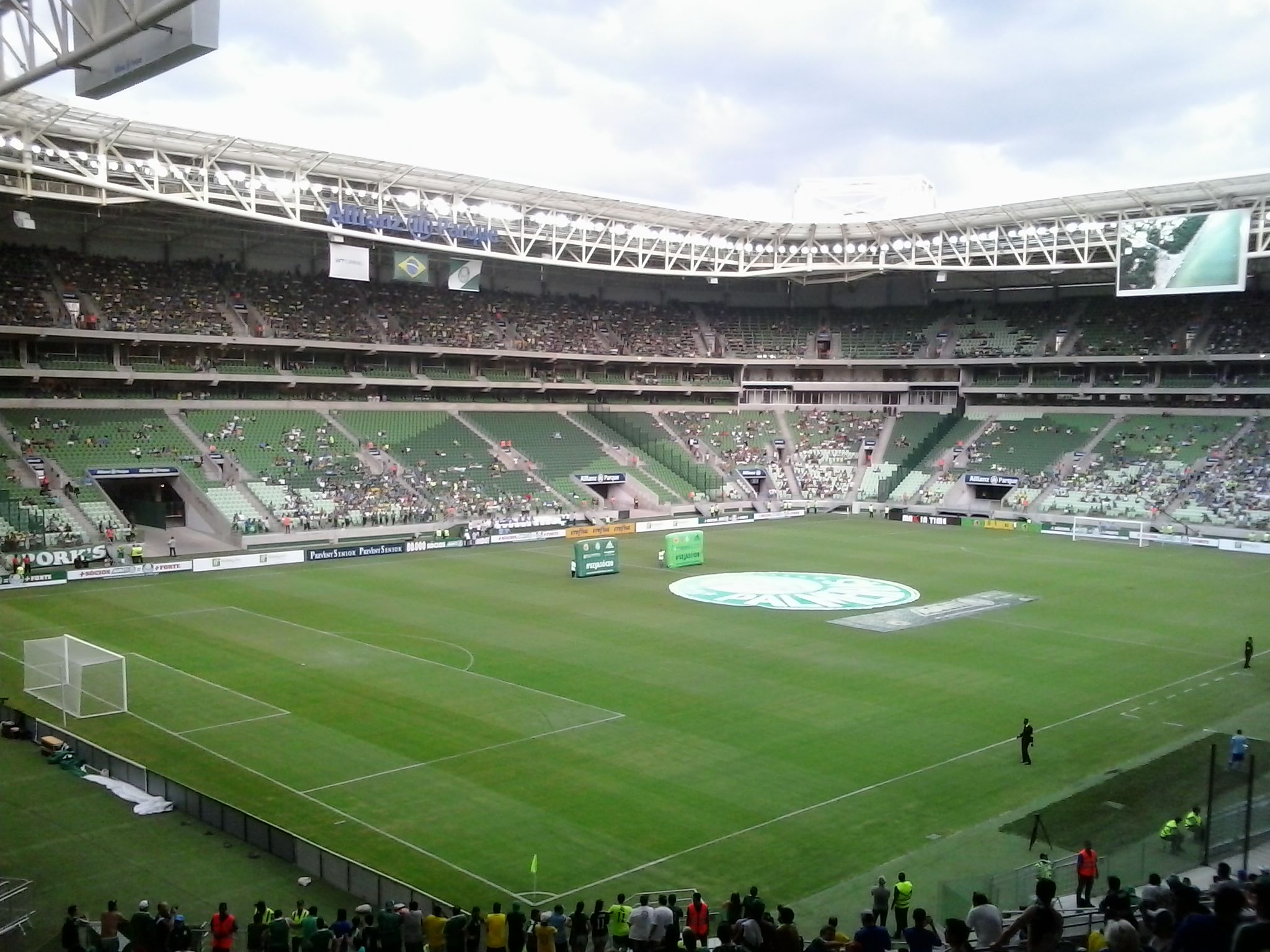
Allianz Parque no amistoso entre Palmeiras e Red Bull Bragantino em janeiro de 2015

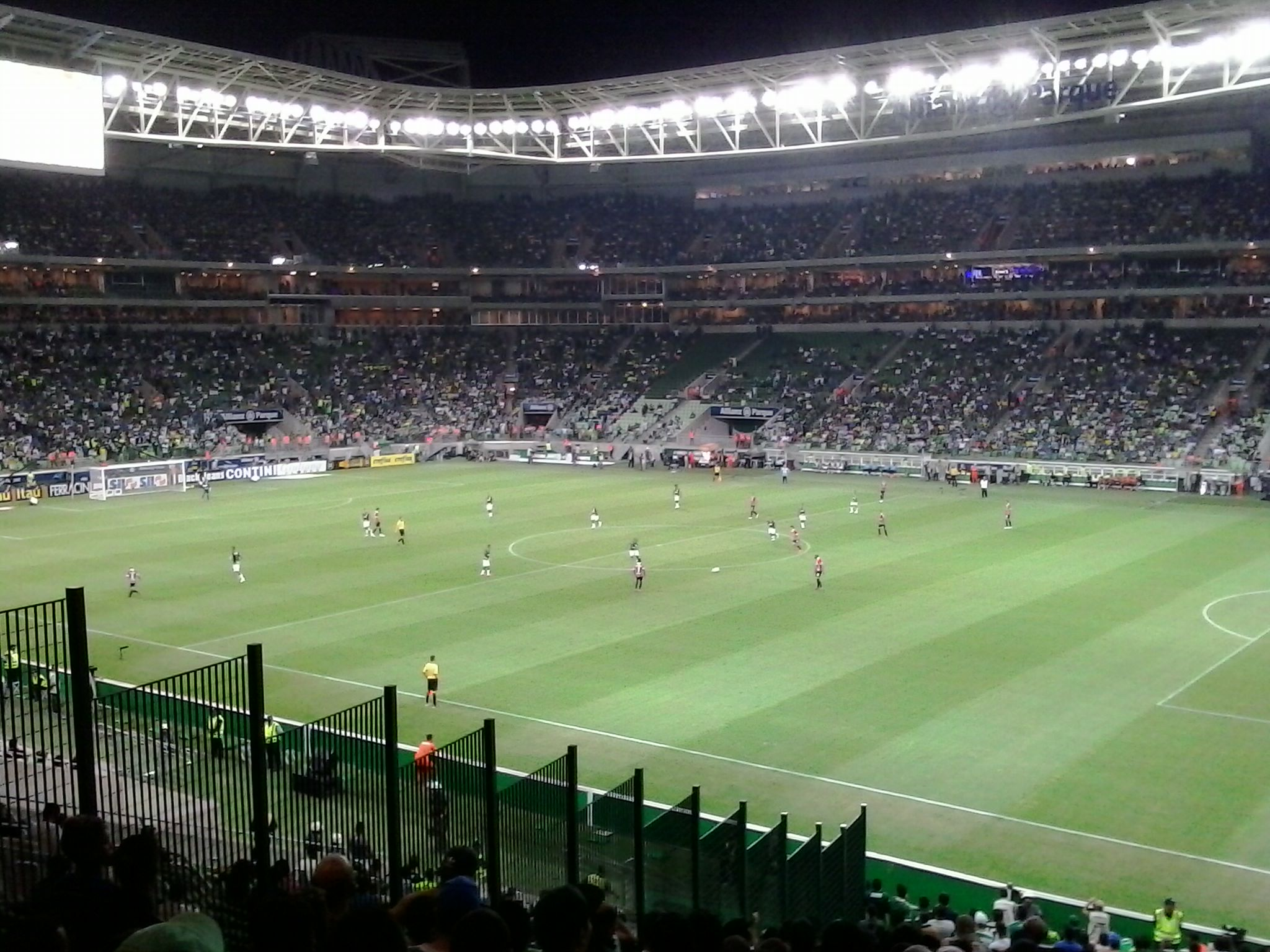
Primeiro Choque Rei no Allianz Parque em 2015.

O primeiro gol oficial do Palmeiras na arena foi marcado pelo centroavante Henrique, na partida entre a equipe paulistana e o Atlético-PR, pela última rodada do Campeonato Brasileiro de 2014. O jogo, que foi o segundo oficial do Allianz Parque, terminou empatado por 1 a 1. A primeira vitória do Palmeiras no Allianz Parque aconteceu no terceiro jogo da arena. A partida, disputada no dia 17 de janeiro de 2015, também representou o primeiro jogo internacional do local. Em amistoso contra o Shandong Luneng, a equipe alviverde venceu por 3 a 1, com gols de Leandro Pereira, Lucas e Cristaldo.
Em 8 de fevereiro de 2015, ocorreu o primeiro clássico disputado no Allianz Parque, o Derby Paulista. O Palmeiras perdeu a partida por 1 a 0 para o Corinthians, com gol de Danilo.
Em 28 de fevereiro de 2015, quando o Palmeiras enfrentou o Capivariano pelo Campeonato Paulista e venceu por 2 a 0, o clube superou, com apenas quatro jogos disputados na competição como mandante no Allianz Parque, o valor arrecadado com bilheteria durante todo o campeonato do ano anterior.
A primeira vitória do Palmeiras em clássicos no Allianz Parque aconteceu no Choque Rei disputado no dia 25 de março de 2015, quando a equipe alviverde derrotou o São Paulo por 3 a 0, pela primeira fase do Campeonato Paulista de 2015. Além do primeiro êxito em jogos contra equipes grandes paulistas, a partida ficou historicamente marcada por um gol do meio-campista Robinho, no qual o jogador alviverde chutou a bola do meio do campo e encobriu o goleiro rival Rogério Ceni. Os outros dois gols do jogo foram marcados pelo meia-atacante Rafael Marques.
A partida entre Palmeiras e Botafogo-SP, ocorrida em 12 de abril de 2015 pelas quartas de final do Campeonato Paulista, foi a primeira decisão disputada na Arena. O jogo foi vencido pelo time alviverde por 1 a 0, com gol do atacante Leandro Pereira.

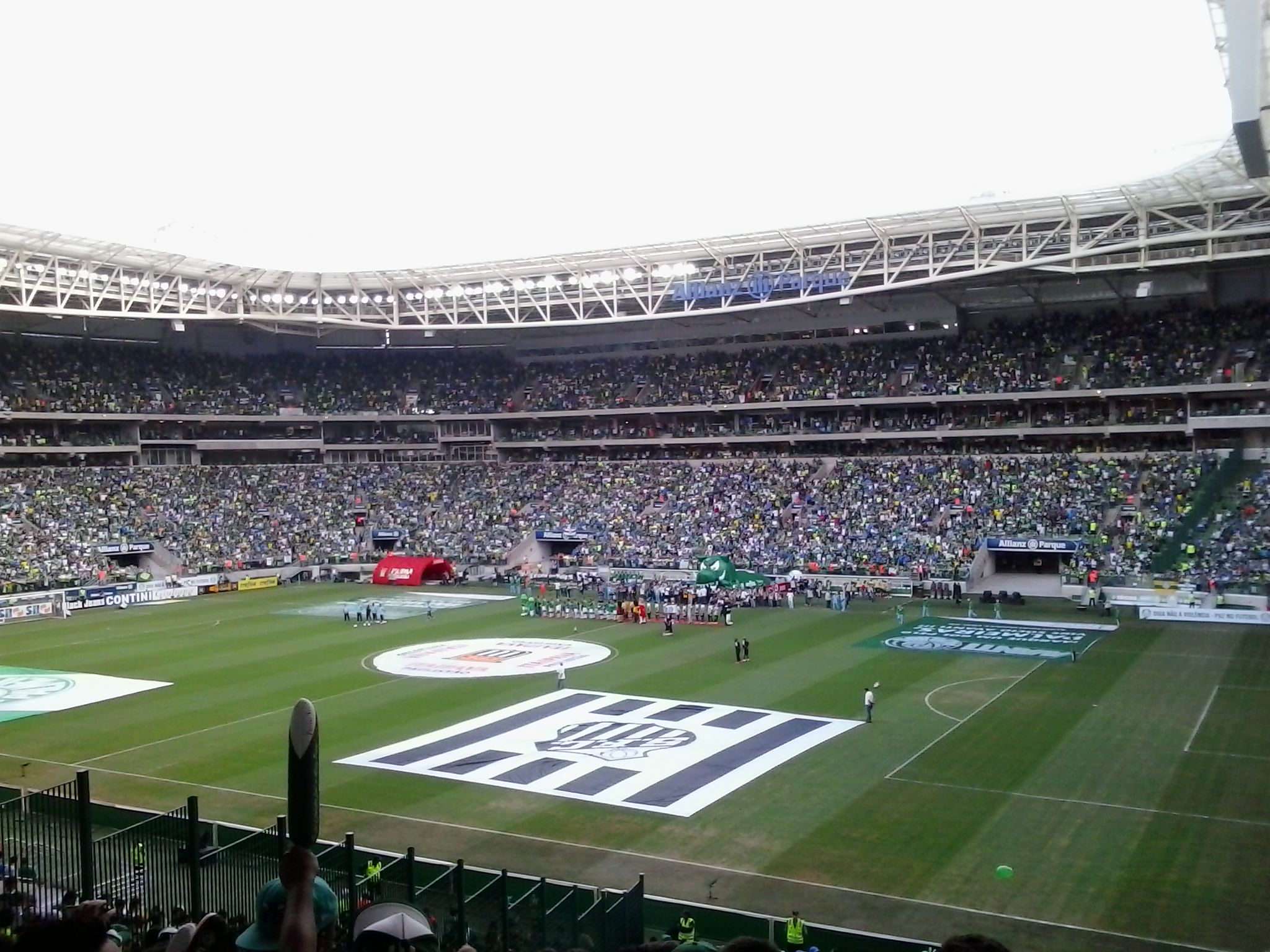
Palmeiras x Santos, na final do Campeonato Paulista de 2015

Menos de seis meses após sua inauguração, o Allianz Parque foi a primeira arena paulistana a sediar uma final de campeonato, o primeiro jogo da decisão do Campeonato Paulista de 2015 entre Palmeiras e Santos. A partida, disputada em 26 de abril de 2015, terminou com vitória do Palmeiras por 1 a 0, com gol de Leandro Pereira. Na ocasião, 39.479 visitantes compareceram ao local, estabelecendo um novo recorde de público na Arena ao superar o da partida de estreia. O total de público também foi o maior entre todas as partidas disputadas por todos os clubes no Paulistão de 2015.
A primeira goleada imposta pelo Palmeiras na arena ocorreu no dia 12 de maio de 2015, quando a equipe alviverde derrotou o Sampaio Corrêa por 5 a 1, pela Copa do Brasil de 2015. Com dois gols de Zé Roberto e um de Vitor Hugo, Cristaldo e Kelvin, o Palmeiras eliminou o clube do Maranhão e avançou à fase seguinte da competição. Nesta partida, foi a primeira vez que representantes da torcida adversária ficaram no anel superior da arena.

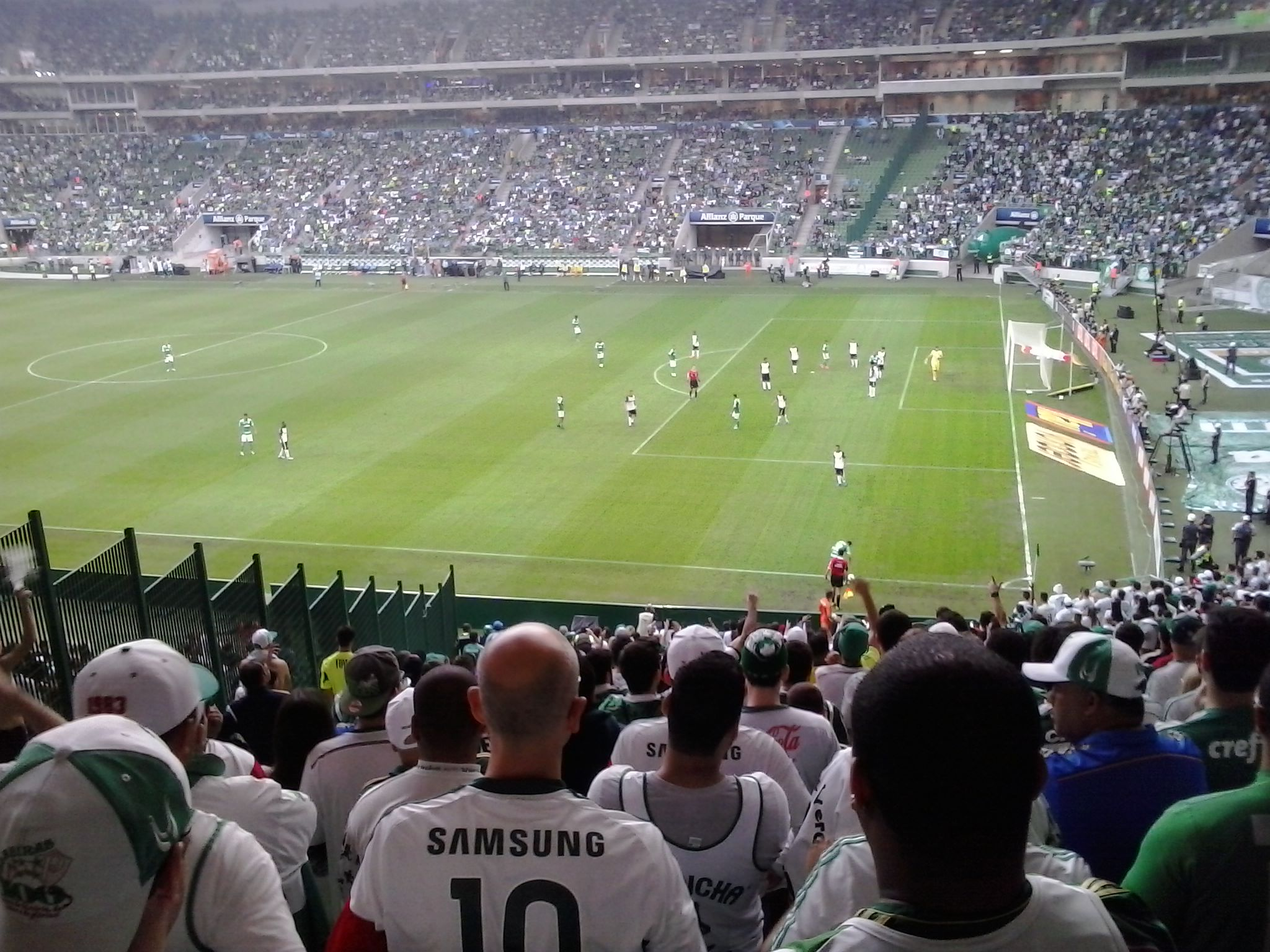
Derby Paulista disputado no Allianz Parque no Brasileirão de 2015

Em clássicos, a primeira goleada do Palmeiras no Allianz aconteceu no dia 28 de junho de 2015, contra o São Paulo, em partida válida pelo Campeonato Brasileiro. O alviverde venceu a equipe tricolor por 4 a 0. Os gols da equipe mandante foram marcados por Leandro Pereira, Victor Ramos, Rafael Marques e Cristaldo.
Um grande clássico pelo mesmo Campeonato Brasileiro de 2015 foi o disputado entre Palmeiras e Corinthians. No dia 6 de setembro, em partida disputada no Allianz Parque, as equipes fizeram um jogo definido pela imprensa como "eletrizante". Na partida, o alviverde saiu na frente do marcador com gol marcado por Lucas, aos 18 minutos do primeiro tempo, mas o alvinegro empatou aos 24, com Guilherme Arana. Na seqüência, aos 26, o Palmeiras voltou a desempatar com gol marcado pelo meia Robinho. O Corinthians chegou aos 2 a 2, aos 37, com um gol contra do volante alviverde Amaral, mas o arquirrival fez 3 a 2 ainda, no primeiro tempo, aos 41, com gol marcado por Dudu. Na etapa final, o alvinegro arrancou um empate aos 33 minutos, definindo o placar em 3 a 3, num dos melhores jogos do Brasileirão de 2015.
Na semifinal da Copa do Brasil de 2015, contra o Fluminense, no dia 28 de outubro de 2015, o Allianz bateu mais uma marca com o Palmeiras. Com o público da partida, a arena atingiu a marca histórica de 1 milhão de torcedores pagantes no acumulado de jogos realizados no local até aquele momento. A partida também marcou a primeira disputa de pênaltis do estádio, depois da vitória por 2 a 1 da equipe alviverde sobre o time do Rio de Janeiro. Na disputa decisiva de penalidades, o Palmeiras derrotou o Fluminense por 4 a 1 e se classificou para a final da competição.

#### Primeiro título

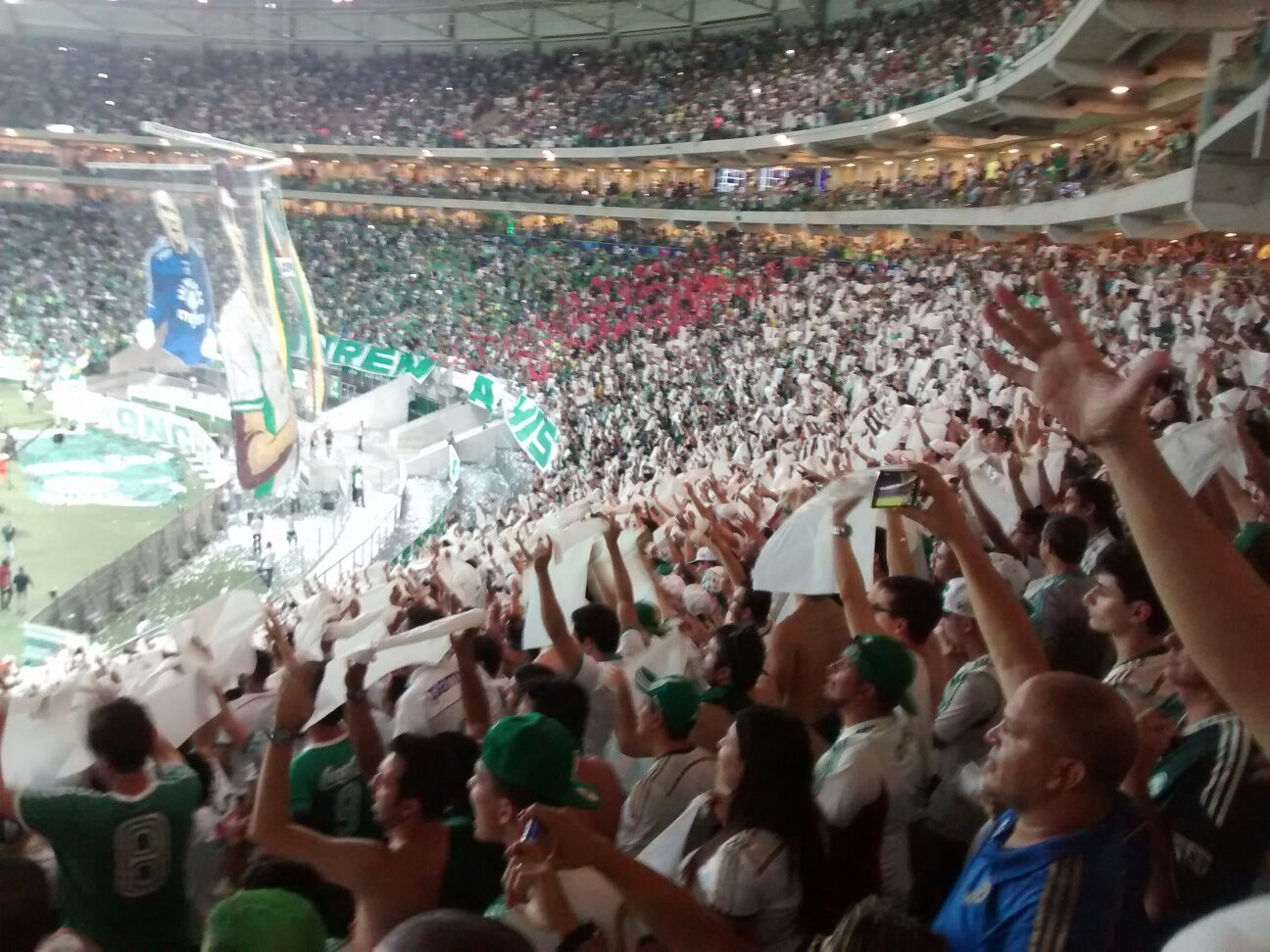
Torcida do Palmeiras recepciona a equipe na final no Allianz Parque

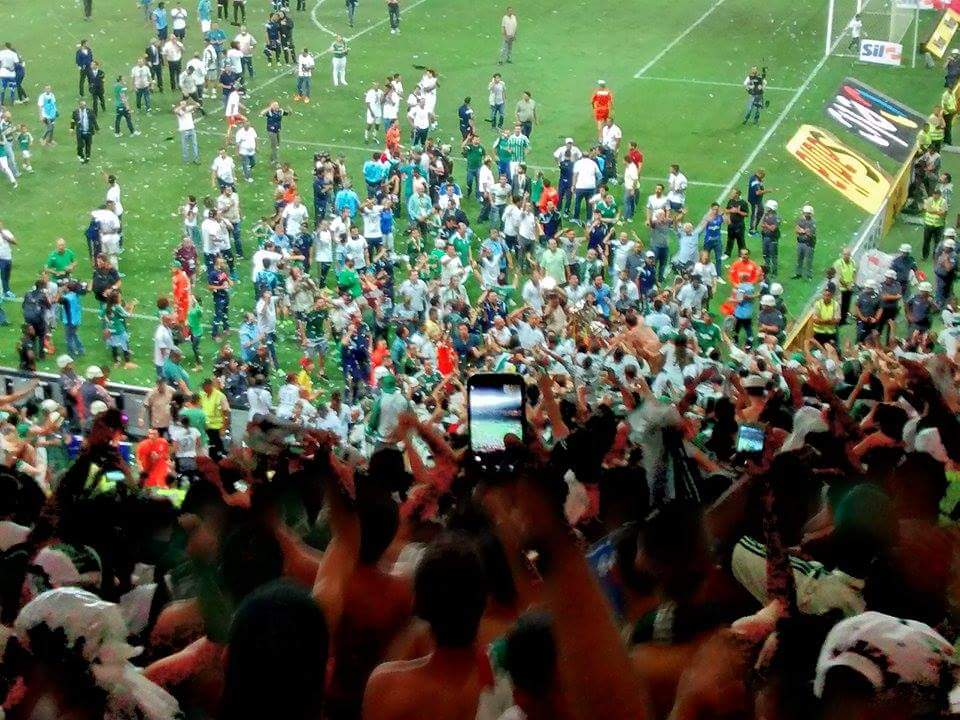
Festa do Palmeiras com a torcida na final da Copa do Brasil de 2015

O primeiro título do Allianz Parque foi conquistado pelo Palmeiras no dia 2 de dezembro de 2015, na primeira finalíssima de um campeonato disputado na arena. Na ocasião, a equipe alviverde derrotou o Santos e chegou ao tricampeonato da Copa do Brasil. No tempo normal, precisando reverter o placar da primeira partida, quando havia perdido por 1 a 0, a equipe paulistana venceu o clube do litoral paulista por 2 a 1, com dois gols do atacante Dudu para o lado alviverde, marcados aos 11 e aos 39 minutos do segundo tempo, e um gol marcado pelo centroavante Ricardo Oliveira para a equipe santista, aos 41 minutos da mesma etapa.
Com a igualdade no saldo de gols nas finais, a disputa do título foi para os pênaltis e foi vencida pelo Palmeiras por 4 a 3. O grande nome da decisão foi o goleiro Fernando Prass, que defendeu um dos pênaltis cobrados pelo Santos e converteu a cobrança decisiva que deu o título para a equipe alviverde, num momento histórico para o clube. Antes de Prass, cobraram pelo Palmeiras o lateral Zé Roberto, o atacante Rafael Marques, que teve o pênalti defendido pelo goleiro santista Vanderlei, além do zagueiro Jackson e do atacante Cristaldo. Pelo Santos, o atacante Marquinhos Gabriel chutou para fora, o zagueiro Gustavo Henrique teve a cobrança defendida pelo goleiro alviverde e os jogadores Geovânio, Lucas Lima e Ricardo Oliveira converteram.
Na ocasião, a final entre Palmeiras e Santos também quebrou dois recordes do Allianz Parque: o maior público pagante da história da arena até aquele momento e a maior arrecadação com bilheteria em jogos do Palmeiras no novo estádio. O público foi de 39 660 espectadores e a renda totalizou 5.336.631,25 de reais. Com a conquista, o Palmeiras se qualificou automaticamente para a fase de grupos da Copa Libertadores da América de 2016, além de ratificar sua condição de equipe brasileira com mais títulos nacionais, chegando a 12 conquistas (8 brasileiros, 3 copas do Brasil e 1 Copa dos Campeões).

#### Recordes de público

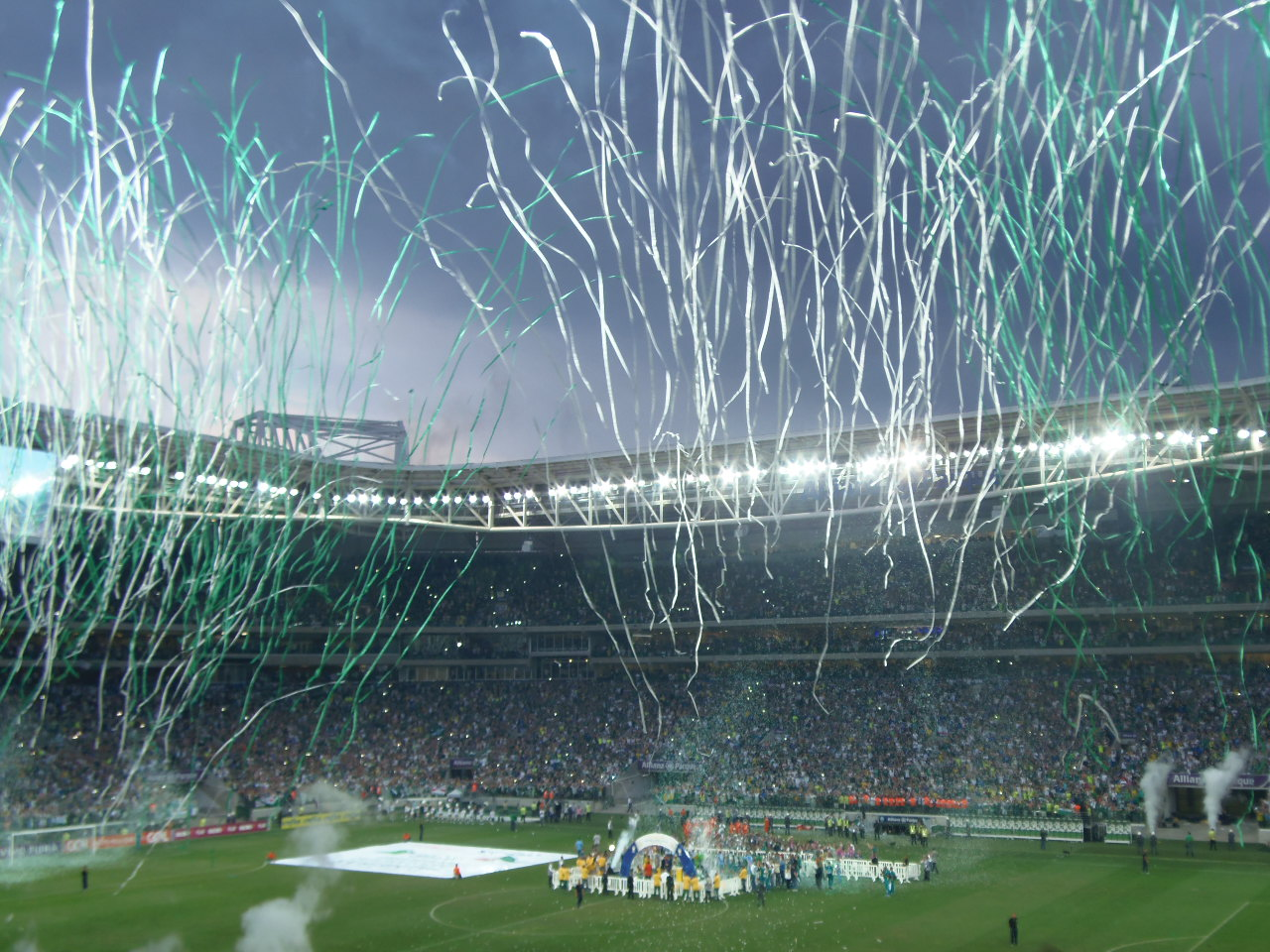
Festa do Eneacampeonato Brasileiro do Palmeiras na arena em 2016

No dia 12 de julho de 2016, o Allianz Parque rompeu pela primeira vez a barreira de 40 mil espectadores em um jogo de futebol. O feito foi verificado no clássico entre Palmeiras e Santos, pelo Campeonato Brasileiro de 2016. Na partida, que terminou empatada em 1 a 1 e contou com torcida única alviverde, o total de público pagante foi de 40.035 torcedores, a melhor marca desde a inauguração em novembro de 2014. A renda foi de 2.847.298,80 de reais e entrou para a lista das dez mais da história da arena.
Os 40 mil do clássico entre Palmeiras e Santos superou o público do jogo entre o alviverde e o Corinthians, disputado também no mesmo Campeonato Brasileiro no dia 12 de junho de 2016 e até então o de maior público no Allianz Parque, com 39.935 torcedores e renda de 2.763.659,36 de reais. Neste Derby Paulista, também com torcida única, o Palmeiras venceu por 1 a 0 e conseguiu o primeiro êxito sobre seu maior rival na arena. O recorde de público no Allianz Parque foi ampliado no jogo decisivo do mesmo Campeonato Brasileiro. No dia 27 de novembro de 2016, o Palmeiras se sagrou eneacampeão da competição, após derrotar a equipe catarinense da Chapecoense por 1 a 0, com gol marcado pelo lateral Fabiano. Na ocasião, um público pagante de 40.986 pessoas presenciou a conquista histórica do alviverde paulista. Este não somente representou o novo recorde da arena como também marcou o maior público de toda a história do estádio, se for contado o velho Estádio Palestra Itália. O recorde total anterior pertencia ao jogo decisivo do Campeonato Paulista de 1976, quando o Palmeiras foi campeão derrotando o XV de Piracicaba por 1 a 0.

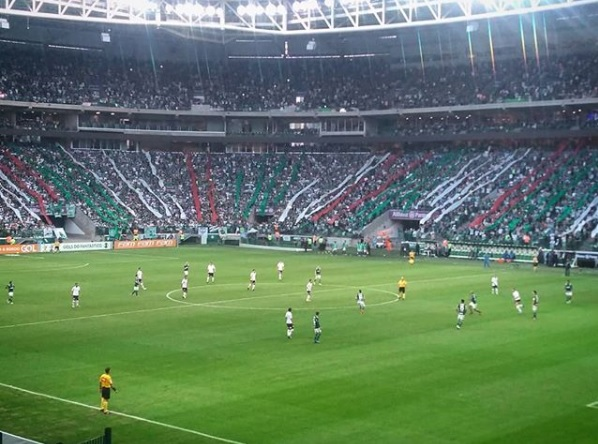
Torcida do Palmeiras estende faixas durante jogo contra o Corinthians no Allianz Parque em 2018 pelo Campeonato Brasileiro

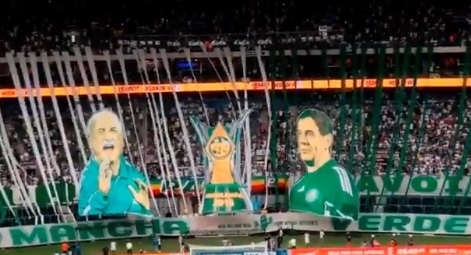
Mosaico da torcida do Palmeiras antes do jogo de entrega da taça de decacampeão do Campeonato Brasileiro

Em abril de 2018, o Palmeiras conheceu sua primeira derrota em decisão por títulos no Allianz Parque. O revés aconteceu na final do Campeonato Paulista de 2018, contra o Corinthians. Na ocasião, o alviverde jogava pelo empate, por ter vencido o primeiro jogo na casa do adversário, mas perdeu a partida, com arbitragem polêmica, por 1 a 0 no tempo normal e por 4 a 3 na decisão por pênaltis. O jogo que marcou o vice-campeonato alviverde contra o seu maior rival representou novo recorde de público na arena até então, com 41.227 pagantes e renda de 4.001.277,68 de reais.
Em outubro de 2018, o Allianz Parque recebeu o jogo do Palmeiras mais importante em competições internacionais. A equipe alviverde recebeu o Boca Juniors, da Argentina pelas semifinais da Copa Libertadores da América de 2018. Como o time brasileiro havia sido derrotado no jogo de ida, em Buenos Aires, por 2 a 0, o resultado em São Paulo, de 2 a 2, foi insuficiente para classificar o alviverde para as finais da competição, vencida pela equipe argentina do River Plate. A partida no Allianz Parque contou com altas doses de emoção, já que o clube brasileiro saiu atrás no placar no primeiro tempo, virou na segunda etapa e ficou perto de marcar os dois gols de diferença no sado para se classificar, mas foi eliminado com o gol marcado pelo atacante Darío Benedetto, que já havia sido o marcador dos dois gols argentinos em La Bombonera.
Em dezembro de 2018, o recorde de público do Allianz Parque foi novamente superado, desta vez na última rodada do Campeonato Brasileiro de 2018, na partida do Palmeiras contra o Vitória. Um total de 41.256 pagantes assistiu a vitória dos mandantes por 3 a 2 no jogo que foi marcado pela festa da conquista do décimo título do alviverde em toda a história da competição, ampliando a hegemonia como maior vencedor de títulos nacionais. A conquista havia sido sacramentada no jogo anterior, disputado no Estádio de São Januário, contra o Vasco, mas a entrega da taça foi realizada na arena alviverde.
Em abril de 2023, um novo recorde de público foi batido, após 41.444 pagantes irem ao estádio para acompanhar a vitória palmeirense por 4–0 frente ao Água Santa, na partida de volta da final do Campeonato Paulista de 2023.

#### Pandemia
Em 2020, com a pandemia de covid-19 que afetou todo o planeta, o Allianz Parque ficou sem receber partidas entre o início de março e o período perto do fim do mês de julho, já que o futebol brasileiro ficou completamente paralisado. Já em 2021, com o início da vacinação contra a doença, a arena serviu de mega posto, onde foram aplicadas vacinas contra a covid-19 para a população paulistana. O retorno do público aos estádios e à arena alviverde só aconteceu em outubro de 2021, totalizando um ano e sete meses sem a presença de torcedores.

#### Jogos sem público
No dia 26 de julho de 2020, a arena alviverde voltou a abrigar um jogo, justamente do Palmeiras, pelo Campeonato Paulista, contra o EC Água Santa, que teve a vitória da equipe mandante por 2 a 1. Foi a primeira partida do local sem público após 155 jogos com torcedores. A medida, que se somou a diversos protocolos de segurança para os envolvidos na disputa do jogo, ainda tinha como motivo evitar o contágio pelo novo coronavírus, que até aquela data, já havia tirado a vida de mais de 85 mil pessoas, sendo mais de 21 mil só no Estado de São Paulo.

#### Título sobre maior rival

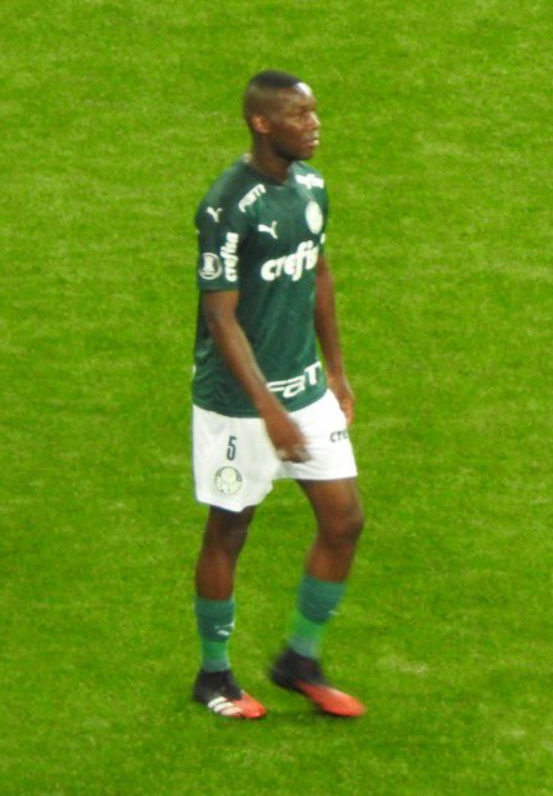
Patrick de Paula, jovem heroi do título do Palmeiras contra o Corinthians no Campeonato Paulista de 2020

A despeito do momento triste da pandemia pela covid-19, o ano de 2020 ainda reservaria algo histórico para o Palmeiras no Allianz Parque, já que o alviverde disputou em agosto daquele ano a finalíssima do Campeonato Paulista justamente contra o seu maior rival: o Corinthians. Além da já tradicional rivalidade, os confrontos finais do Campeonato Paulista de 2020 também traziam o Palmeiras “engasgado” com a polêmica decisão de 2018, quando o Corinthians venceu o campeonato estadual daquele ano em pleno Allianz Parque. A decisão ainda trazia a oportunidade de um tetracampeonato inédito do alvinegro, fato que só havia sido conseguido na competição pelo Paulistano na era amadora.
Após a primeira final, criticada por imprensa e torcida pela qualidade pífia, terminar empatada por 0 a 0 na Arena Corinthians, a finalíssima foi disputada na arena alviverde em 8 de agosto, dia no qual o Brasil ultrapassou a marca de 100 mil mortos pela covid-19.
Com portões fechados justamente pela pandemia, mas com mosaicos preparados pela torcida alviverde, a primeira finalíssima de Campeonato Paulista sem público e em grama artificial contava com vitória do Palmeiras por 1 a 0 (gol de Luiz Adriano) até os 51 minutos do segundo tempo, quando o atacante Jô foi derrubado pelo zagueiro Gustavo Gomez na grande área alviverde no último segundo da partida, num dos momentos mais incríveis da história do Derby. Para desespero de um time que se preparava para soltar o grito de campeão e esperança para uma equipe praticamente derrotada, o Corinthians, com o mesmo Jô cobrando penalidade máxima, empatou a partida e levou a disputa para os pênaltis.
Nas cobranças alternadas, o goleiro alvinegro Cássio defendeu uma penalidade, mas o goleiro alviverde Weverton defendeu duas e virou herói do jogo. A cobrança que definiu o título histórico alviverde ficou com o novato Patrick de Paula, recém-chegado das categorias de base do alviverde e que, dois anos antes, havia disputado a Taça das Favelas do Rio de Janeiro.
Com o título, o Palmeiras, novamente comandando pelo técnico Vanderlei Luxemburgo, rompeu um hiato de 12 anos sem títulos estaduais, impediu o tetracampeonato corintiano e desempatou a disputa em finais de Campeonato Paulista contra o rival, passando a ter 4 conquistas em decisões contra 3 do alvinegro.

#### Temporada histórica

Luiz Adriano marca o segundo gol da vitória do Palmeiras sobre o Corinthians pelo Campeonato Brasileiro de 2020 na goleada por 4 a 0 em 2021

Além de ter sido marcado como o ano no qual o Palmeiras conquistou o primeiro título sobre o maior rival no Allianz Parque, 2020 foi um ano de temporada histórica para o alviverde, com a arena tendo fundamental para outras campanhas de sucesso. Foi no local que o clube consolidou as campanhas que levaram aos títulos de bicampeão da Copa Libertadores da América e de tetracampeão da Copa do Brasil.
Especificamente na Copa Libertadores, o Palmeiras venceu 5 de seus 6 jogos disputados no Allianz Parque, perdendo apenas o jogo decisivo das semifinais contra o River Plate por 2 a 0, mas passando à final que foi disputada e vencida no Estádio Maracanã por ter conquistado vitória por 3 a 0 em Buenos Aires. Na competição de 2020, o alviverde aplicou três goleadas por 5 a 0 em adversários sul-americanos, duas na primeira fase (contra Tigre e contra o Bolívar) e outra pelas oitavas de final contra o Delfín. Estes resultados igualaram a maior goleada das história do Allianz Parque.
A maratona de jogos, que chegou a entrar no ano seguinte por causa dos efeitos da pandemia, englobou também as partidas do Campeonato Brasileiro daquele ano e, apesar de a equipe ter priorizado as copas, ainda conseguiu aplicar uma goleada por 4 a 0 sobre o Corinthians. O placar não somente igualou a maior goleada em clássicos do Allianz Parque como se transformou no resultado mais elástico do Derby Paulista na era das arenas.

#### Tetracampeonato da Copa do Brasil e tríplice coroa
O último jogo do Palmeiras referente à temporada de 2020 só foi disputado em março de 2021, com a finalíssima da Copa do Brasil de 2020 entre o alviverde e o Grêmio. Depois de ter obtido vitória por 1 a 0 em Porto Alegre na partida de ida, a equipe paulista poderia até empatar o jogo decisivo que levaria o título. O que se viu foi o Palmeiras dominar a maior parte da partida e derrotar o rival gaúcho por 2 a 0, com gols dos novatos Wesley e Gabriel Menino.
Com a vitória, o alviverde conquistou várias marcas. A equipe chegou ao tetracampeonato da Copa do Brasil, obteve seu décimo quinto título nacional, ampliando a hegemonia como o maior vencedor de títulos nacionais da história, com 15 títulos, e ainda chegou à tríplice coroa na temporada de 2020, que contou os títulos do Campeonato Paulista e da Copa Libertadores da América. Foi ainda o quarto título conquistado desde a inauguração do Allianz Parque, o segundo sem público na mesma arena, novamente em função da pandemia.

#### Primeira final internacional da arena com título inédito da Recopa

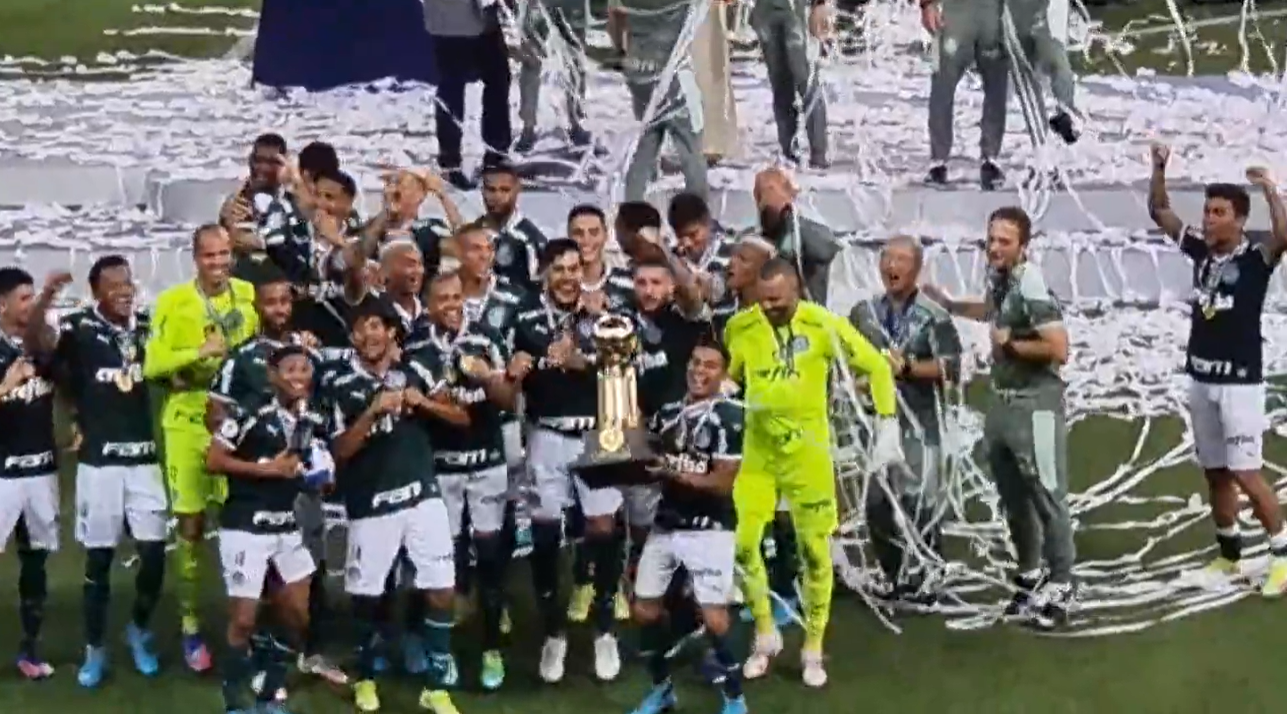
Jogadores do Palmeiras comemoram o título da Recopa

Em março de 2022, o Allianz Parque foi palco de mais uma decisão de título, desta vez da Recopa Sul-Americana de 2022, entre o Palmeiras, campeão da Copa Libertadores da América de 2021, e o Athletico Paranaense, clube campeão da Copa Sul-Americana de 2021.
Após empatar por 2 a 2, a partida de ida, realizada em Curitiba, o alviverde levou a melhor no jogo de volta, que representou a primeira decisão de título internacional do Allianz Parque.
A decisão no Allianz Parque foi presenciada por mais de 30 mil pessoas. O número de pagantes ainda ficou bem abaixo da lotação máxima, em virtude das medidas sanitárias da pandemia que limitaram o público a 70% da capacidade da arena.
Na grande final, o Palmeiras dominou a partida do começo ao fim e venceu por 2 a 0, com gol de falta marcado pelo meia Zé Rafael e com gol do título marcado pelo meia Danilo. Com a vitória, a equipe alviverde alcançou mais título inédito em sua história, o quarto sob o comando do técnico Abel Ferreira, desde a chegada dele ao clube.

#### Conquista histórica do Campeonato Paulista de 2022

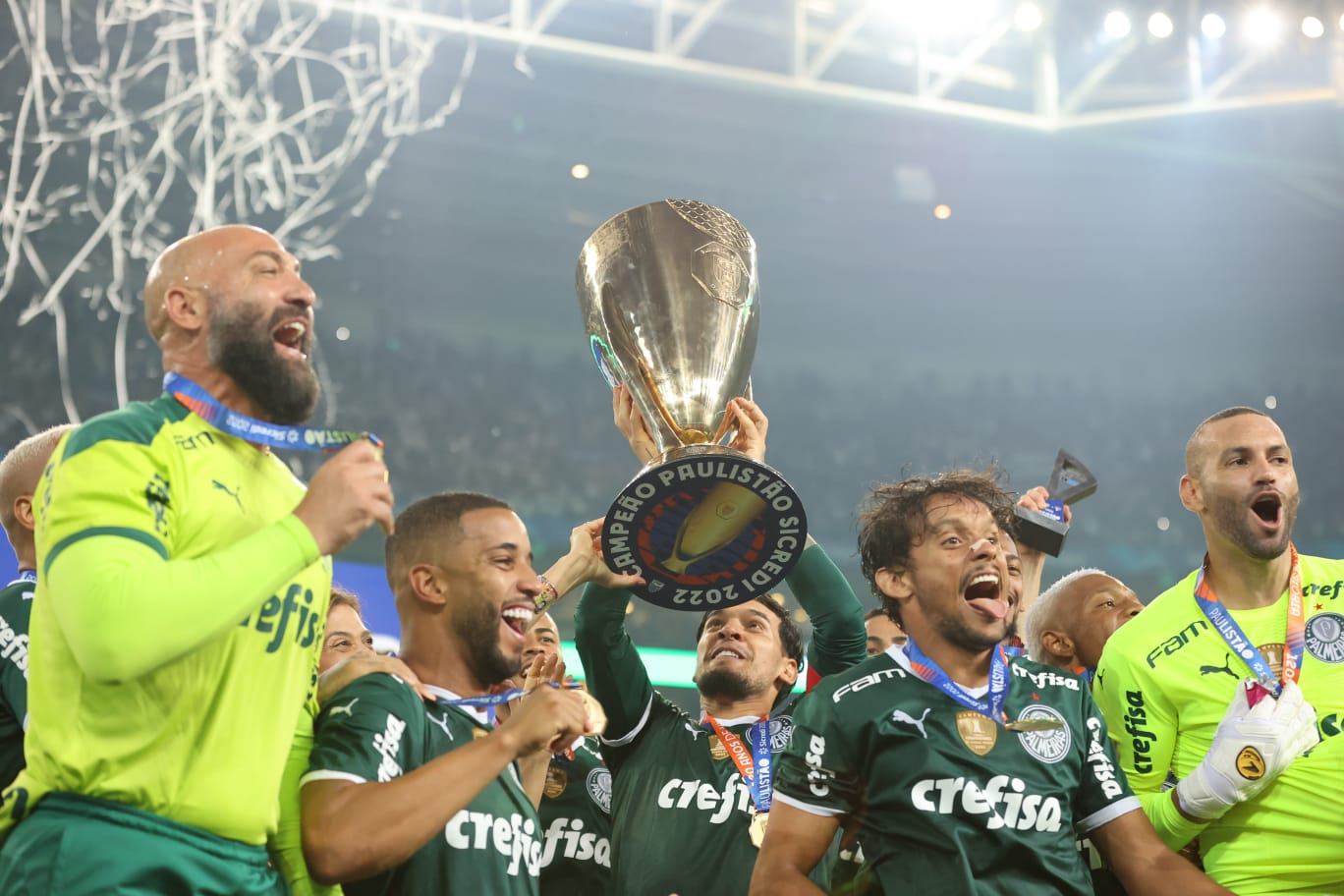
Jogadores do Palmeiras comemoram o título do Campeonato Paulista de 2022

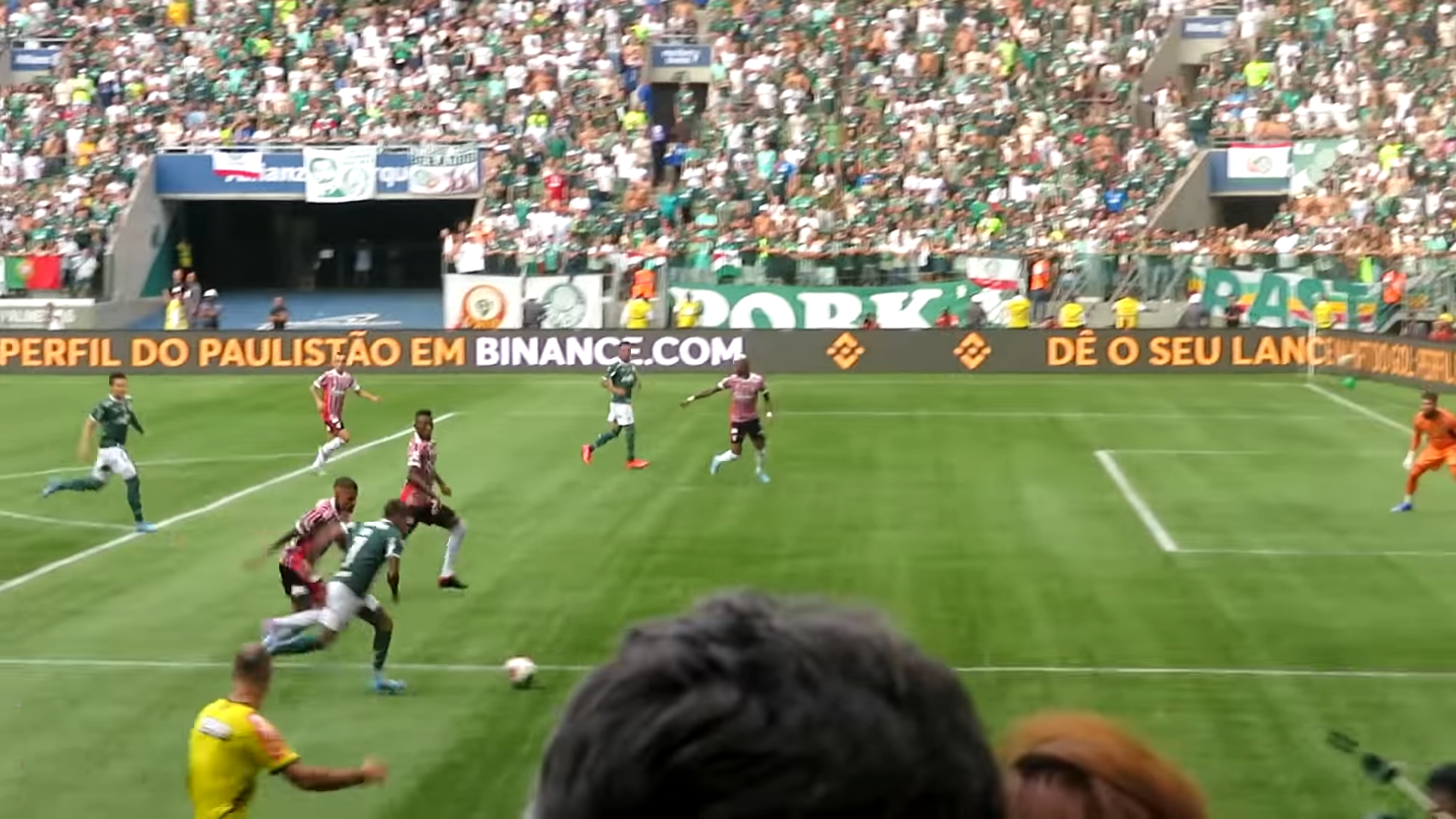
Jogadores do Palmeiras e do São Paulo disputam a grande final do Paulistão 2022 no Allianz Parque

Em abril de 2022, o Allianz Parque foi o local onde a torcida alviverde presenciou mais uma conquista histórica do Palmeiras. Repetindo o que aconteceu em 2021, o alviverde e o São Paulo chegaram à final do Campeonato Paulista de 2022. A decisão da edição de 2022 já começou com polêmica porque o Palmeiras, com melhor campanha da competição e invicto, teria o direito de fazer o segundo jogo da final em casa, mas o Allianz Parque, com show marcado para a terça-feira, 5 de abril, da banda norte-americana Maroon 5, não teria condições de receber a partida por causa da logística para a montagem de palco. A ideia do segundo jogo no sábado foi rechaçada pela diretoria tricolor, que exigiu que a partida fosse no domingo.
Ao Palmeiras, depois de uma negociação com a administradora WTorre, restou realizar a partida com público reduzido no Allianz Parque, sem a parte do chamado Gol Norte, onde costumam ficar as torcidas organizadas. Antes do segundo jogo, contudo, havia o primeiro, disputado numa quarta-feira à noite na casa são-paulina. Diante de um Estádio do Morumbi ocupado por 60 mil tricolores, o São Paulo jogou bem melhor e derrotou o Palmeiras por 3 a 1, com dois gols do argentino Calleri, o primeiro em cobrança de pênalti, e um de Pablo Maia, com Raphael Veiga marcando para o Palmeiras quando o jogo já estava 3 a 0. O resultado de 3 a 1 colocou fim à invecibilidade do time  alviverde, que reclamou demais do lance de pênalti que originou o primeiro gol da partida, não marcado inicialmente pelo juiz e corfirmado com auxílio do VAR.
Para conseguir evitar o bicampeonato tricolor, o Palmeiras teria no jogo de volta que vencer por dois gols de diferença para levar a disputa para os pênaltis ou ganhar por mais de três gols para levar o título de forma direta. O que se viu no dia 3 de abril de 2022 foi o domínio total alviverde na grande final, numa partida histórica dentro do Choque-Rei. Com exibição de gala do atacante Dudu, os comandados pelo técnico português Abel Ferreira golearam o São Paulo por 4 a 0, levando os 31 mil palmeirenses presentes ao êxtase no ruidoso Allianz Parque. Com gols de Danilo e Zé Rafael na primeira etapa e mais dois gols de Raphael Veiga no segundo tempo, o Palmeiras aplicou no São Paulo a maior goleada num jogo decisivo de um Choque-Rei e conquistou seu vigésimo quarto título paulista, dando o troco do ano anterior.

#### Hendecacampeão do Campeonato Brasileiro em 2022

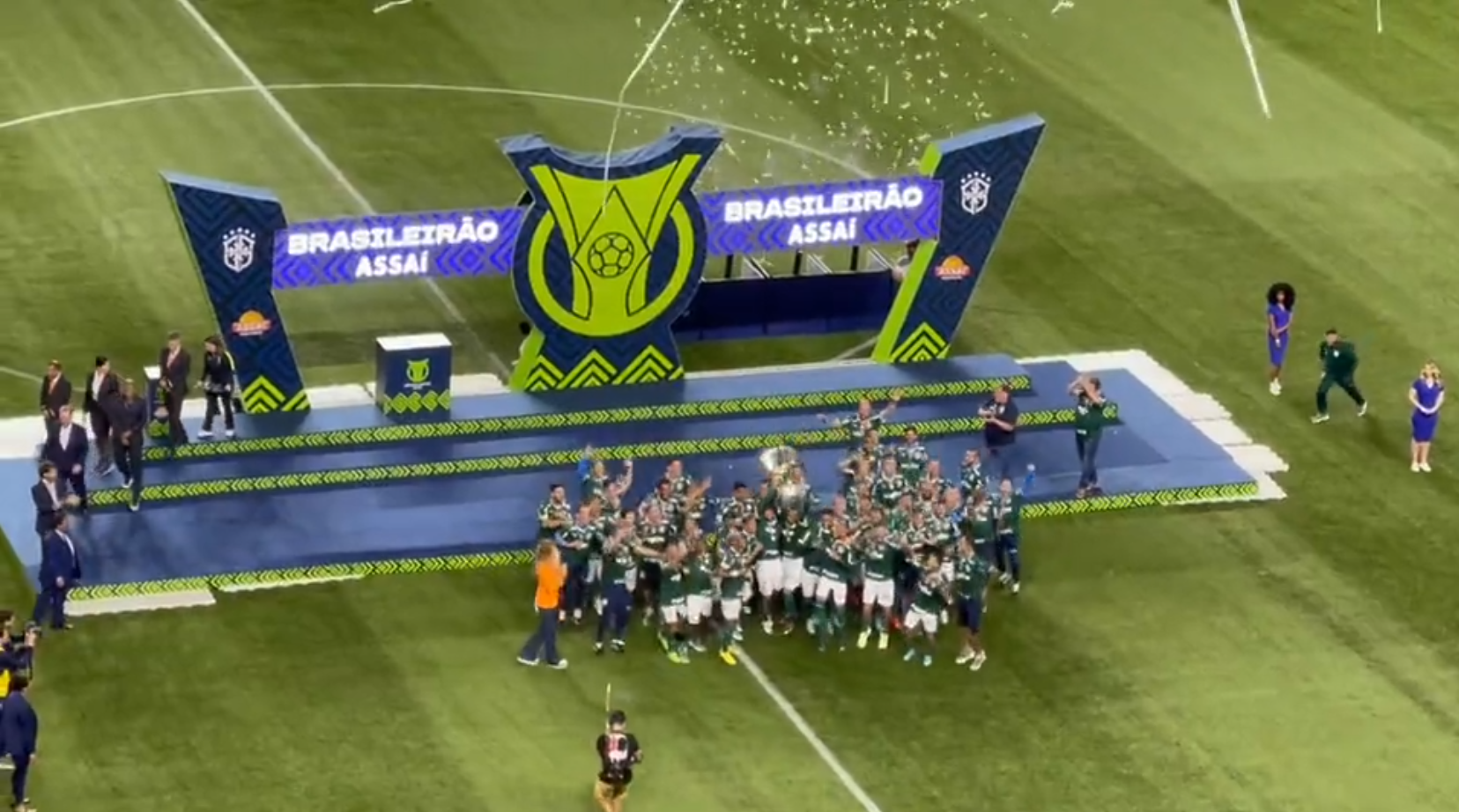
Jogadores do Palmeiras comemoram o título do Campeonato Brasileiro de 2022

No Campeonato Brasileiro de 2022, o Allianz Parque foi, mais uma vez, fundamental para o Palmeiras conseguir uma campanha sólida. O alviverde assumiu a liderança da competição de pontos corridos na décima rodada e não deixou mais essa colocação até o fim do campeonato, conquistado pela equipe pela 11ª e com três rodadas de antecedência.
A conquista do título veio no dia 2 de novembro, antes mesmo de o time entrar em campo, já que o rival mais próximo do Palmeiras, o Internacional, foi derrotado em Belo Horizonte, por 1 a 0, pelo América-MG, no período da tarde, enquanto o alviverde paulista só entraria em campo à noite contra o Fortaleza no Allianz Parque. Na partida que se tornou festiva, o Palmeiras goleou a equipe cearense por 4 a 0 e fez a alegria de sua torcida.
A entrega e a festa da taça foi realizada na semana seguinte, no mesmo Allianz Parque, na partida no qual o Palmeiras venceu por 2 a 1 a equipe do América-MG.

#### A conquista do 25º Campeonato Paulista

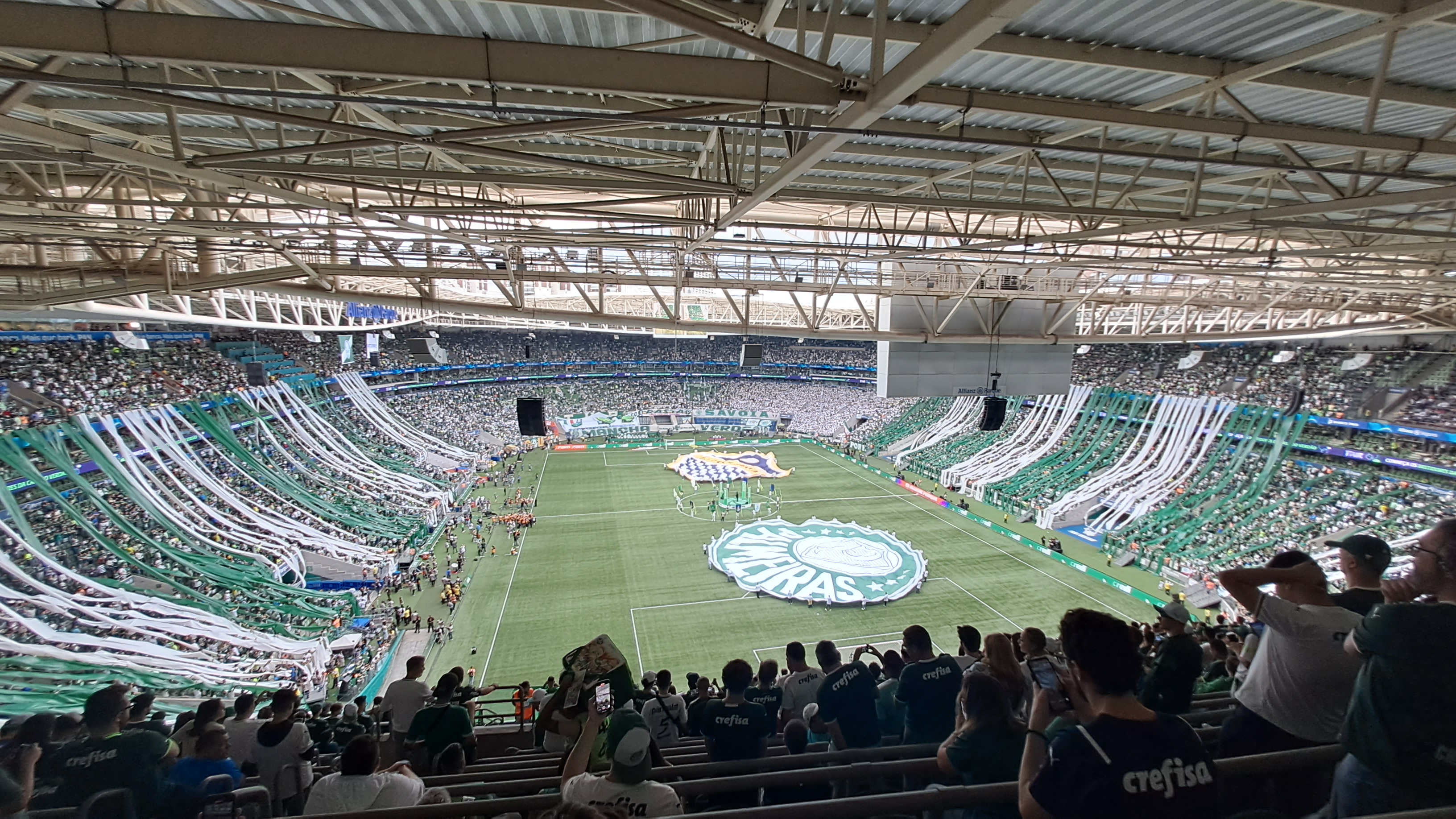
Torcida do Palmeiras na final do Campeonato Paulista de 2023

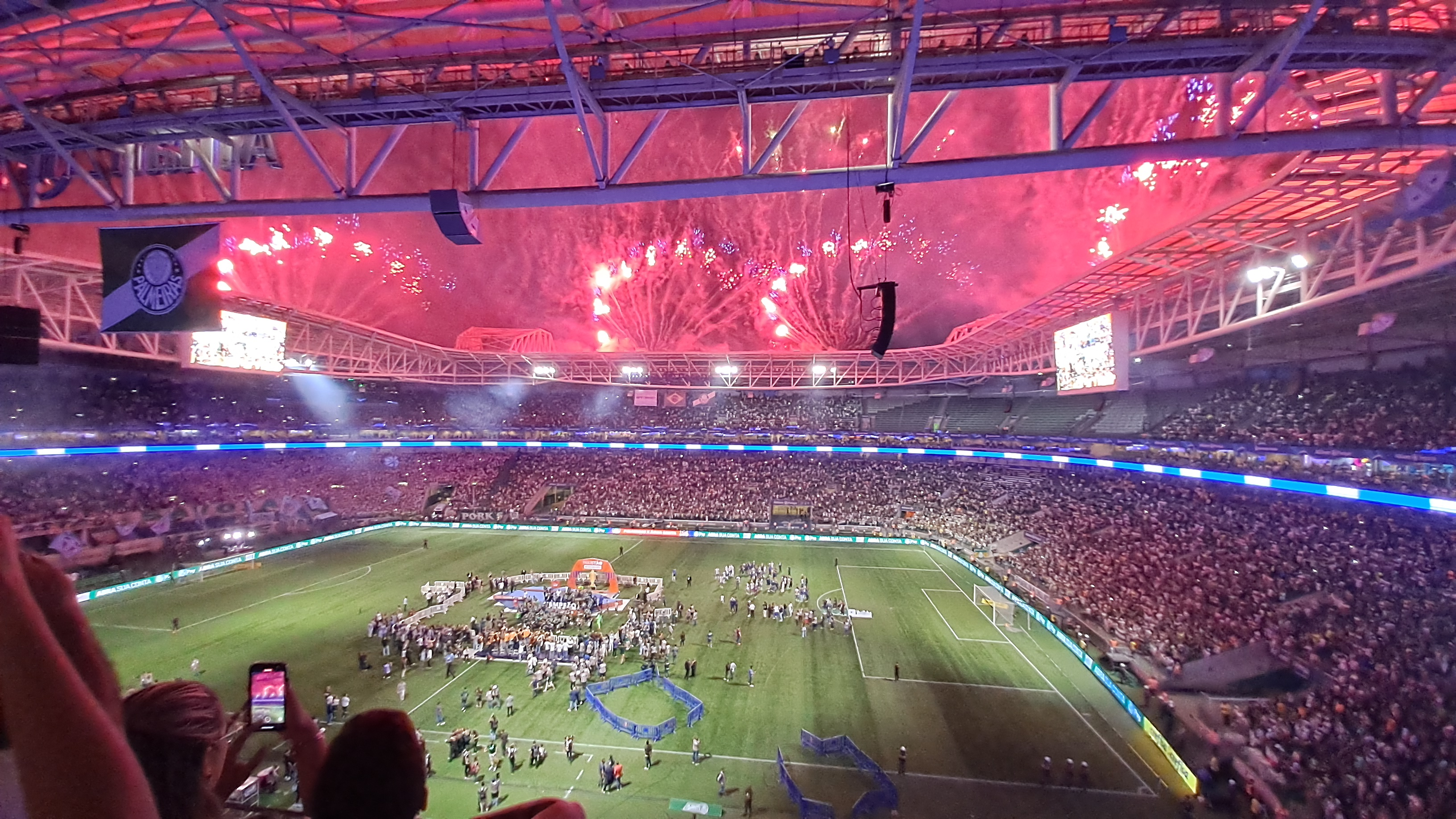
Festa no Allianz Parque após a conquista do Palmeiras do Campeonato Paulista de 2023

Em abril de 2023, o Allianz Parque recebeu pelo segundo ano consecutivo uma finalíssima de Campeonato Paulista. Após liderar a classificação geral do Campeonato Paulista de 2023 durante a maior parte da competição e terminar a primeira fase, pelo segundo ano seguido, com a melhor campanha, a equipe alviverde obteve, conforme o regulamento, o direito de decidir a fase eliminatória em casa. Depois de eliminar o São Bernardo nas quartas de final e o Ituano na semifinal em seu estádio, o Palmeiras encontrou o surpreendente  Água Santa, que havia eliminado o São Paulo e o Bragantino nas fases anteriores.
No primeiro jogo das finais, disputado na Arena Barueri, o mandante Água Santa surpreendeu o Palmeiras, com uma vitória por 2 a 1 que acabou com as chances de o alviverde ser campeão invicto da competição. Na partida de volta, o time paulistano, empurrado pela torcida, que quebrou recorde de público no Allianz Parque com 41.444 pessoas, resolveu a decisão logo no primeiro tempo, marcando três gols, sendo dois do meia Gabriel Menino, considerado o melhor jogador em campo, e um do atacante Endrick. Na segunda etapa, o centroavante argentino Flaco López encerrou a goleada por 4 a 0, marcando o gol do título, que representou o bicampeonato alviverde pelo mesmo placar da decisão de 2022 no mesmo Allianz Parque contra o São Paulo.

#### O Tricampeonato Paulista Histórico de 2024

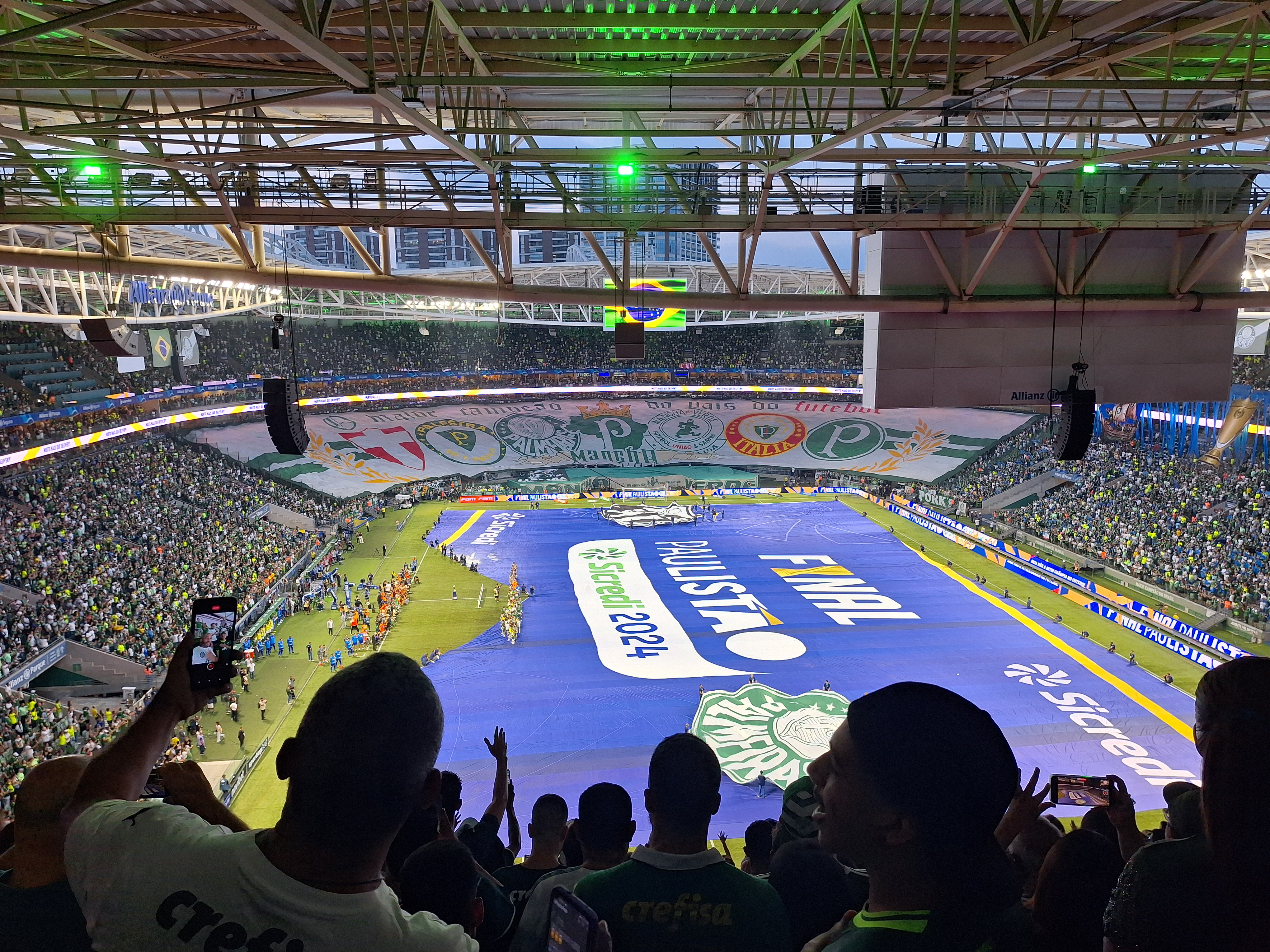
Festa de encerramento da final do Campeonato Paulista de 2024 no Allianz Parque

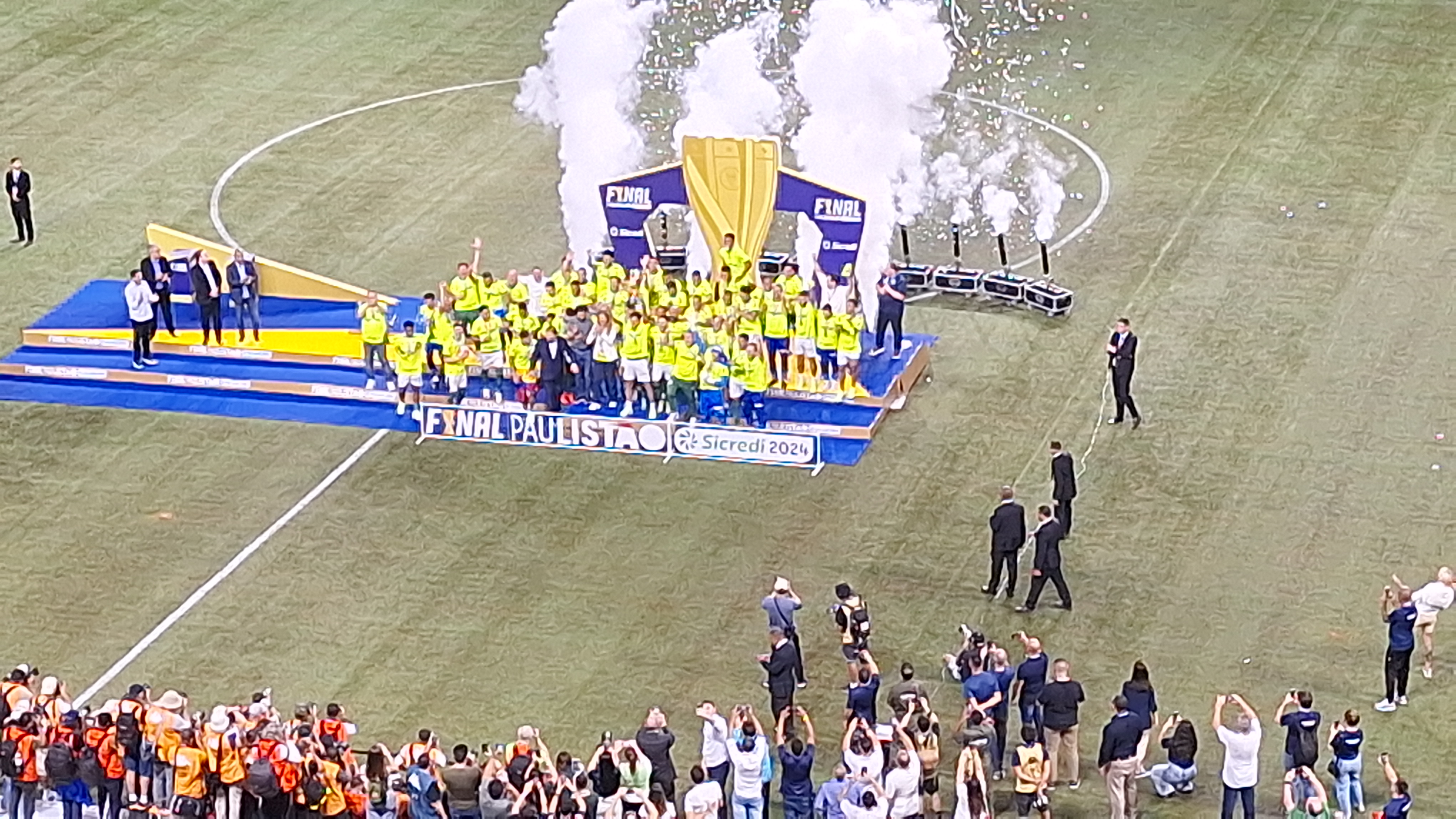
Jogadores do Palmeiras levantam a taça do tricampeonato

O ano de 2024 no Allianz Parque marcou mais um acontecimento histórico do Palmeiras em seu estádio, já que a equipe conquistou, após 90 anos de hiato, mais um tricampeonato paulista. A conquista aconteceu depois de duas partidas finais contra o Santos, que, durante a maior parte do Campeonato Paulista, havia se alternado, com o time alviverde, na liderança geral de pontos, sendo que a equipe paulistana chegou ao fim da primeira fase na primeira colocação geral.
Como as equipes se mantiveram na disputa, eliminando os adversários nas fases de quarta de final e semifinal, chegaram mais uma vez às finais do campeonato, com o Palmeiras com a vantagem, pela melhor campanha, de fazer o jogo de volta no seu estádio. 
O primeiro jogo foi realizado no dia 31 de março na Vila Belmiro, com o Santos vencendo por 1 a 0 com gol de Romulo Otero dando vantagem à equipe alvinegra.
No dia 7 de abril de 2024, no Allianz Parque, houve o segundo jogo decisivo, no qual o Palmeiras, com partida elogiada do atacante Endrick e com gols de Raphael Veiga, de pênalti, e Aníbal Moreno, venceu por 2 a 0.
Com o resultado, o alviverde reverteu a vantagem do Santos e ficou com o título estadual, o primeiro tricampeonato pela competição desde o conquistado em 1934. A conquista também foi a última com a jovem revelação Endrick com a camisa do Palmeiras, já que ele foi comprado pelo Real Madrid.

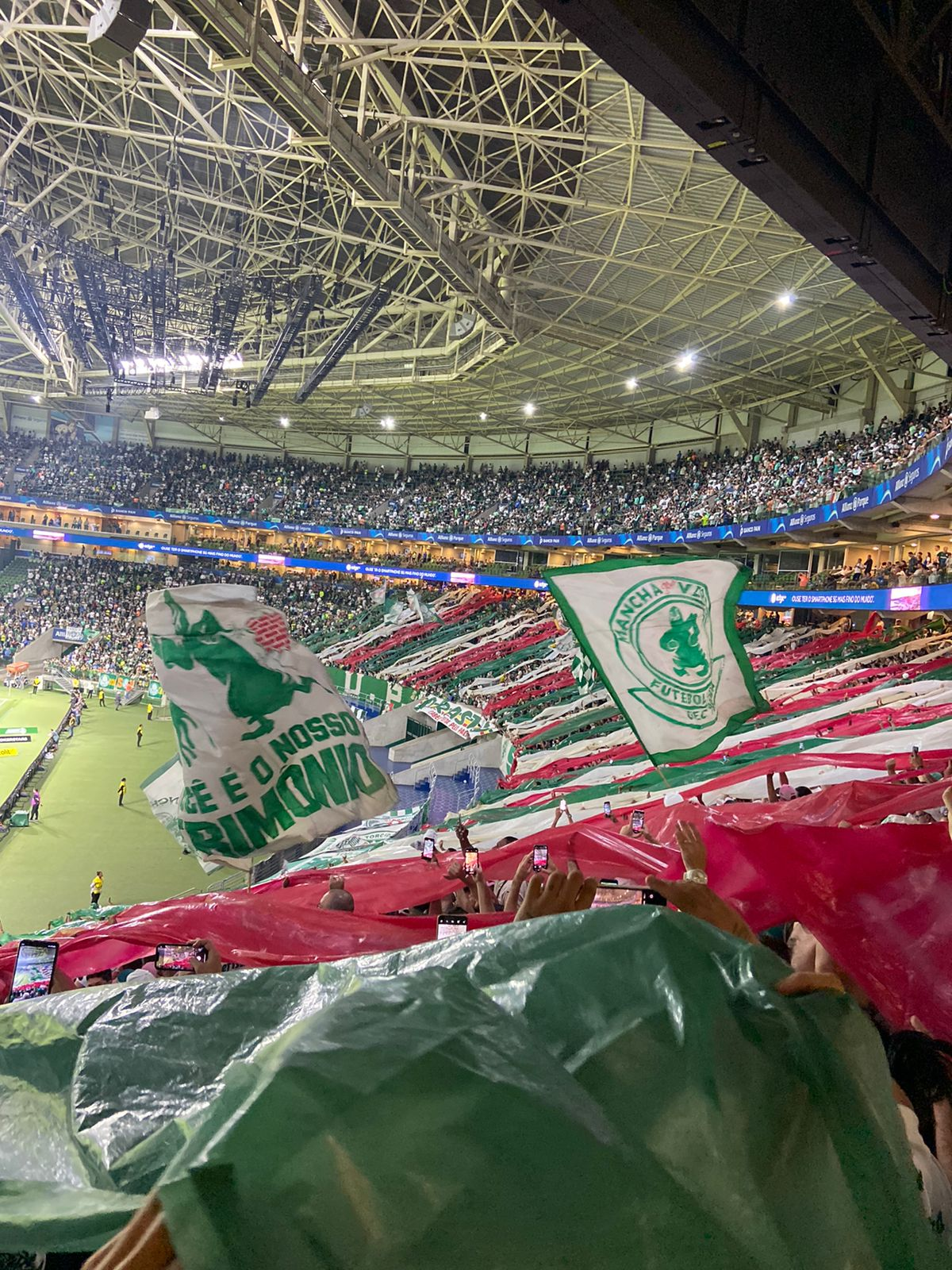
Torcida do Palmeiras no Allianz Parque

## Estatísticas
Com quase uma década de existência, o Allianz Parque confirma que é importante área de conquistas para o Palmeiras. Até o dia 15 de setembro de 2024, o balanço estatístico oficial do clube mostrava o Palmeiras com 204 vitórias em 306 jogos disputados, além de 59 empates e apenas 43 derrotas sofridas. A equipe palmeirense havia marcado 584 gols e sofrido 225 no local até o fim de setembro de 2024. 
Nos primeiros 5 anos de existência, o Palmeiras arrecadou R$ 313.813.384,41 por meio de rendas com partidas na arena e teve um público total de 4 629.142 pessoas. Dos 149 jogos disputados no período, em 139 a arrecadação foi superior a R$ 1 milhão.

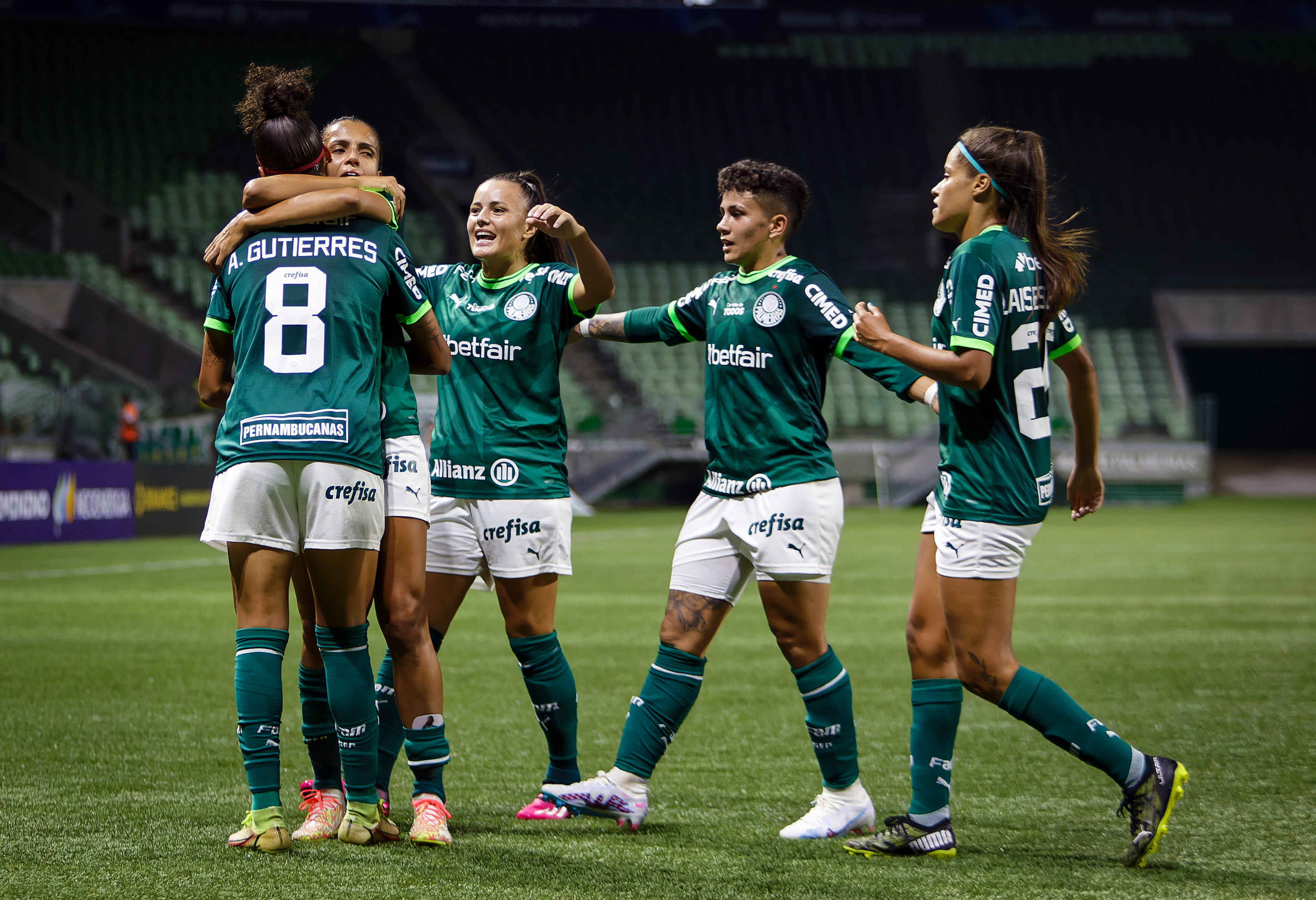
Jogadoras do Palmeiras durante jogo pelo Campeonato Brasileiro de 2023

## Futebol feminino
No futebol feminino, o Allianz Parque passou a ser palco do Palmeiras em setembro de 2020 e já chegou a receber jogos importantes do alviverde em diversas competições.
Em dezembro de 2022, a equipe feminina do Palmeiras levantou sua primeira taça de competição oficial no Allianz Parque. Comandadas pela meio-campista Bia Zaneratto, as jogadoras conquistaram o Campeonato Paulista de 2022, após vencer o Santos por 2 a 1 na finalíssima da competição.
O jogo também marcou o recorde de público em partidas de futebol feminino em toda a história do Allianz Parque, já que compareceram cerca de 20 mil pessoas para prestigiar a decisão na arena palmeirense.

## Eventos

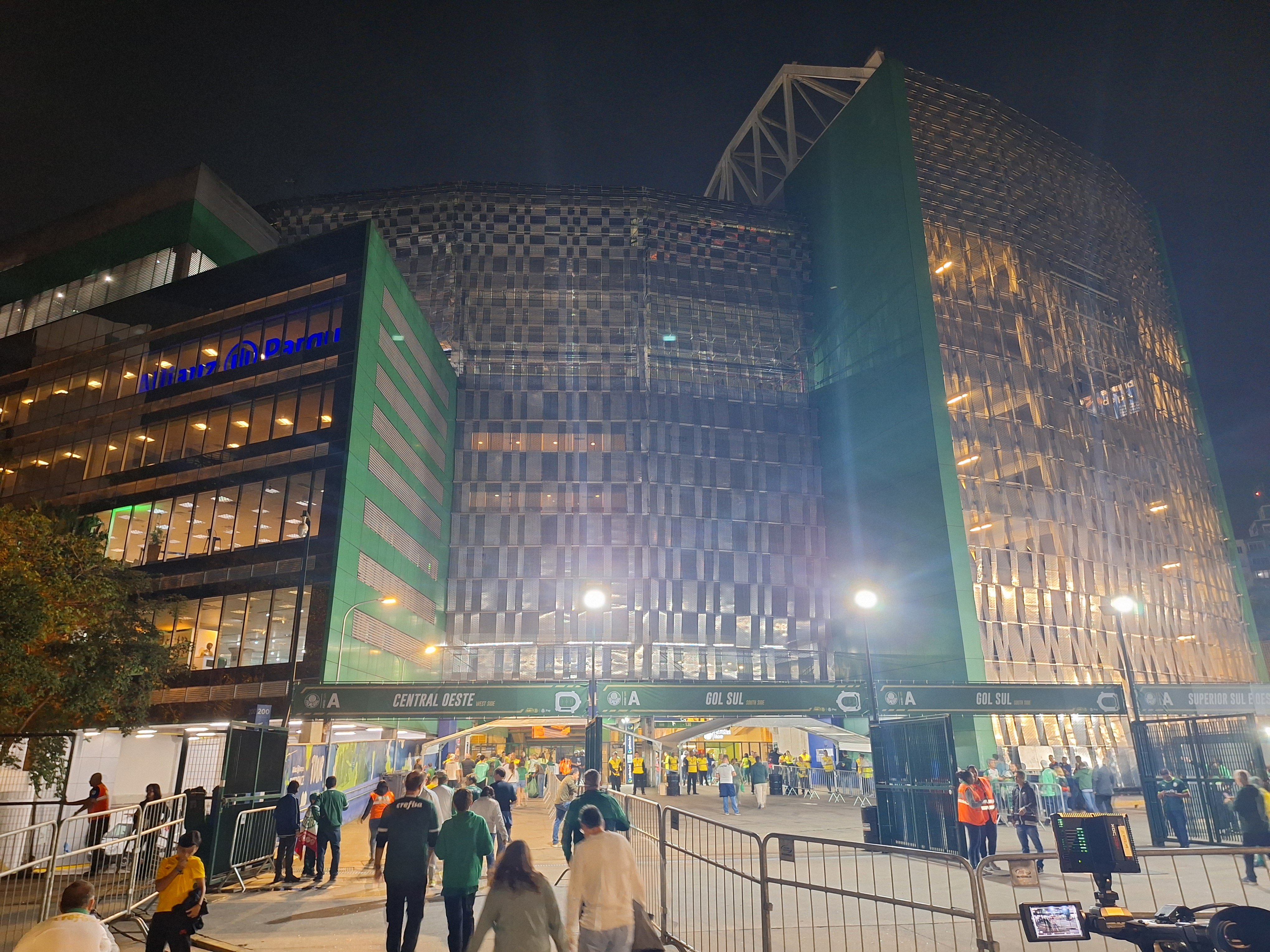
Fachada do Allianz Parque pelo lado da Rua Palestra Itália

### Esportivos

#### Seleção Brasileira
O Allianz Parque já foi palco da Seleção Brasileira. A arena alviverde recebeu a equipe nacional no dia 7 de junho de 2015, num amistoso preparativo para a Copa América de 2015 contra o México. Foi a primeira partida disputada pela seleção verde e amarela no Brasil desde a Copa do Mundo de 2014. O jogo terminou com vitória do time nacional por 2 a 0, com gols de Philippe Coutinho e Diego Tardelli. A partida entre Brasil e México também chegou a marcar, na época de sua realização, o recorde de renda da história do Allianz Parque. Para um público pagante de 34.659 pessoas, o valor bruto arrecadado foi de 6.737.030,00 de reais.
Em 10 de outubro de 2017, a arena do Palmeiras recebeu o primeiro jogo oficial entre seleções. O local foi palco do confronto entre a Seleção Brasileira e a Seleção Chilena. A partida, que contou com vitória do Brasil por 3 a 0, foi válida pelas Eliminatórias da Copa do Mundo FIFA de 2018. Na ocasião, já classificada em primeiro lugar entre as seleções da América do Sul para a competição mundial, a seleção eliminou o Chile da possibilidade de ir à Copa do Mundo. A partida entre Brasil e Chile também entrou para a história do futebol brasileiro como o jogo de futebol com maior renda em território nacional. Para um público de 41.008 pessoas no Allianz Parque, a renda total foi de 15.118.391,02 de reais, superando os 14.176.146,00 de reais de Atlético-MG x Olimpia, pela decisão da Copa Libertadores 2013, que era o recorde nacional anterior.

#### Eventos esportivos diversos
Além de abrigar as partidas do proprietário Palmeiras e de já ter recebido a Seleção Brasileira de futebol, o Allianz Parque também é um espaço procurado para outros eventos esportivos internacionais. No dia 18 de dezembro de 2014, a arena sediou os treinos abertos oficiais do UFC Fight Night, promovido pelo Ultimate Fighting Championship (UFC). O evento foi aberto à imprensa e a convidados e visou a preparação para a luta entre o brasileiro Lyoto Machida e o norte-americano CB Dollaway. Além destes, compareceram ao treino os atletas brasileiros Renan Barão, Antonio Carlos Júnior, Erick Silva e Elias Silvério, além do lutador canadense Mitch Gagnon.
Em 25 de janeiro de 2015, momentos antes do amistoso entre Palmeiras e Red Bull Brasil, vencido pelo Palmeiras por 3 a 2, a Arena sediou apresentações de motocross freestyle (FMX), de futebol streetstyle e até um pouso de parapente no gramado, entre outras ações promovidas pelos dois clubes. Compareceram ao evento os ex-jogadores e ídolos do clube Evair, Ademir da Guia e Rosemiro. Após essas apresentações, ocorreu o amistoso em celebração aos 100 anos desde o primeiro jogo da história do Palmeiras, em 24 de janeiro de 1915, quando o time, na época conhecido como Palestra Itália, venceu o Sport Club Savoia por 2 a 0, culminando na conquista do seu primeiro título, a Taça Savoia.
No dia 28 de março de 2015, a arena sediou o jogo em homenagem a despedida de Alex com a camisa do Palmeiras. Contando com a presença de vários jogadores e ídolos do clube, o Palmeiras com a formação titular campeã da Copa Libertadores de 1999 venceu o time "Amigos do Alex" pelo placar de 5 a 3, com dois gols do homenageado da partida.
Em 8 de agosto de 2015, a arena sediou a final do circuito brasileiro do jogo League of Legends, que garantiu à equipe vencedora o direito a disputar com times da América Latina e da CEI uma vaga no League of Legends World Championship. Cerca de 12 mil pessoas compareceram ao evento, realizado no anfiteatro do complexo.

### Musicais

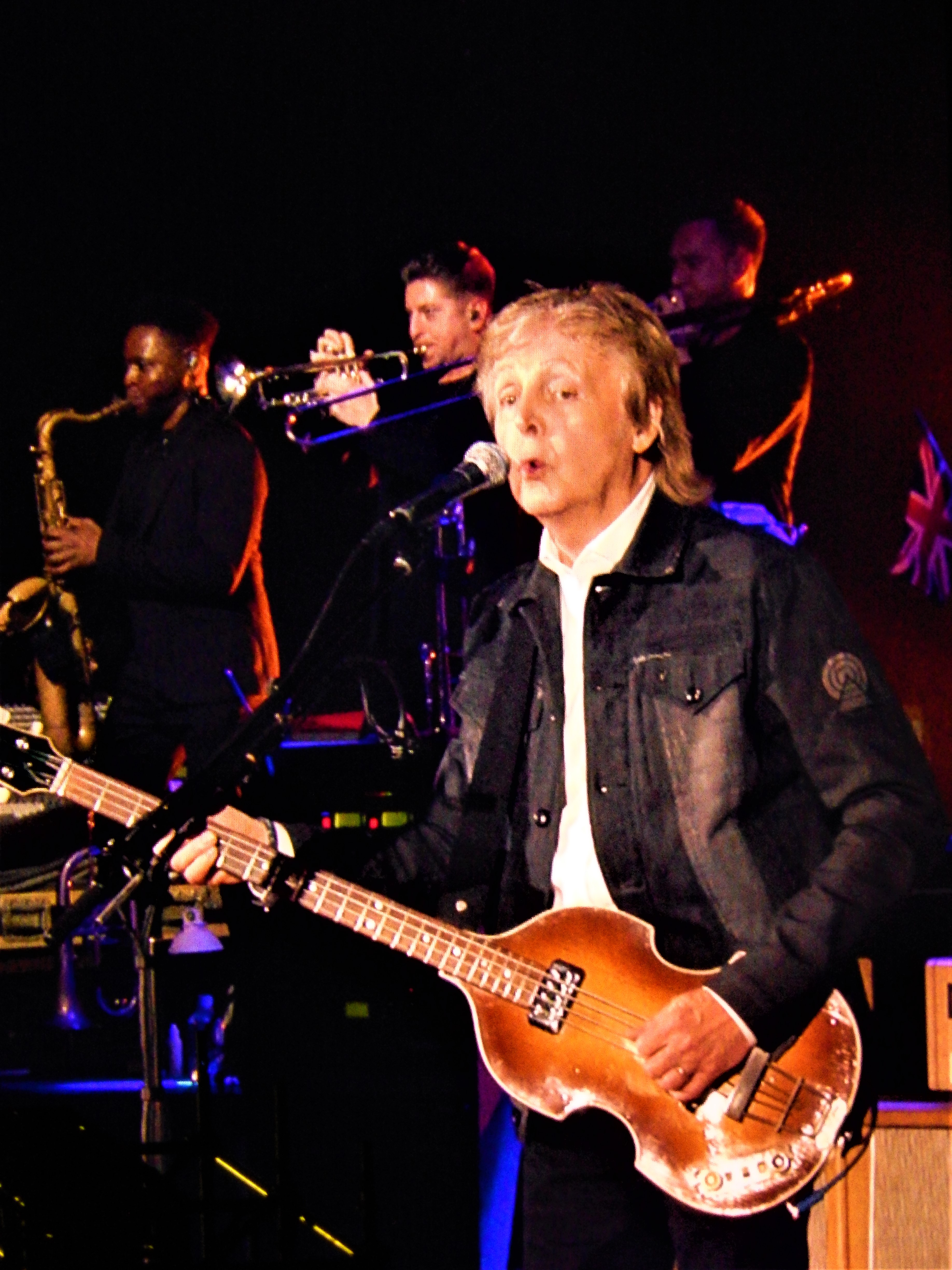
Paul McCartney durante show em março de 2019

A arena também se consolidou como um dos principais endereços do mundo para realização de grandes concertos musicais. De acordo com o levantamento da Pollstar, uma publicação especializada em concertos com sede nos Estados Unidos, a arena sediou dezessete shows e recebeu um público acumulado de aproximadamente 600 mil pessoas ao longo de 2017. A arena ficou em primeiro lugar em um ranking internacional de 2017, à frente de importantes sedes de eventos desportivos e musicais, dentre os quais a Johan Cruyff Arena (11 shows), Stade de France (9 shows), Fenway Park (8 shows) e o Estádio Olímpico de Londres (7 shows).
Os primeiros espetáculos realizados na arena foram de Paul McCartney. O ex-Beatle se apresentou nos dias 25 e 26 de novembro de 2014, em sua turnê Out There!. Cerca de 50 mil fãs compareceram em ambas apresentações. O primeiro show nacional realizado na Arena foi do cantor Roberto Carlos, no dia 18 de abril de 2015. Na ocasião, para um público de cerca de 50 mil pessoas, ele também comemorou o seu aniversário de 74 anos.
Além dos shows do ex-Beatle e do cantor brasileiro, a arena já recebeu outros grandes nomes da música, como The Who, Rod Stewart, Elton John, James Taylor, Andrea Bocelli, Sting, Ozzy Osbourne, Alice Cooper, Roger Waters, David Gilmour, Phil Collins, Mariah Carey, Deep Purple, Iron Maiden, Judas Priest, Scorpions, Whitesnake, Guns N' Roses, Aerosmith, Bon Jovi, Def Leppard, Coldplay, Depeche Mode, Foo Fighters, Alice in Chains, Queens of The Stone Age, Anthrax, Muse, Maroon 5, Katy Perry, Justin Bieber, BTS, Ed Sheeran, Ariana Grande e Taylor Swift, entre outros. Os shows realizados fizeram parte tanto de turnês próprias dos artistas como de grandes festivais de música, como o São Paulo Trip, o Rockfest e Solid Rock.

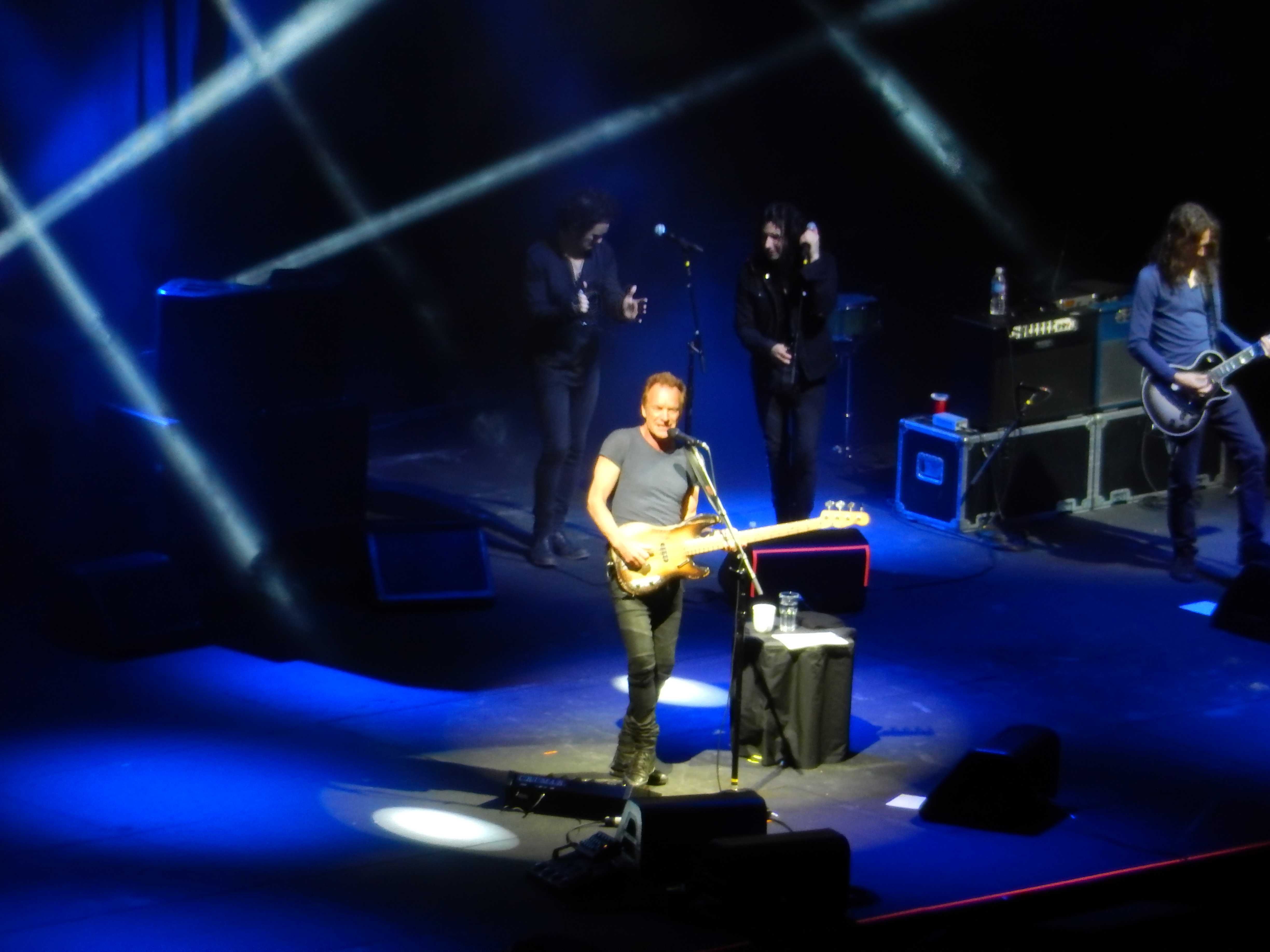
Sting durante show em maio de 2017

Em 16 de maio de 2015, a arena sediou a edição do evento "Arena Simpatia" com a apresentação da banda carioca Samba de Santa Clara. A festa também contou com as participações da dupla M.O.N. de Mario Velloso e Pietra Bertolazzi, The Juns, Jun Honda & Caio Ogura, além dos DJs Emiliano Beyrute, Gigga e Dre Guazelli. Em 26 de junho, a arena sediou o evento "Fextinha", 12 horas de concerto ao ar livre, sem interrupção, realizado no anfiteatro do complexo. Com uma capacidade de até 3.000 pessoas, a festa foi liderada pelos DJs Emiliano Beyruthe e Marina Diniz, o Make U Sweat, formado por Pedro Almeida, Dudu Linhares e Gustavo Guizeline, o Jetlag, de Thiago Mansur e Paulo Velloso, o dueto M.O.N. de Mario Velloso e Pietra Bertolazzi, The Juns, com Jun Honda & Caio Jun, e o Az Project de Ivan Arcuschin e Gabriel Salvia. Em 20 de dezembro, a Arena sediou o All Colors Festival em comemoração aos 125 anos da Allianz. O festival contou com várias atrações musicais que se apresentaram das 13h às 22h. Parte dos recursos arrecadados foram doados para o Instituto Ayrton Senna e para a Associação Beneficente dos Funcionários do Grupo Allianz Seguros (ABA).

### Diversos

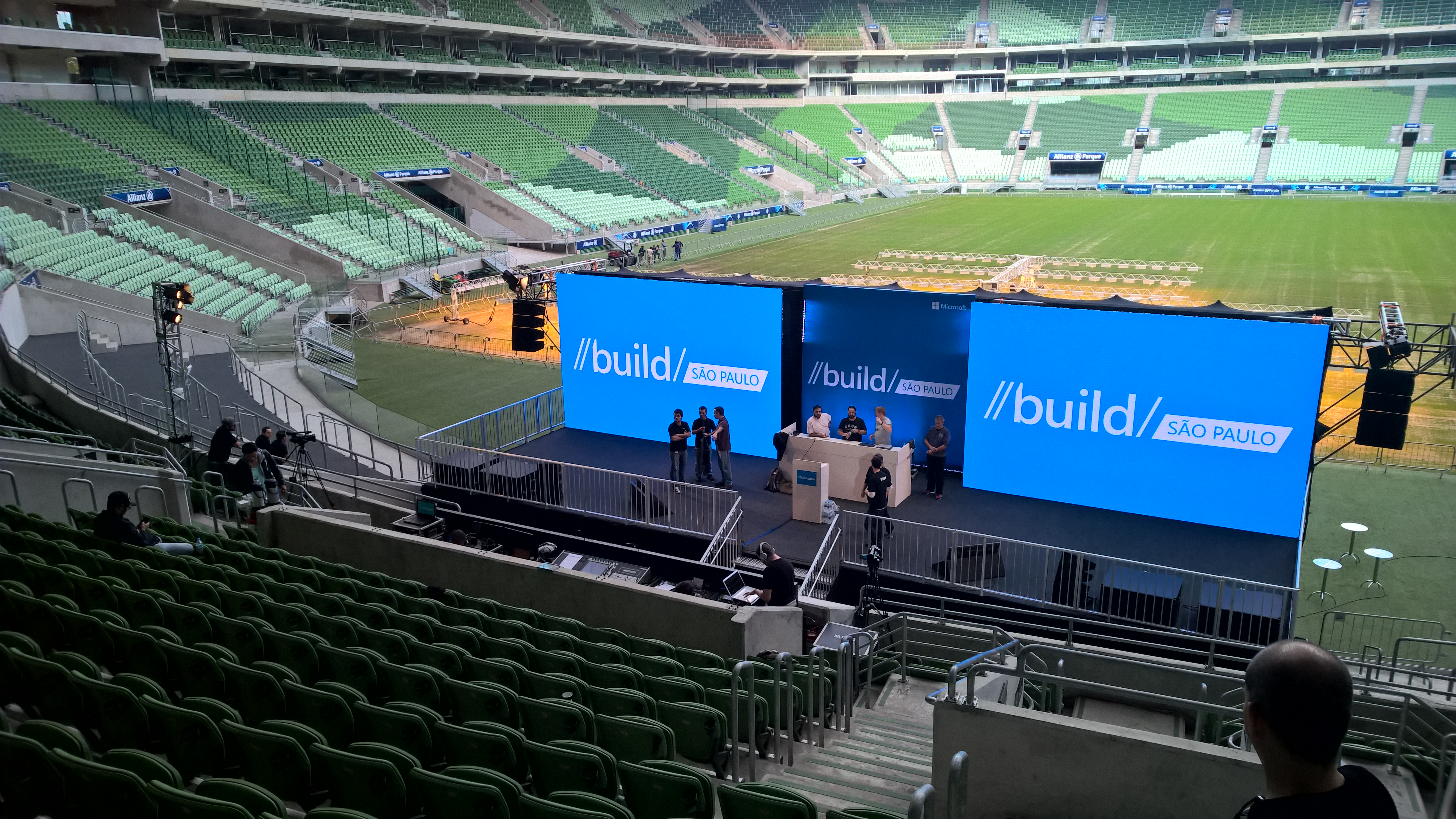
Microsoft Build Tour São Paulo

Em 23 de fevereiro de 2015, a Arena sediou a 2nd Sponsorship Summit, organizada pela Confederação Brasileira de Futebol (CBF) e promovida pelas agências Klefer e Traffic Sports. O evento possibilitou o encontro dos dez patrocinadores oficiais da Copa do Brasil de 2015 e apresentou uma série de palestras sobre negócios, possibilidades de ativações de marketing esportivo e de exposições das marcas em novas mídias digitais no esporte, visando as campanhas durante a disputa do Torneio Nacional de Futebol.

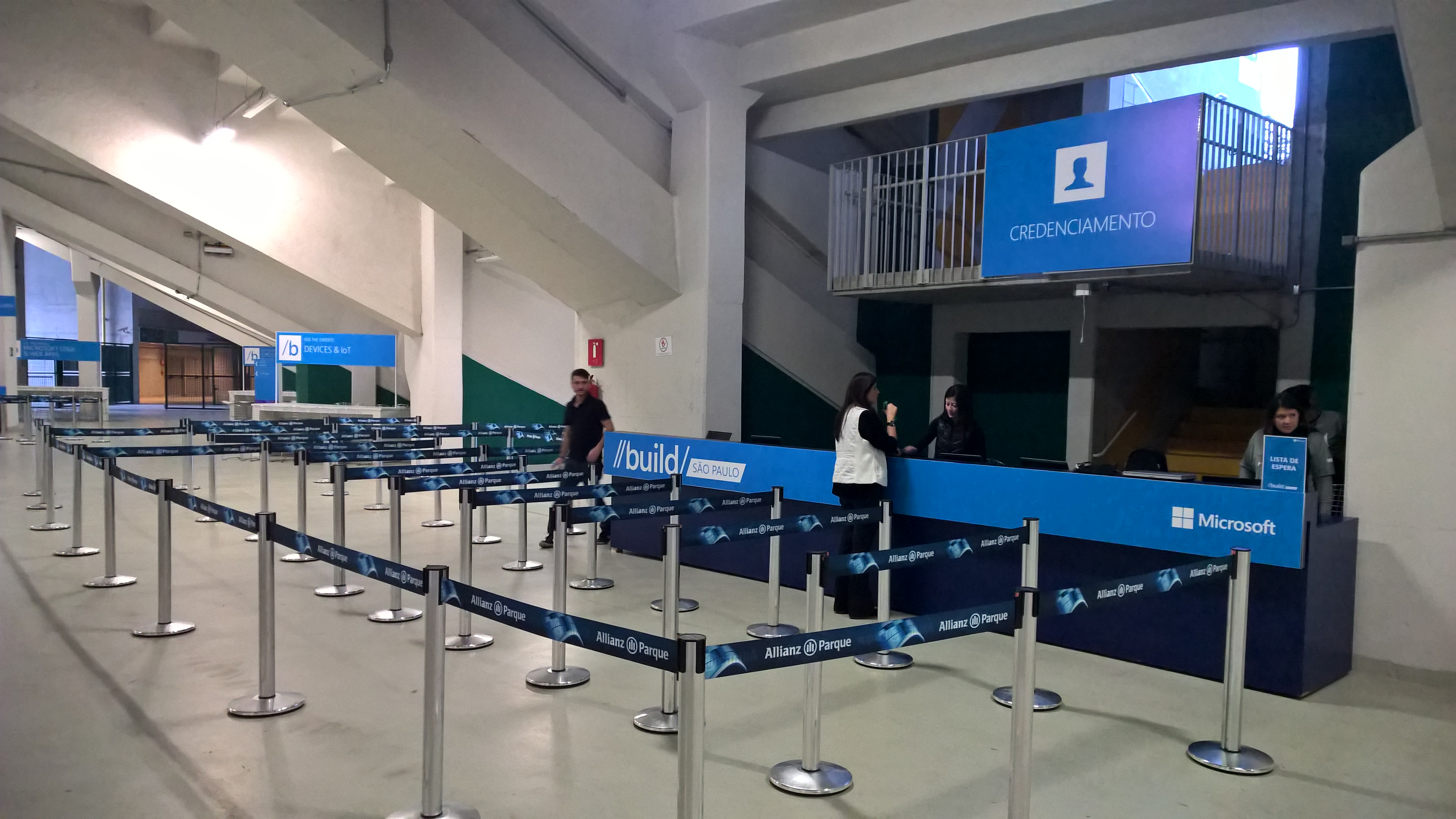
Local de credenciamento da Microsoft Build Tour em 2015

Em 21 de maio de 2015, a arena sediou o Build Tour São Paulo, etapa brasileira da conferência anual de desenvolvedores da Microsoft direcionada à programadores profissionais do mundo. Entre os palestrantes do evento, figuraram Pete Brown, Jeff Burtoft, Wael Rabadi e Matt Velloso, que apresentaram detalhes da plataforma de desenvolvimento Windows 10. O 3° Fórum de Gestão de Estádios e Arenas foi realizado na Arena em 20 de outubro de 2015. Organizado pelas companhias Arenaplan Consultoria e Brasil Sports Market, o encontro promoveu a discussão sobre os desafios e as estratégias de gestão para pequenos e grandes estádios no Brasil. Com um legado de, pelo menos, 14 novas arenas após a Copa do Mundo de 2014, a gestão desses locais torna-se um objetivo importante a ser alcançado.[carece de fontes?]
Em 26 de junho de 2019, o projeto "Risadaria", maior festival de humor do mundo, celebrou 10 anos no Allianz Parque Hall. O evento contou com a participação, entre outros convidados, de Fábio Porchat, Marco Luque, Carioca, Maurício Meirelles, Leandro Hassum, Rafael Cortez e Marcelo Madureira, além de participações especiais com Serginho Groisman, Otaviano Costa, Pedro Bial, Mumuzinho e Péricles. No evento também houve a entrega oficial do "Grande Prêmio Risadaria do Humor Brasileiro", maior honraria aos profissionais da área no país, e uma série de outras surpresas que visam a promoção da qualidade de vida por meio da diversão e do bom humor.

## Características gerais

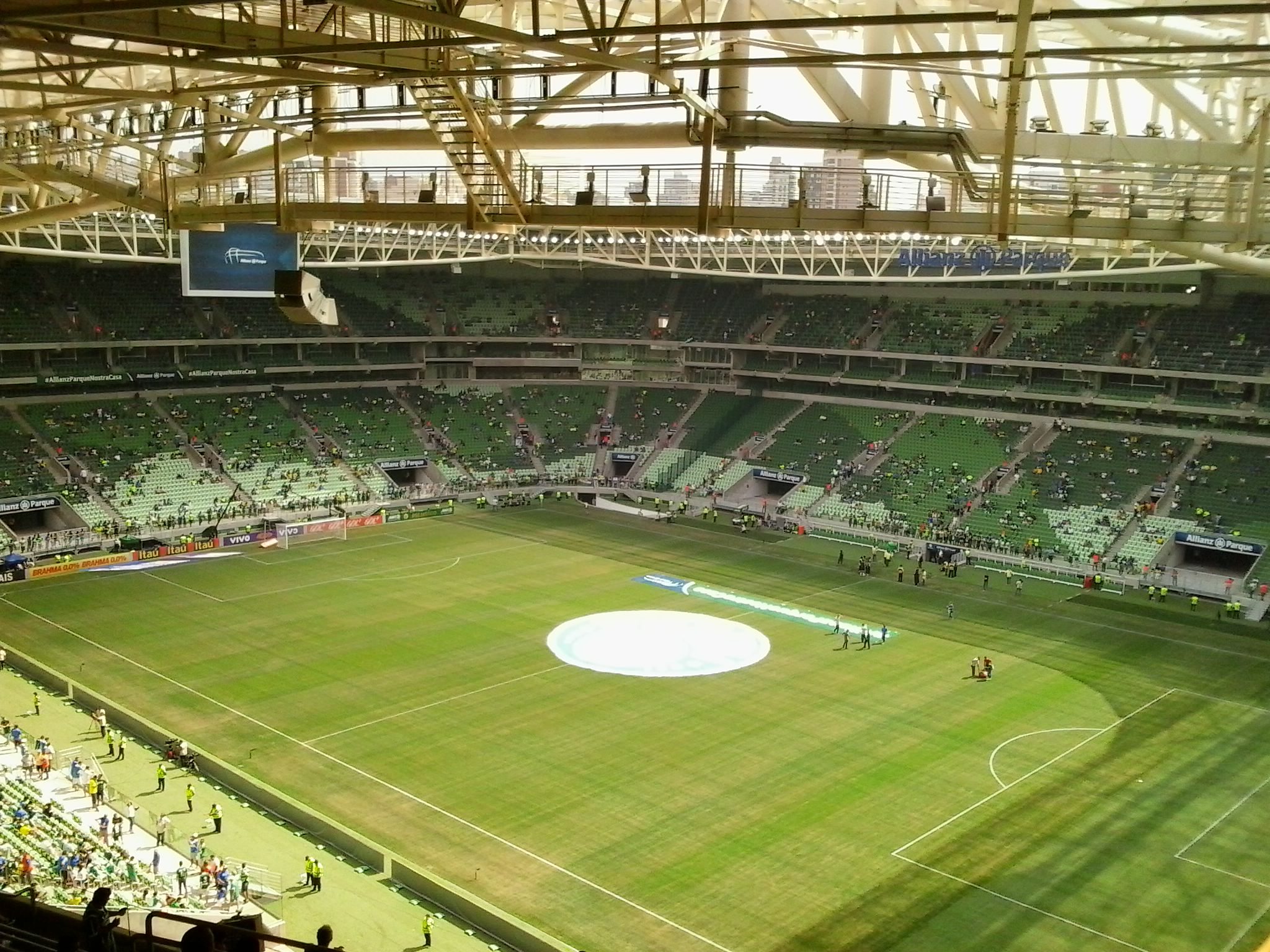
Vista da arquibancada superior do Allianz Parque em dezembro de 2014

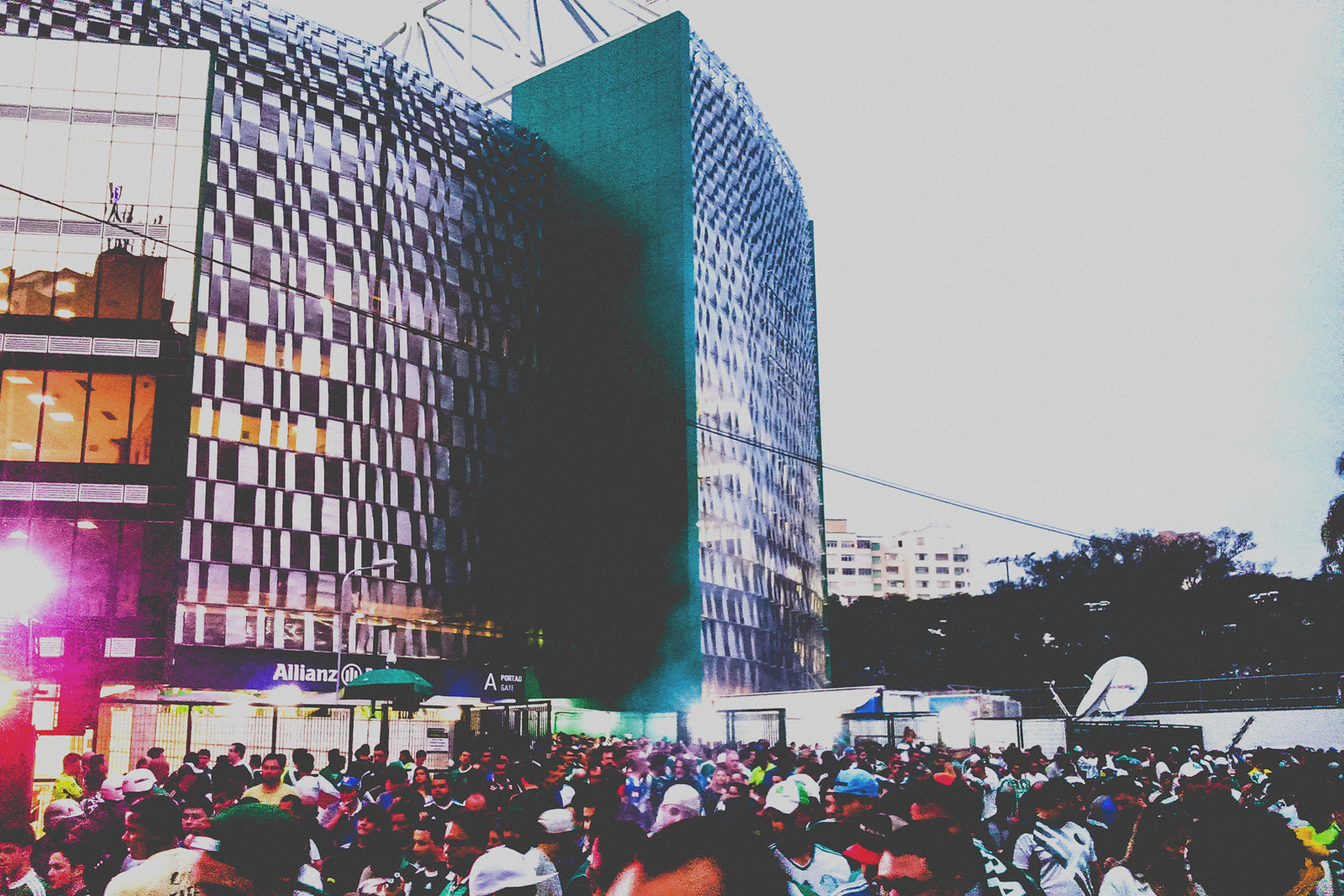
Fachada do Allianz Parque em 2015 pelo lado da Rua Palestra Itália

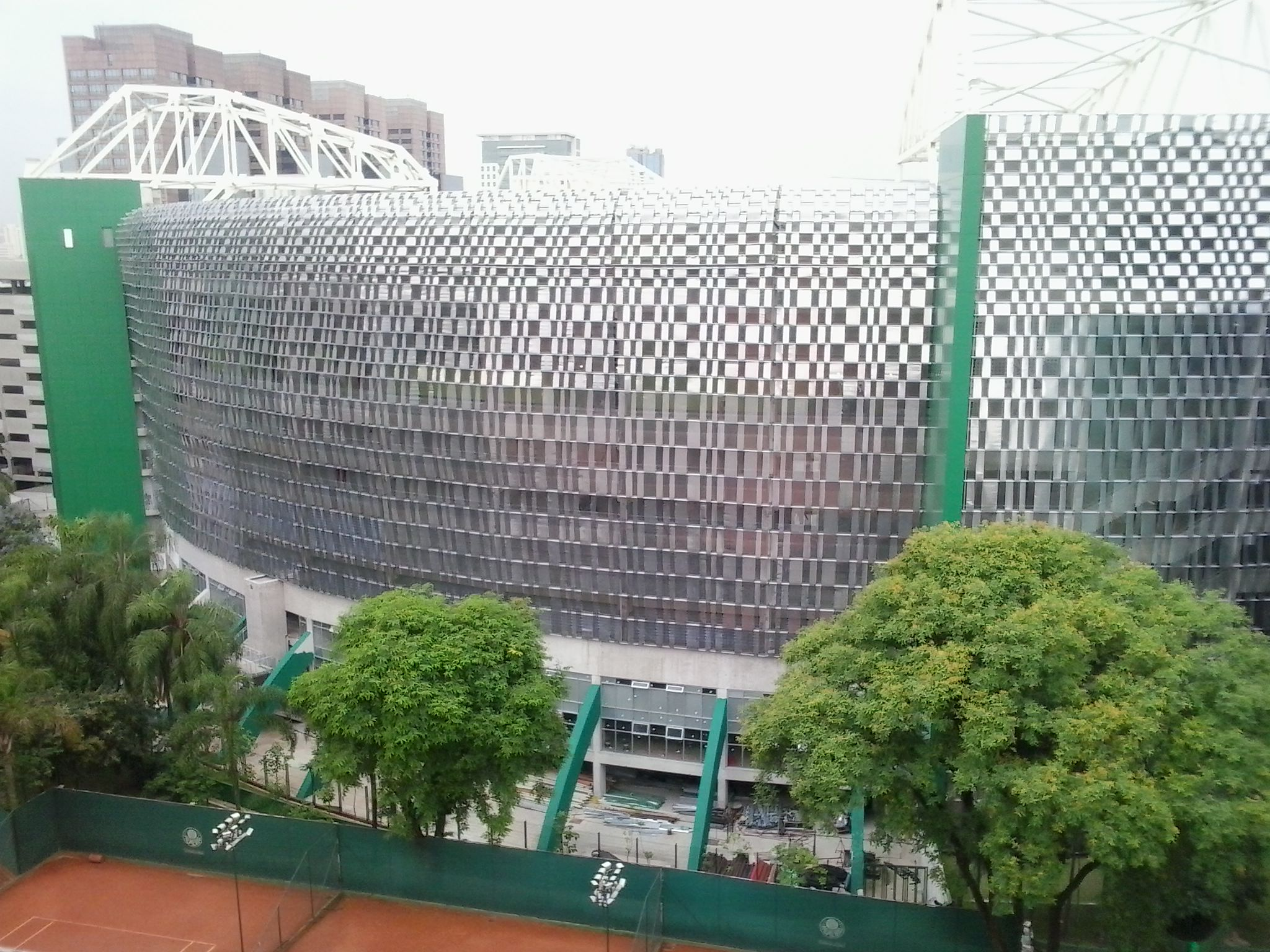
Vista Externa do Allianz Parque

A arena tem 43.713 lugares cobertos, sendo 25.395 cadeiras inferiores, 3.430 cadeiras intermediárias (camarotes) e 14.888 cadeiras superiores. A arena conta com 178 camarotes privativos de 12 a 21 lugares, um restaurante panorâmico, lanchonetes, lojas, centro de convenções com estrutura modular para até 1.500 visitantes, centro de mídia para até 1.000 profissionais da imprensa, um memorial com espaço multimídia com registros da história do clube e estacionamento coberto contíguo para até 2.000 carros, com vagas exclusivas para motocicletas e bicicletário. Eventos múltiplos, como shows e concertos, podem receber até 55 mil espectadores.[carece de fontes?]
Com objetivo de facilitar a circulação dos frequentadores da arena, bem com a limpeza das arquibancadas, as cadeiras não são fixadas no piso, mas em trilhos metálicos, mesmo modelo usado no Estádio de Wembley. Em alguns setores, os assentos e encostos são estofados, com ou sem braço, composto por polipropileno de alto impacto e com suportes em poliamida reforçada com fibra de vidro. Entre a capa e a espuma há uma camada de lã de vidro à prova de fogo, visando proporcionar maior segurança ao público. As cadeiras são compostas por três tons de verde que se intercalam, dando origem a um desenho geométrico inspirado nas folhas das palmeiras.[carece de fontes?]
Os vestiários da arena têm dimensões semelhantes: o do Palmeiras tem 355 m² e o dos visitantes, 270 m². O vestiário do mandante conta com armário de madeira com identificação dos atletas e um armário "comunitário", no qual é possível guardar grande quantidade de objetos. A área de aquecimento dos jogadores tem grama sintética e paredes revestidas com placas de borracha, o que facilita a limpeza do local. Os banheiros são revestidos com porcelanato cinza e pedra natural Hijau Lisa na cor verde, e abrigam duas banheiras de hidromassagem e uma individual para imersão.
O complexo Allianz Parque conta com um Edifício Poliesportivo, erguido onde antes se localizava o antigo ginásio do clube. O novo prédio tem cerca de 10 mil metros quadrados, distribuídos por 4 pavimentos e é servido por 3 elevadores. No térreo, há um ginásio com capacidade para aproximadamente 1.500 torcedores construído para abrigar partidas de basquete, futsal e vôlei.[carece de fontes?]
Dois pisos intermediários, com cerca de 2 mil metros quadrados de área cada um, foram projetados para receber quadras de tênis e poliesportivas. Na cobertura do edifício, há uma quadra de futebol society de gramado artificial semelhante à grama natural, oferecendo um espaço de quase 2 mil metros a mais de 48 metros de altura. Uma solução de arquitetura, inédita no Brasil, permite que de dentro do edifício os sócios do clube possam apreciar a paisagem externa, além de usufruir de ventilação e grande quantidade de luz natural.[carece de fontes?]
O Edifício Multiuso, projetado com base no partido arquitetônico desenvolvido pelo arquiteto Tomás Taveira, tem aproximadamente 13 mil metros quadrados, distribuídos por 6 andares mais térreo. O prédio conta com 8 vestiários e 12 sanitários, 6 elevadores e abriga as áreas administrativas do clube, os esportes indoor, como judô e ginástica artística, e até um espaço nobre, na cobertura, que oferece vista panorâmica do clube e da região.[carece de fontes?] Os novos edifícios vêm se somar às quadras de tênis, poliesportivas, ao prédio dos novos vestiários das piscinas e à nova sauna do clube, conjunto de obras erguido a partir de novembro de 2010 pela WTorre e que faz parte do acordo assinado entre o clube e a empresa.[carece de fontes?] As atrações do Allianz Parque estão abertas ao público em geral. O acesso às instalações do clube, entretanto, permanece restrito aos associados da Sociedade Esportiva Palmeiras.[carece de fontes?]

### Implementações

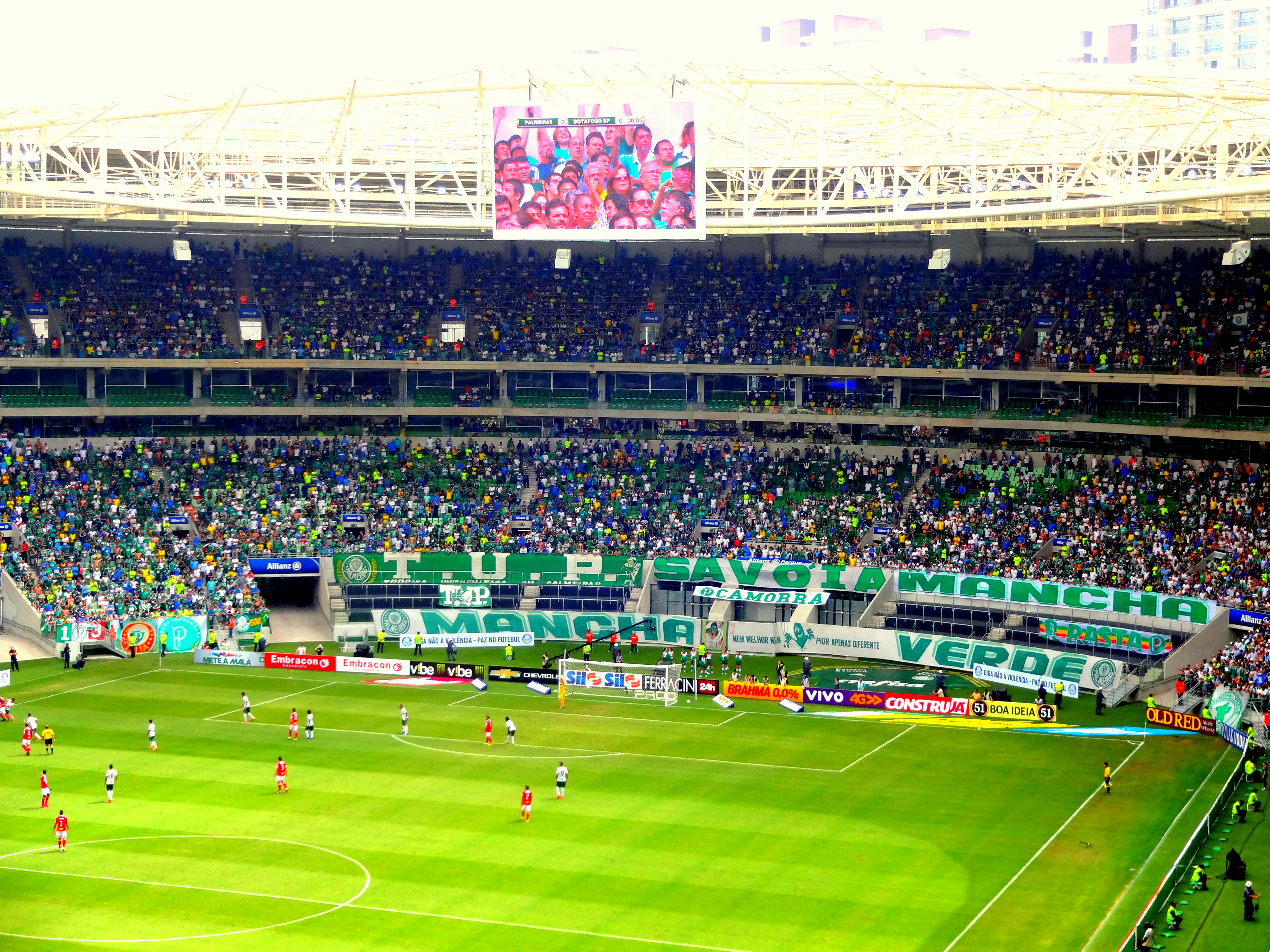
Detalhe de um dos telões do Allianz Parque

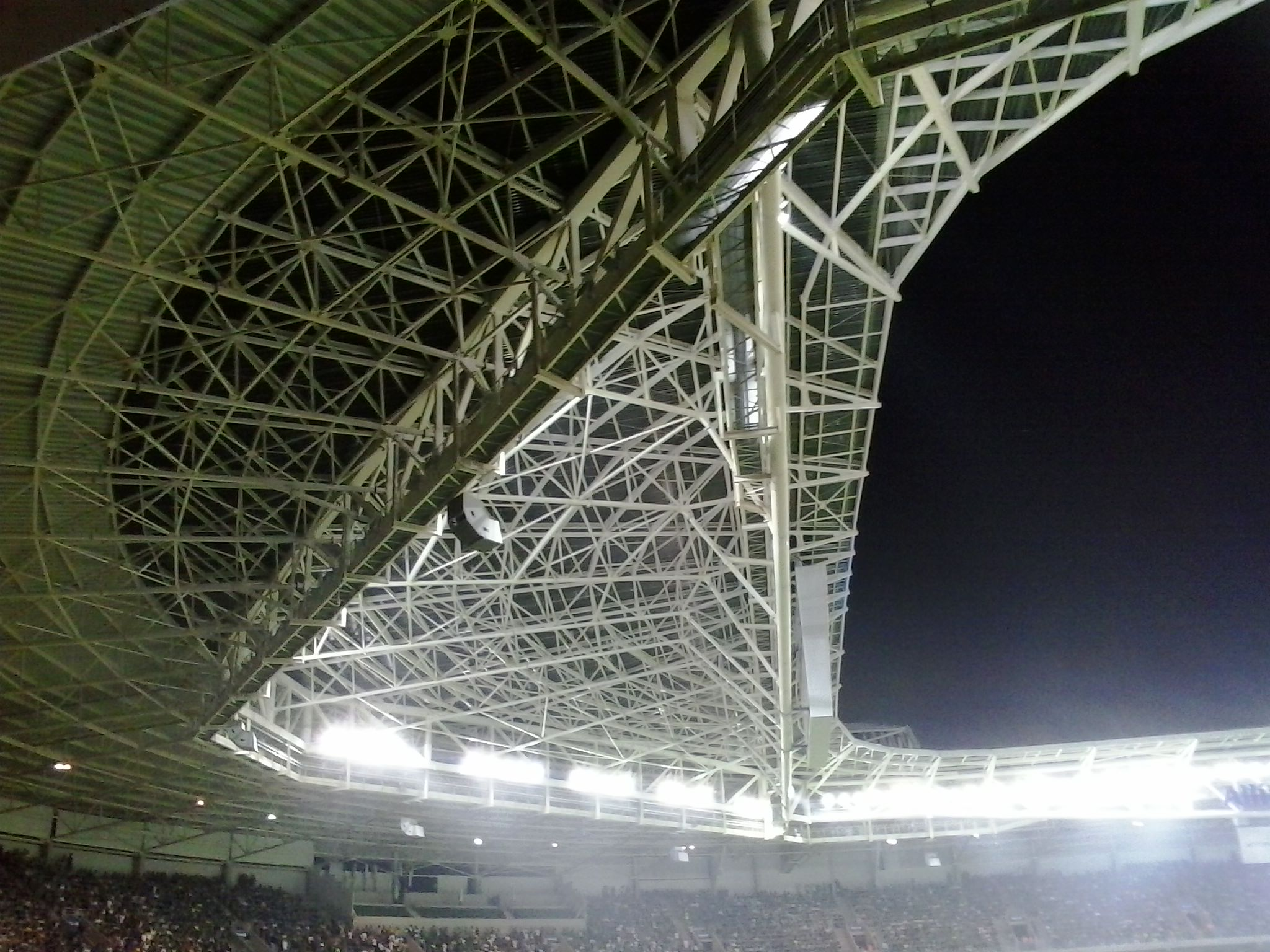
Vista da cobertura do Allianz Parque

Em 12 de março de 2013, a WTorre anunciou a aquisição de 64 câmeras de segurança. Os equipamentos, avaliados em 15 milhões de reais, são de alta definição e capazes de realizar reconhecimento facial de todos os visitantes. A tecnologia, utilizada em locais de grande movimentação, como por exemplo, em aeroportos da Europa e dos Estados Unidos, é capaz de identificar imediatamente comportamentos avaliados como fora do padrão, ou seja, brigas, atos de vandalismo e até uma pessoa passando mal. O software de segurança pode arquivar imagens de rostos para compará-los posteriormente, até mesmo de pessoas utilizando bonés e óculos.
No início de 2014, a WTorre anunciou a aquisição de dois telões de alta definição para serem instalados na parte interna do estádio. Com custo aproximado de 7 milhões de reais, os equipamentos têm formato de 13,44m x 7,68m, cada um com área superior a 103m². Os telões estão instalados nas extremidades dos gramados, atrás dos gols, permitindo a exibição de qualquer conteúdo sem a necessidade de adaptação. Os modelos de led possuem estrutura branca e fogem dos padrões convencionais, com uma resolução (de 16mm) 20% superior em relação aos demais do mercado. Desta forma, em todos os assentos do estádio há uma boa visualização das imagens.[carece de fontes?]
Uma solução desenvolvida pelo arquiteto Edo Rocha, responsável pelo projeto da arena, foi a de revestir toda a fachada com aço inox perfurado que causa o efeito optical art, com espaços vazados que lembram um cesto de vime. A utilização do inox garante o melhor aproveitamento da ventilação e iluminação natural, além de funcionar como elemento de controle solar passivo, a fim de moderar a temperatura no ambiente. Há a importância de o material ser de alta durabilidade e baixa manutenção e limpeza, já que se lava com a chuva. Além disso, a utilização do inox tem efeito de publicidade exterior e serve para impactar tanto os frequentadores da arena quanto os transeuntes.

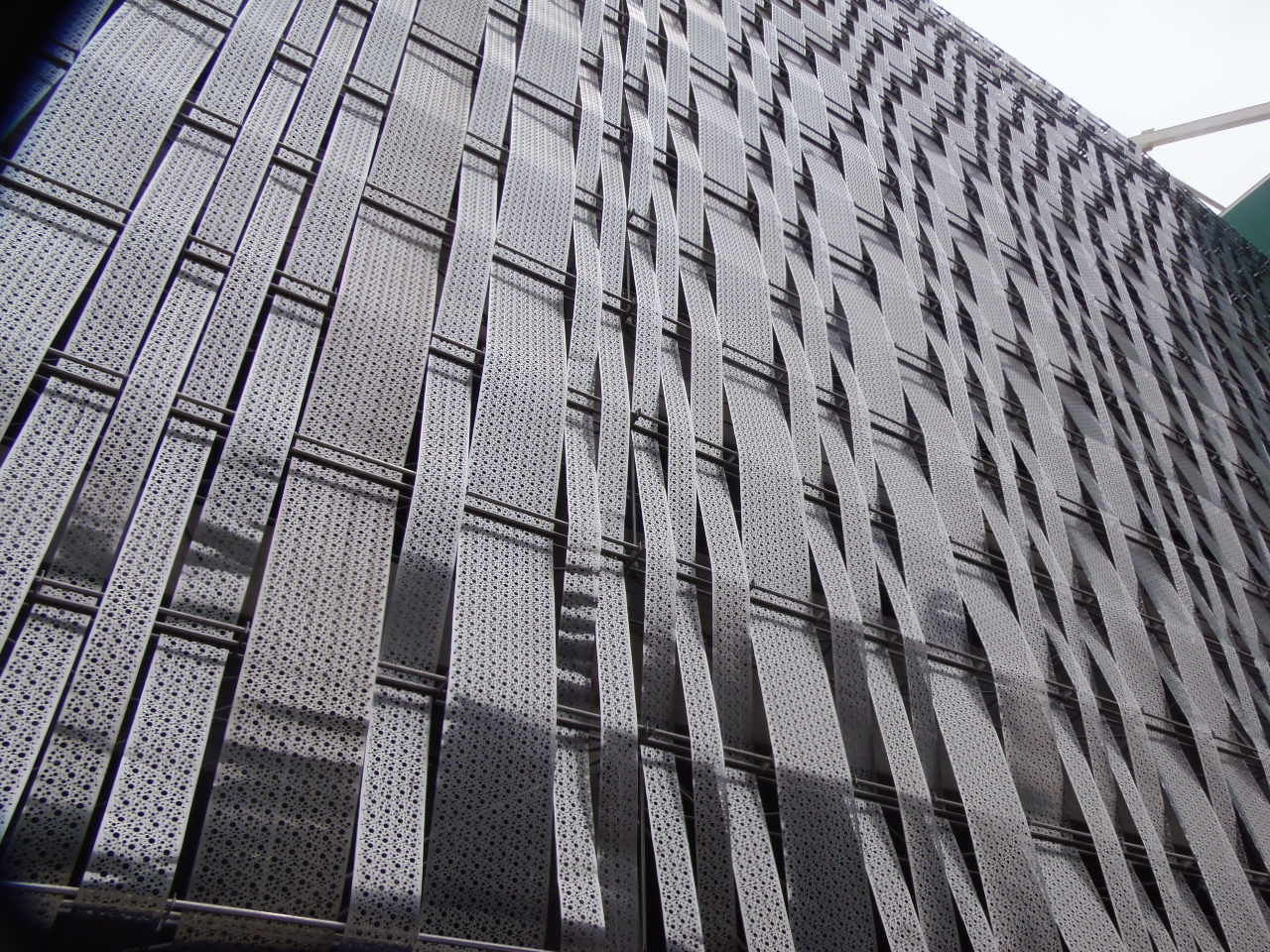
Detalhes das placas de aço inox na área externa do Allianz Parque

Já a cobertura da arena é totalmente integrada à fachada, isto é, sem as pilastras de sustentação, aumentando o espaço para circulação dos visitantes. Verticalmente são 33 metros entre o piso e o teto do estádio, que protege 100% das arquibancadas. Desenvolvidas pela Usiminas, a estrutura metálica tubular e as telhas zipadas termoacústicas de 10 cm de espessura propiciam sensações mais agradáveis ao público, reduzindo em até 2 °C a temperatura entre o nível do campo e as cadeiras superiores, além de reduzir significativamente os ruídos provindos da área externa do complexo.
Em torno do campo, foi instalada uma cobertura transparente de policarbonato que garante o máximo de insolação ao gramado. O Estádio Aviva, em Dublin, e o Etihad Stadium, em Manchester, são alguns dos poucos no mundo que usam essa tecnologia.[carece de fontes?] Com relação à questão ambiental, o Allianz Parque conta com um sistema de captação de água da chuva que cair sobre a área da cobertura do estádio, que tem 23 mil metros quadrados. Assim, toda a água captada será reutilizada dentro das dependências da arena, evitando que as galerias pluviais da região sejam sobrecarregadas em dias de chuva.[carece de fontes?] De acordo com a construtora, na arena serão instaladas mais de 500 antenas de telefonia móvel para assegurar a eficiência na transmissão de dados. A infraestrutura de comunicação dará cobertura para as redes de Wi-Fi, 3G e 4G das principais empresas de telefonia móvel que operam no país.[carece de fontes?]
Questão importante entre as ações de planejamento operacional em dias de jogos, shows e outros eventos, bem como nas atividades de manutenção, os gestores da arena investiram em uma estação meteorológica que disponibilizará informações em tempo real sobre temperatura, precipitação, umidade relativa do ar, pressão atmosférica e velocidade do vento. Instalada no último andar do prédio de mídia, o serviço passará a fornecer informações climáticas a partir do segundo semestre de 2019.

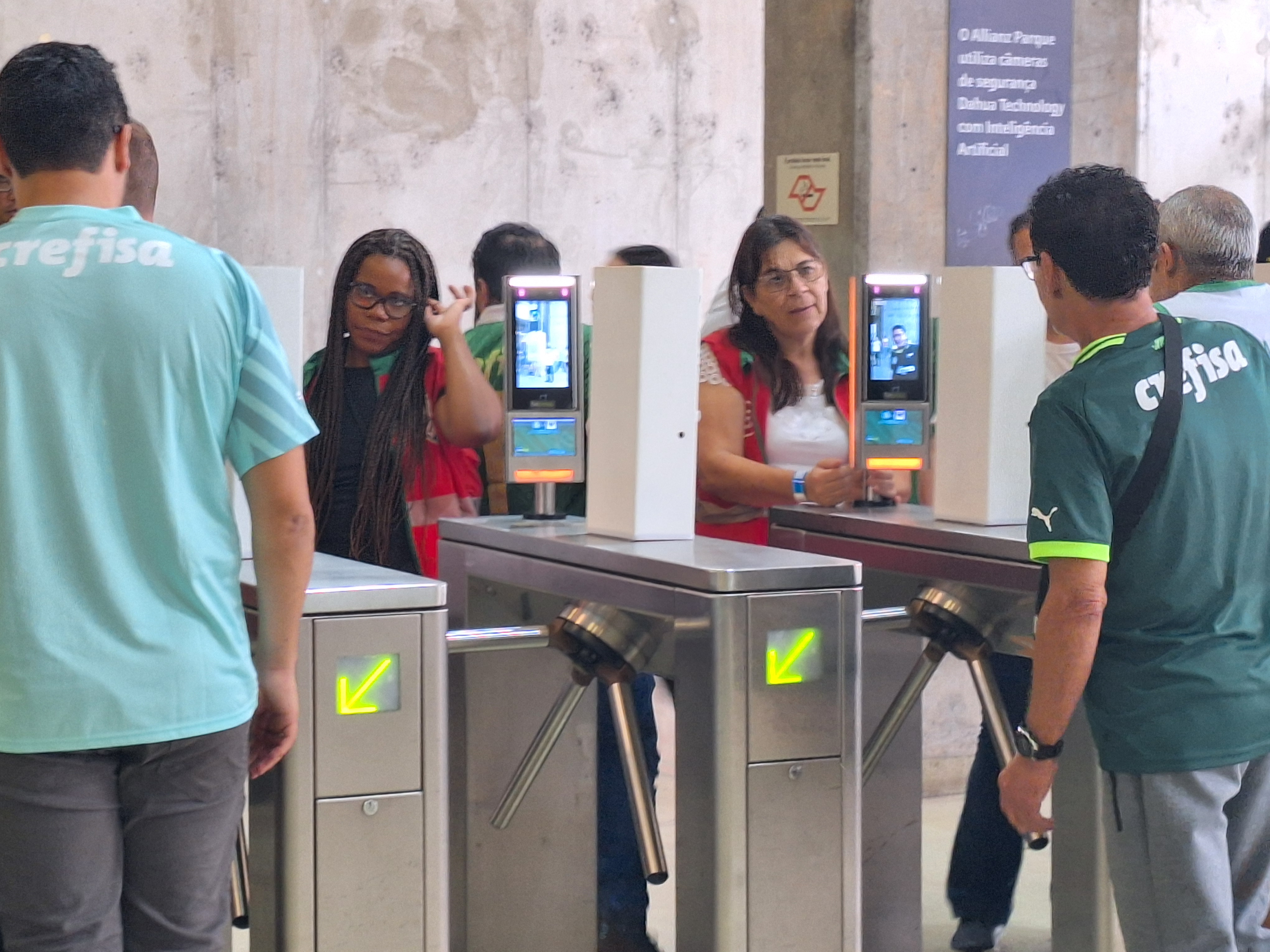
Catracas de entrada com reconhecimento facial no Allianz Parque

#### Sistema de reconhecimento facial
Em maio de 2023, após um período de testes parciais realizados em diversas partidas, o Palmeiras, em ação pioneira entre os grandes times brasileiros, implantou, em todos os setores no Allianz Parque, o sistema de reconhecimento facial de torcedores para entrada nos jogos da arena. A intenção principal de colocar catracas com o sistema de biometria facial foi para acabar com a ação de cambistas em jogos do Palmeiras.

## Acessos e acessibilidade

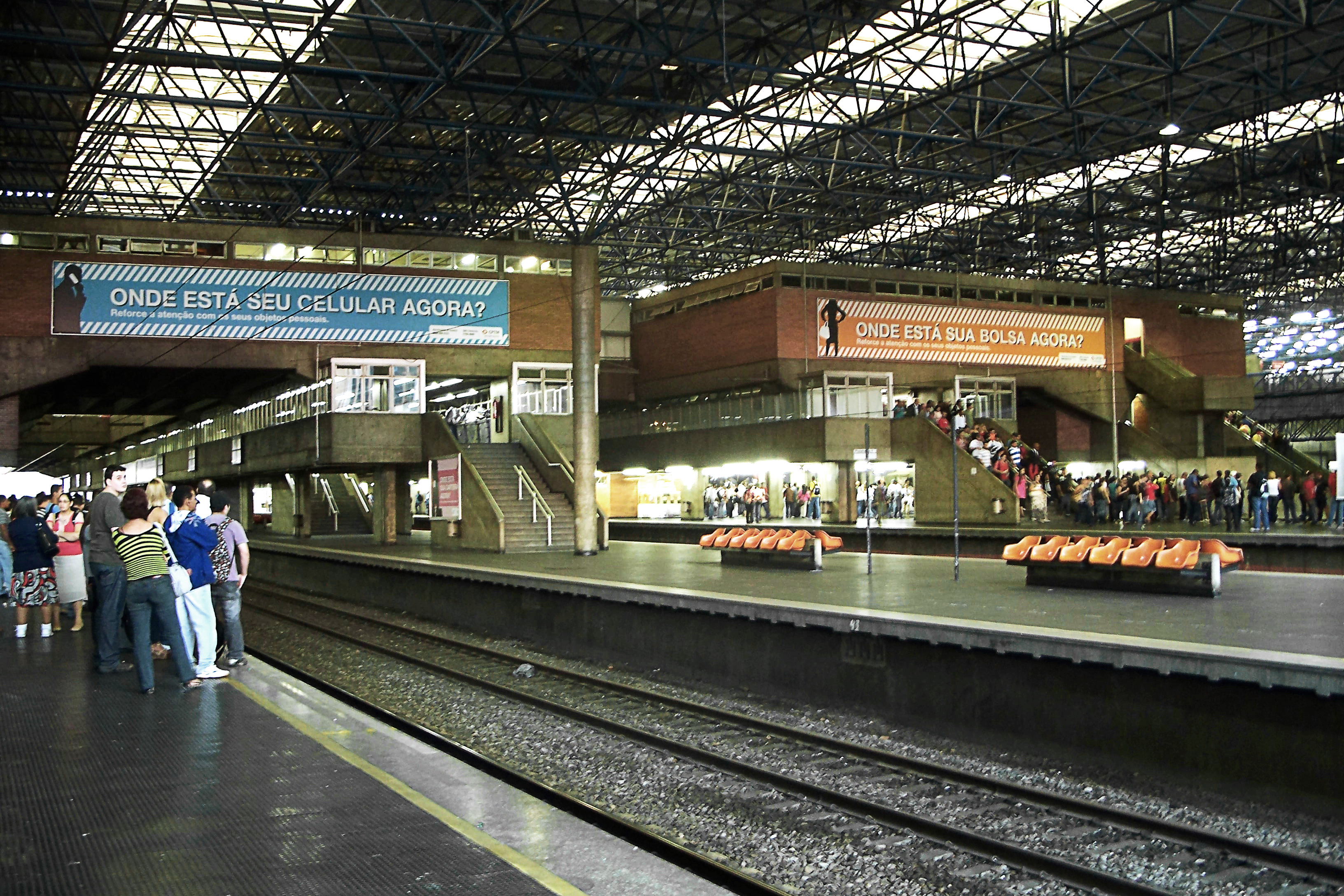
Terminal Intermodal Palmeiras-Barra Funda.

A arena está localizada entre os bairros de Perdizes e Água Branca, mais precisamente na Vila Pompeia, em São Paulo. Nas proximidades do estádio, há as estações Palmeiras-Barra Funda do Metrô e Água Branca da CPTM, além de diversas linhas de ônibus, que somam 50 itinerários diferentes.
A Avenida Francisco Matarazzo, onde se situa uma das entradas principais do Allianz Parque, é servida pelo corredor de ônibus "Pirituba-Lapa-Centro" da SPTrans, o que facilita ainda mais o acesso à arena a partir do centro. Para os motoristas, além do estacionamento da Allianz Parque, com capacidade para até 2 mil carros, os shopping centers que ficam nas cercanias oferecem juntos vagas para mais 4.800 veículos. O complexo está situado a apenas 4 km da Avenida Paulista e a 5 km do centro de São Paulo. Além disso, existem 9 hotéis 5 estrelas em um raio de 6 km, mais de 8.000 leitos hospitalares em um raio de 5 km e os aeroportos de Congonhas, a 13 km, e Cumbica, a 30 km.

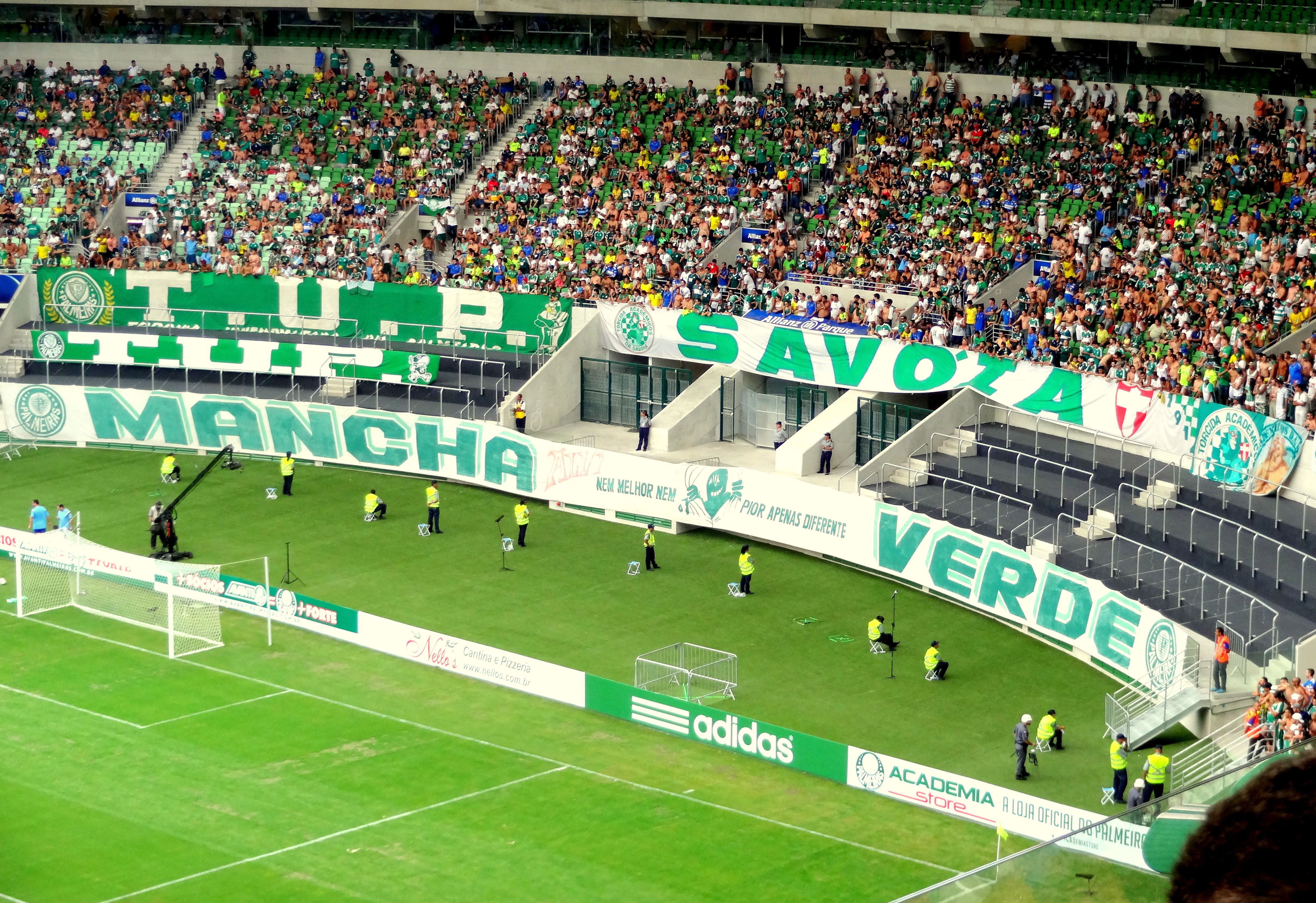
Detalhe do local reservado a cadeirantes no Allianz Parque

De acordo com a construtora, na arena há 889 espaços para cadeirantes, 778 assentos para pessoas com mobilidade reduzida, 122 assentos para obesos, 63 banheiros acessíveis e exclusivos, distribuídos em todos os setores das arquibancadas inferior, superior e camarotes. Além disso, há 15 elevadores, 26 escadas rolantes, rampas de acesso e bilheterias especiais.[carece de fontes?] No estacionamento, há 49 para portadores de necessidades especiais (PNEs) localizadas próximas aos elevadores e 78 vagas para idosos. Assim, as adaptações superam as recomendações da norma brasileira e também da Fifa. Em junho de 2017, foi a primeira arena do Brasil a ganhar uma certificação por sua acessibilidade, o "Selo Guiaderodas", que avalia a adequação das instalações e o atendimento para pessoas com dificuldades de locomoção. A qualificação foi baseada em análises técnicas de arquitetos especializados, avaliações feitas por pessoas com restrições de mobilidade e nível de capacitação dos funcionários da arena e do Palmeiras para atender esse público.

## Recepção

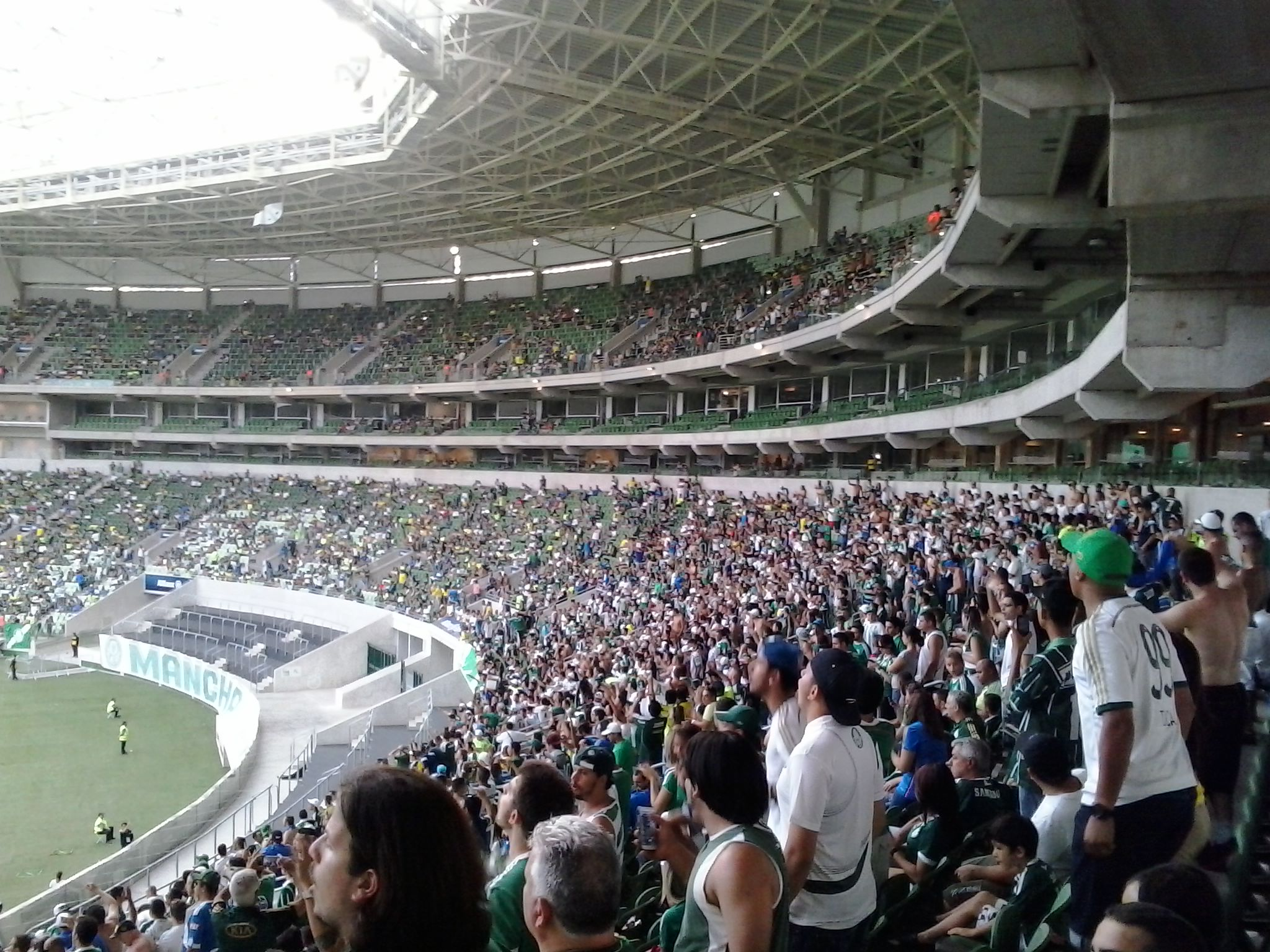
Setor Gol Norte, onde ficam as torcidas organizadas do Palmeiras

A Allianz Parque tem recebido muitos elogios da mídia mundial, a exemplo do site espanhol Elgoldigital.com, que a considerou a arena mais espetacular do mundo, e pelo site Goal.com na versão italiana, que a definiu como a nova joia arquitetônica contemporânea de São Paulo.
Em 19 de fevereiro de 2015, o Allianz Parque foi eleito por votação popular o melhor estádio de 2014. A competição, organizada pelo site especializado em arenas StadiumDB.com, foi baseada em 32 estádios inaugurados em 2014 ao redor do mundo. No período entre 17 de janeiro e 17 de fevereiro de 2015, a Allianz Parque obteve cerca de 34 mil votos e somou 134.725 pontos. As arenas San Mamés Barria, na Espanha, e Otkritie Arena, na Rússia, obtiveram 96.712 e 89.518 pontos cada e figuraram respectivamente em segundo e terceiro lugar. A Allianz Parque disputou com outras sete arenas brasileiras: Arena Corinthians, Arena da Amazônia, Arena da Baixada, Arena das Dunas, Arena Pantanal, Beira-Rio e Estádio Kleber Andrade.
O Allianz Parque ocupou um dos três primeiros lugares durante quase todo o tempo, desde o primeiro dia da competição. E esse resultado foi alcançado sem qualquer campanha para apoiá-lo. Na verdade, não foi até os últimos dias, quando o próprio empreendimento promoveu a votação por meio de uma postagem na sua página oficial no Facebook. Ele também recebeu um número significativo de pontos vindos da Europa e de outras regiões. A pontuação final é uma incrível soma que supera os votos somados dos vencedores das edições anteriores. Você poderia pensar que um dos estádios da Copa do Mundo ganharia este prêmio. Bem, não dessa vez!— Comunicado publicado pelo site inglês “Stadium DataBase"

### Jogos lúdicos

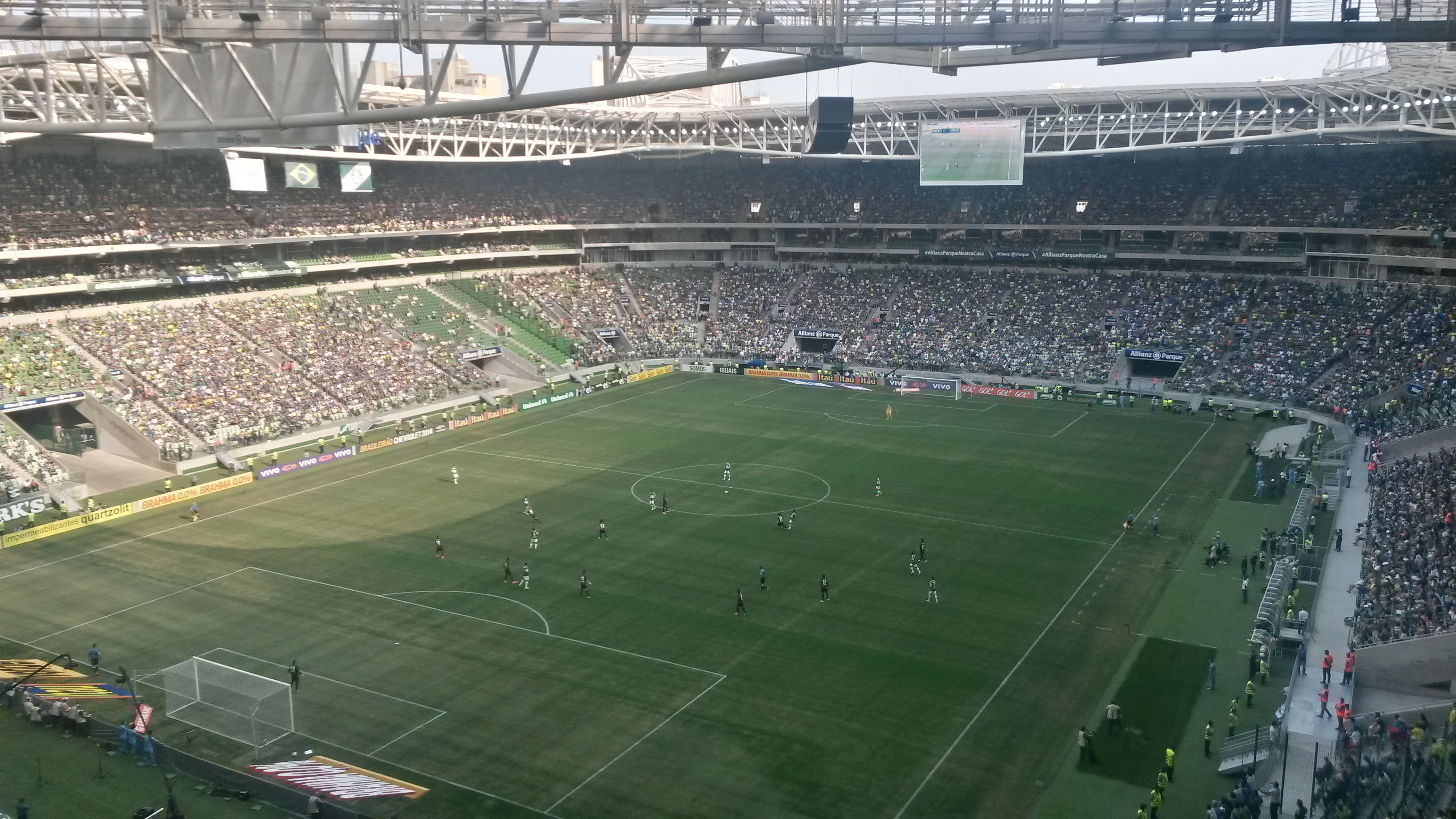
Vista da arquibancada superior do Allianz Parque em dezembro de 2014

Para celebrar a inauguração da Allianz Parque, a Allianz Seguros lançou em dezembro de 2014 o Allianz Gol para o Xbox Live, serviço de jogos online dos consoles Xbox da Microsoft. O conteúdo do jogo, idealizado em parceria com a agência de publicidade Ogilvy & Mather, do Grupo WPP, objetiva fazer com que os fãs do futebol, sobretudo o público jovem, vivencie a marca da Arena e interaja com fotos e informações desta e das outras cinco arenas patrocinadas pela Allianz.
No início de 2015, a Allianz Brasil contratou a agência Ogilvy & Mather para criar uma mesa pebolim em uma estrutura personalizada com o formato e as características da arena. Esta ação objetiva impactar os torcedores e fazer com que haja maior aproximação entre o público e a marca da Arena. A criação da mesa também visa entreter torcedores e turistas durante o tour interativo por todas as áreas do estádio, incluindo vestiários, camarotes e áreas vips, gramado e sala de imprensa, um evento promovido pelo clube e pelos administradores do local. O Allianz Parque está presente no jogo eletrônico Pro Evolution Soccer 2017, disponibilizado por meio de atualização.

### Premiações

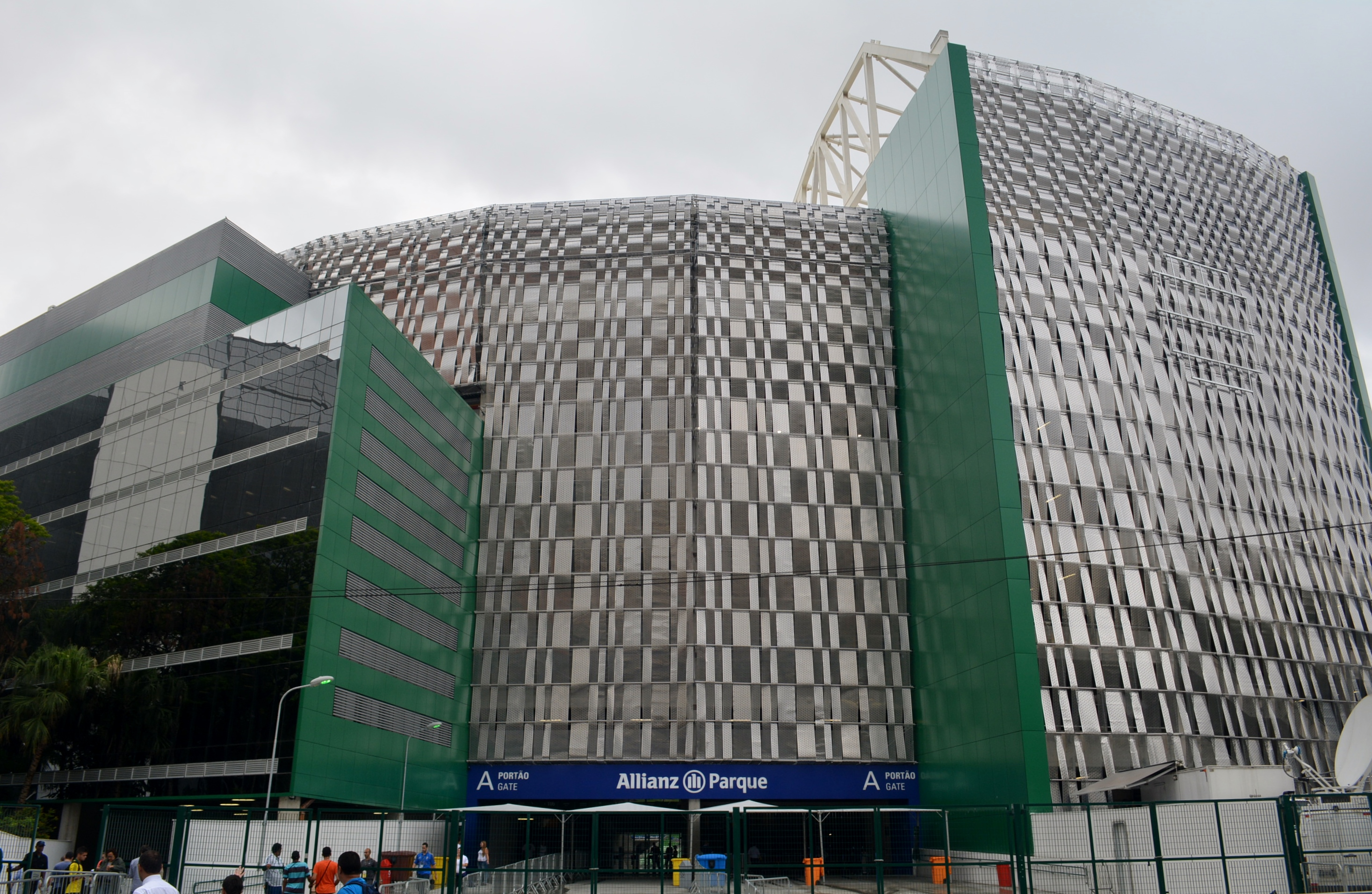
Fachada do Allianz Parque em fevereiro de 2015

Em 3 de setembro de 2014, o projeto arquitetônico da arena recebeu o Prêmio Master na 11ª edição do Grande Prêmio de Arquitetura Corporativa, considerada uma das mais importantes premiações de Arquitetura da América Latina. A arena recebeu também o Prêmio de Destaque Esportivo, na categoria "Obra Realizada". A premiação foi baseada em dois critérios de avaliação: a qualidade arquitetônica e os benefícios do empreendimento para o entorno, observando diversos setores de atividade, como saúde, educação, esporte, hotelaria, escritórios, etc.
Em 12 de novembro de 2014, a construção da arena foi premiada na categoria "Gerenciamento Ambiental do Entorno da Obra" durante o 3º Prêmio Seconci de Saúde e Segurança do Trabalho, organizado pelo Serviço Social da Construção Civil do Estado de São Paulo. Entre as medidas de gerenciamento ambiental implantadas pela construtora, destacam-se a elaboração de um plano de gestão de resíduos, a prevenção da erosão, da contaminação do solo e da água, o reúso da água e a diminuição dos níveis de ruídos das obras. Cerca de 90% de todos os resíduos gerados foram reutilizados ou reciclados, sendo 16 mil metros cúbicos usados na própria obra. O antigo gramado do Estádio Palestra Itália foi doado à Prefeitura de São Paulo para ser reutilizado em uma praça pública.

## Allianz Parque Tour

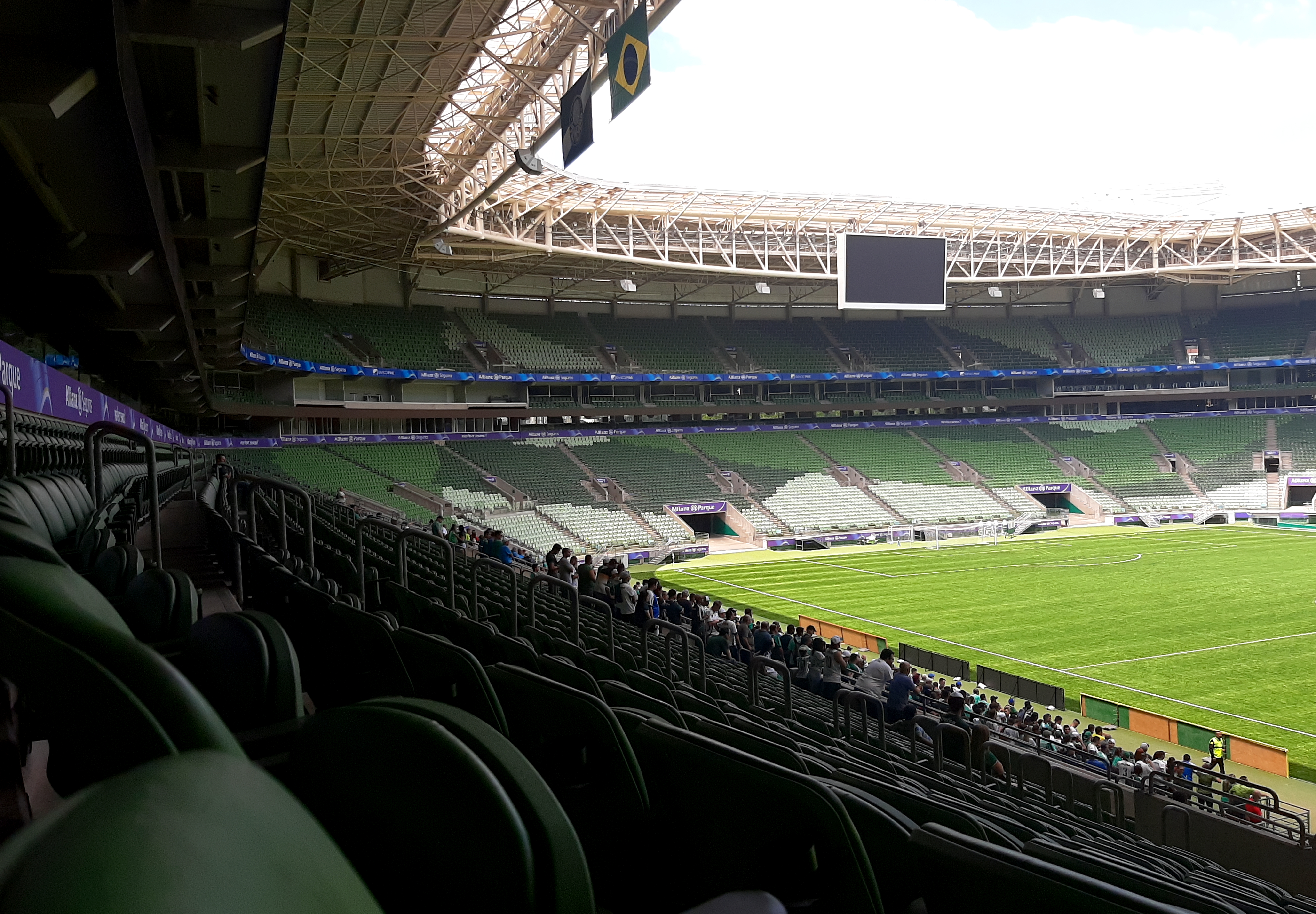
Visitantes durante o Allianz Parque Tour

No dia 18 de março de 2015, foi inaugurado o "Allianz Parque Tour", serviço de visitas guiadas pelas dependências da Arena. A parceria firmada com a empresa Futebol Tour permite que torcedores do clube e turistas da cidade de São Paulo possam realizar um percurso interativo por meio de espaços exclusivos do estádio, tais como cabines de imprensa, camarotes, Allianz Hall (centro de convenções da Arena), sala de coletiva de imprensa, vestiários e campo.
O tour está disponível de quarta a domingo (exceto em dias de jogos, eventos ou feriados) e tem duração aproximada de 1 hora.

## Sala de Troféus

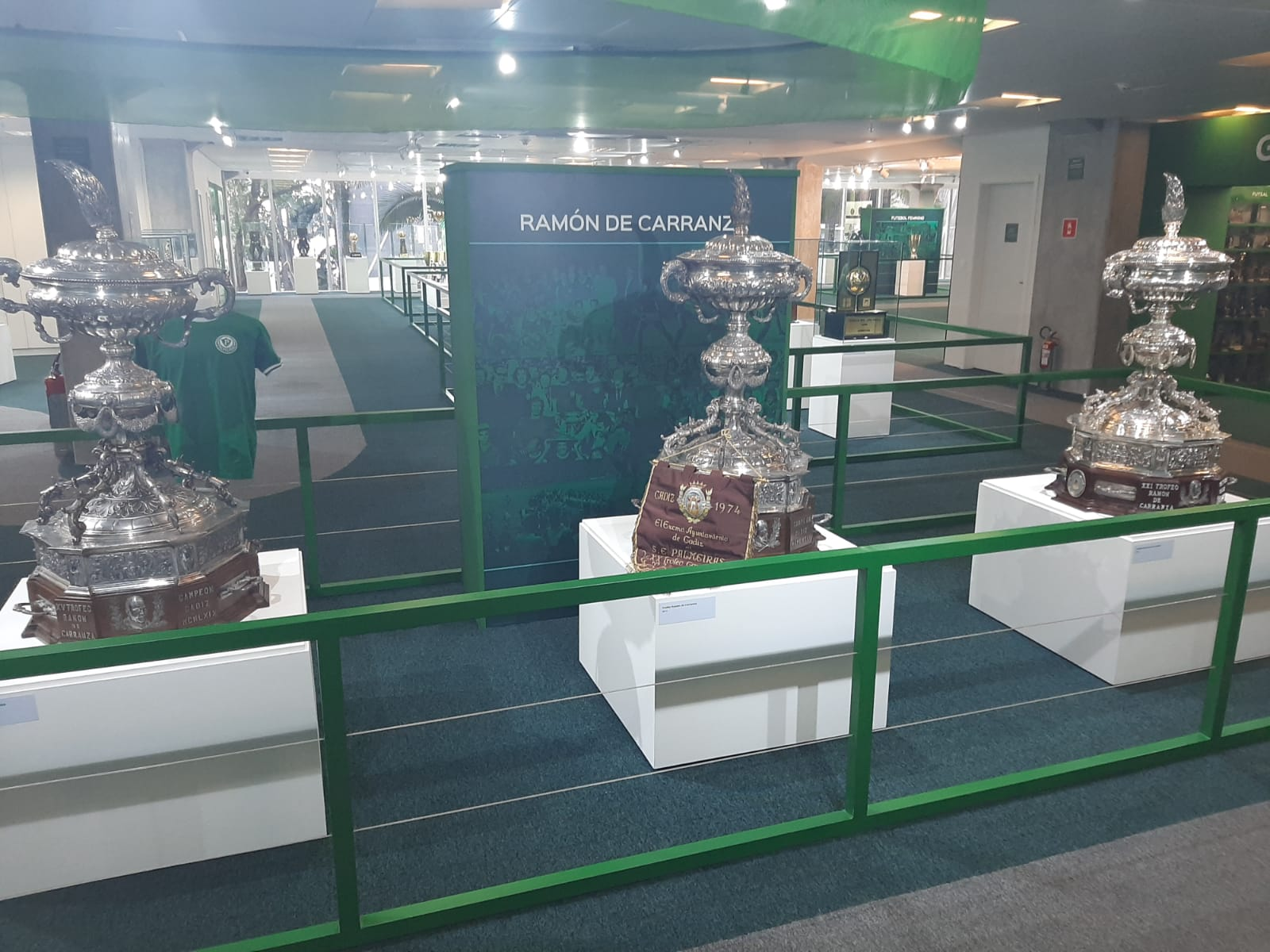
Sala de Troféus do Palmeiras reinaugurada em 2021 no Allianz Parque

A atual sala de troféus do Palmeiras, antes situada na sede social, foi reinaugurada no aniversário de 107 anos do clube, no dia 26 de agosto de 2021, no Allianz Parque. Em uma área de 2.200 metros quadrados, ela está localizada numa área especial da arena alviverde com vista para a rua Palestra Itália e o jardim do clube, onde estão os bustos de grandes ídolos palmeirenses. O espaço reúne mais de 4.500 taças e está aberto a sócios do Palmeiras e à torcida associada do plano de sócio torcedor Avanti desde o final de setembro de 2021. Em março de 2022, o espaço foi liberado para visitação do público.

## Controvérsias

### Atrasos na inauguração

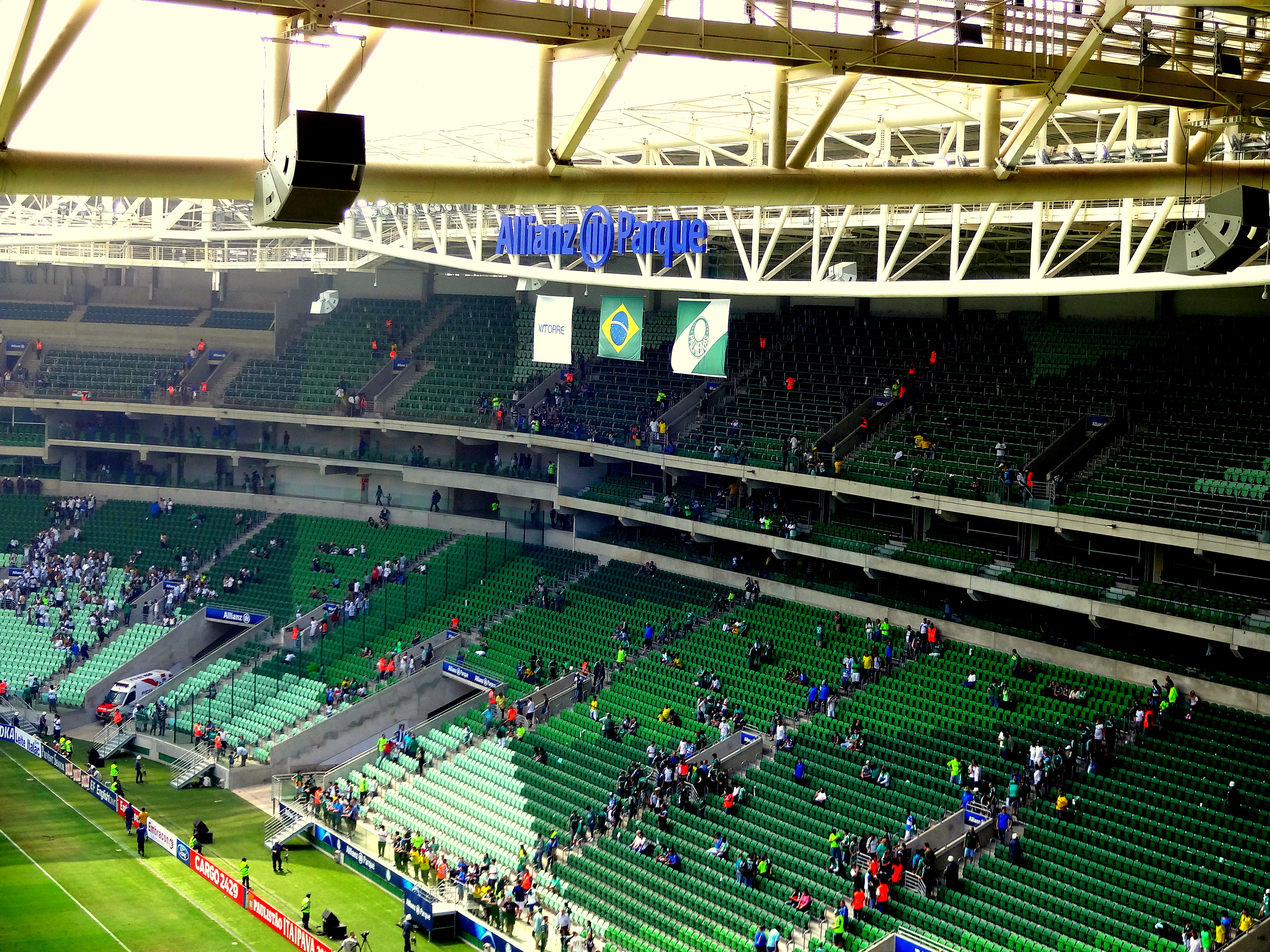
Vista da arquibancada do Allianz Parque

Previsto inicialmente para ser inaugurado no fim de 2012, o Allianz Parque sofreu com atrasos, tanto por obstáculos naturais de construção quanto devido à burocracia. Os prazos chegaram a ser postergados para o primeiro semestre de 2013, depois para a segunda metade do mesmo ano, para fevereiro do ano seguinte e, finalmente, para o segundo semestre de 2014, quando as obras foram finalizadas.
Previsto inicialmente para ser inaugurado no fim de 2012, o Allianz Parque sofreu com atrasos, tanto por obstáculos naturais de construção quanto devido à burocracia. Os prazos chegaram a ser postergados para o primeiro semestre de 2013, depois para a segunda metade do mesmo ano, para fevereiro do ano seguinte e, finalmente, para o segundo semestre de 2014, quando as obras foram finalizadas.

### Acidentes e supostas irregularidades

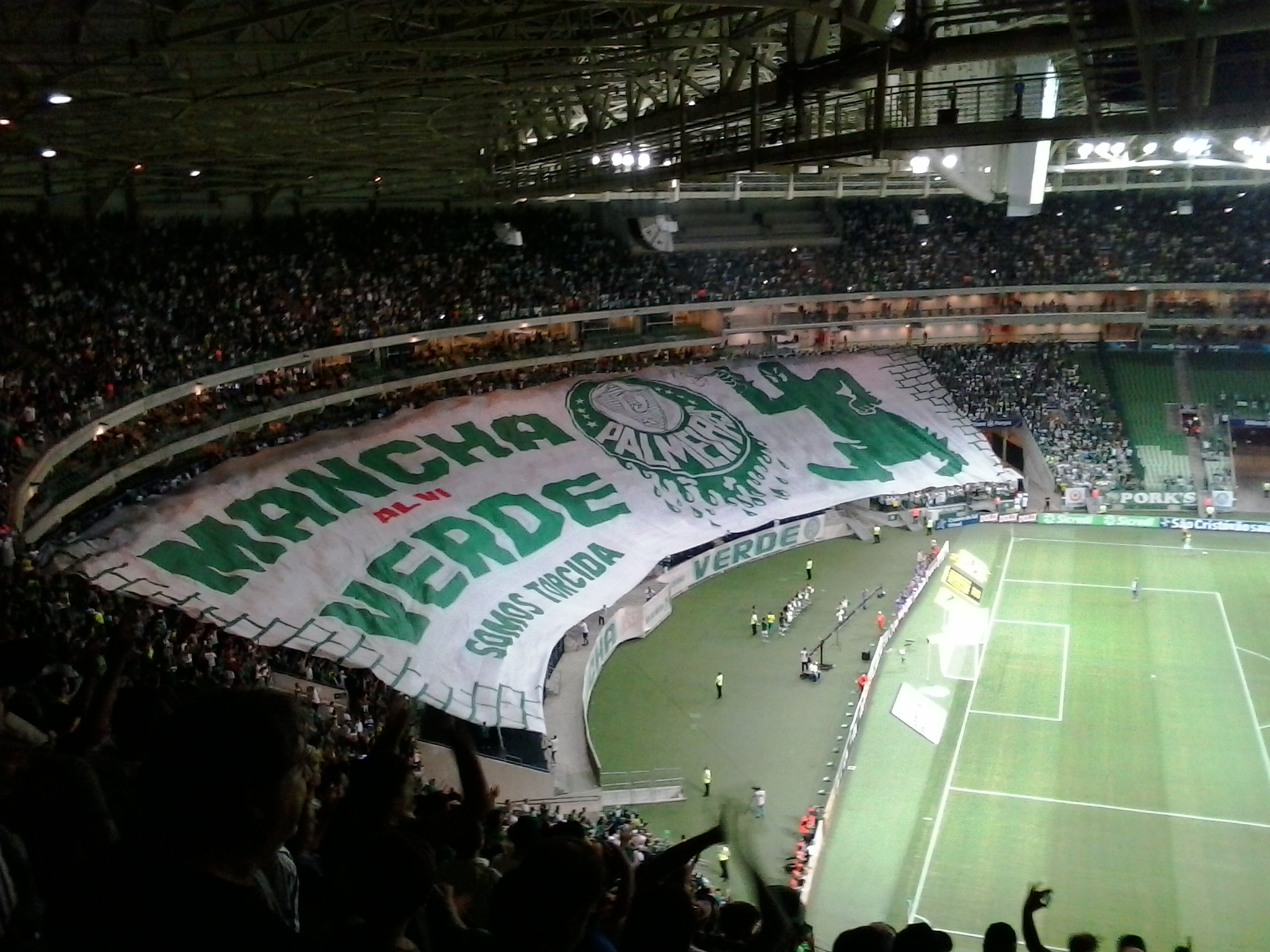
Torcida Organizada Mancha Verde estende seu bandeirão no Gol Norte

Em abril de 2013, o desabamento de três vigas nas obras da Arena deixou uma pessoa morta e outra ferida. O acidente aconteceu no setor onde a nova arquibancada seria erguida sobre a estrutura da antiga, na área em frente à Avenida Francisco Matarazzo. Carlos de Jesus, de 34 anos, é o funcionário que morreu.
O desabamento ocorreu na mesma época na qual o Ministério Público tentava embargar as obras. O órgão questionava, além dos impactos ambientais e no trânsito da região, se a obra tratava-se de uma reforma ou de uma nova construção, já que o alvará que o clube possuía, emitido em 2002, era de reforma. Justamente por este detalhe, não foram demolidas as arquibancadas da entrada da Rua Francisco Matarazzo, local do acidente que culminou na morte do operário em 2013.

### Discussão entre Palmeiras e WTorre
Em fevereiro de 2014, o Palmeiras decidiu resolver um impasse com a construtora WTorre na Câmara Fundação Getúlio Vargas de Conciliação e Arbitragem. A principal causa do desentendimento entre o clube e a empresa é a divisão de cadeiras no Allianz Parque. A WTorre julga ter a prerrogativa de comercializar 100% dos assentos, enquanto o Palmeiras alega que o contrato assinado entre as partes define um número máximo de dez mil cadeiras para serem comercializadas pela construtora. Contudo, não houve discussão quanto aos valores a serem arrecadados com a bilheteria dos jogos, que são 100% do clube.
Em outubro de 2016, a câmara de árbitros da FGV deu ganho de causa ao Palmeiras contra a WTorre. A decisão final delimitou à construtora o direito de venda de apenas 10 mil cadeiras, como queria o clube alviverde.

### Multa por barulho excessivo
Em 5 de abril de 2022, o Allianz Parque foi multado e recebeu aviso de interdição pela Prefeitura de São Paulo após show do Maroon 5 pelo volume ter atingido 74 dB, maior do que o limite de 55 dB imposto pela prefeitura. A interdição, porém, foi proibida, após liminar, pelo juiz Marcelo Hannoun, da 3ª Vara da Fazenda Pública de São Paulo, enquanto não existir sentença definitiva em processo que trata do tema.
Um dia após a notificação para a interdição da arena, a bancada governista da Câmara de São Paulo apresentou um esboço de projeto de lei para aumentar os ruídos para 85 dB das 12 horas às 23 horas. O projeto se aplicaria apenas em Zonas de Ocupação Especial, como a USP e o Estádio do Morumbi. Os vereadores aliados do prefeito Ricardo Nunes justificaram a medida dizendo que locais como as novas arenas paulistanas recebem muitas multas por falta de regulamentação específica. Os moradores dos arredores do Allianz Parque se mobilizaram contra o projeto, alegando que não são contra shows, mas a favor de melhorias no isolamento acústico da arena. Em nota, a Real Arenas, administradora do Allianz Parque, disse respeitar a lei e seguir as decisões dos órgãos de fiscalização. Ainda conforme a empresa, desde o início do projeto foi criado um canal de comunicação com a vizinhança, acompanhado por Prefeitura e pelo Ministério Público.